# 名古屋市営バス

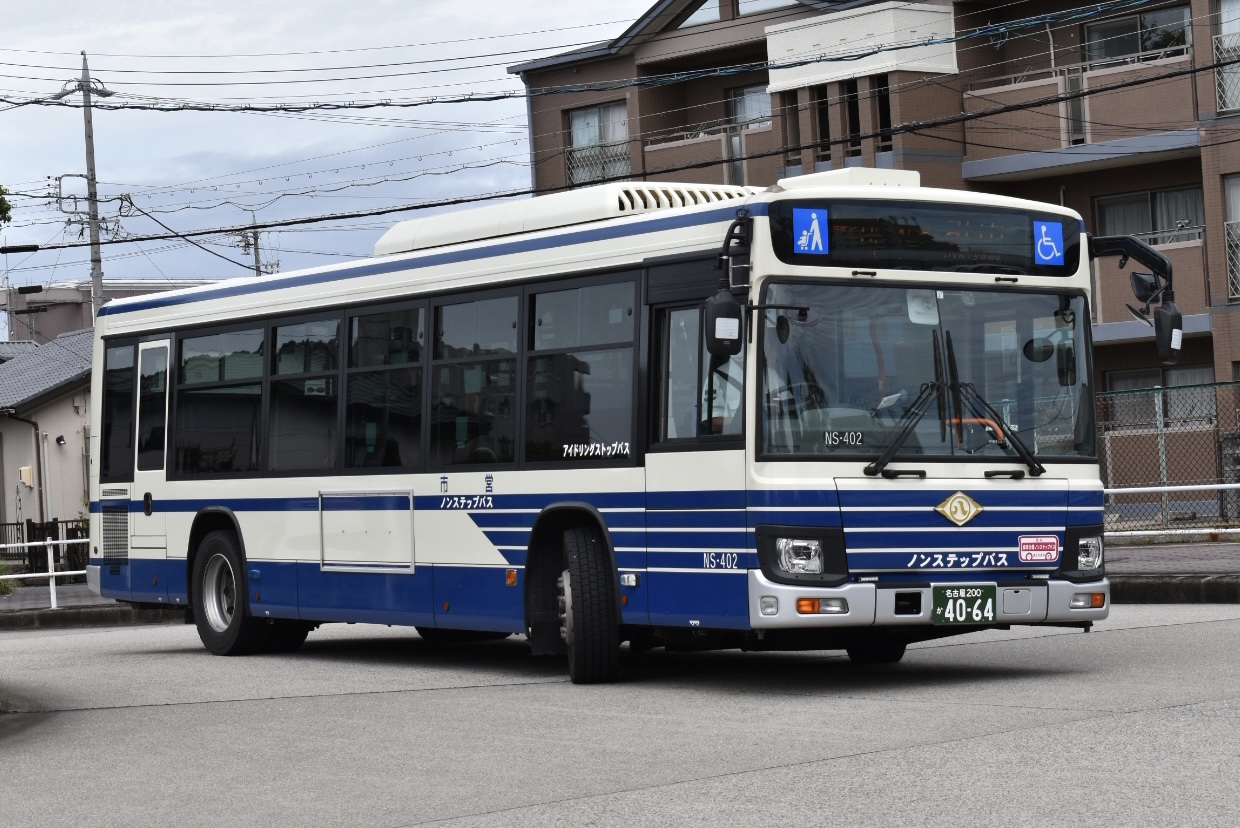
一般車両

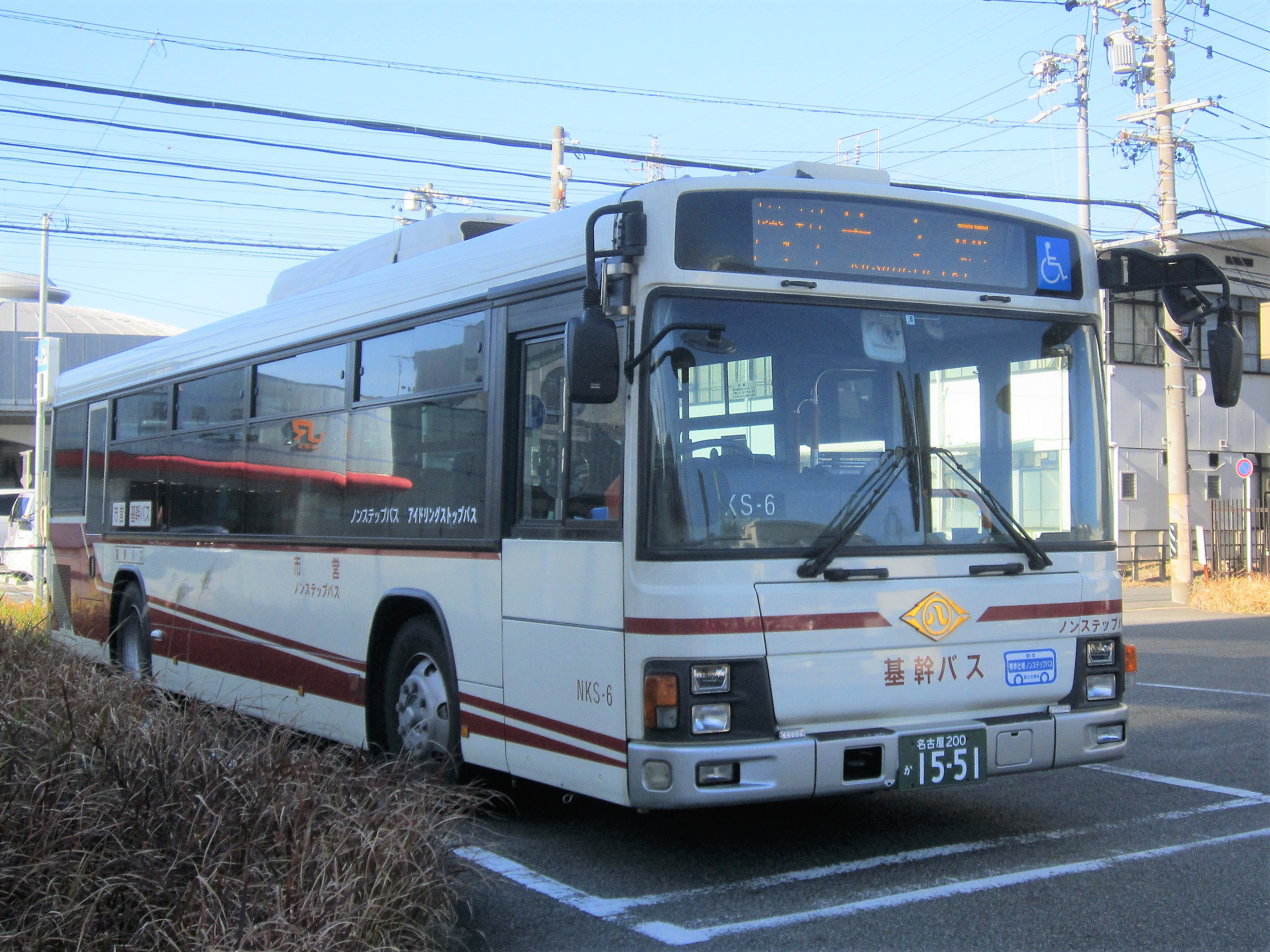
基幹バス車両（基幹1号系統）

名古屋市営バス（なごやしえいバス）は、名古屋市が運行する公営バスである。名古屋市交通局内にバスを担当する「自動車部」がある。単に市バスと略されている。

## 概要
名古屋市全域を運行するほか、隣接する西春日井郡豊山町、海部郡大治町、清須市、尾張旭市、長久手市、日進市、豊明市、春日井市、大府市の一部地域を営業エリアとしている。総営業キロ数は767km、系統数は163系統、保有車両数は1018両（いずれも2019年4月現在）。
2007年4月より大森営業所を名鉄バスに、2009年4月より浄心営業所を三重交通に、管理委託するなど、コスト削減を進めている。
日本初の中央車線をバスレーンとして走行する基幹バス（新出来町線）や、専用軌道と一般道を走行する名古屋ガイドウェイバスの運行受託、名古屋市内の人気観光スポットを周遊するなごや観光ルートバス（愛称「メーグル」）の運行受託など、多種多様な運行を行っている。
バス車体の表記は「市営」。

## 沿革

### 年表
- 1930年（昭和5年）
  - 2月1日：名古屋市電気局により、市営バス運行開始[1]。
  - 4月9日：浄心自動車出張所開設。路線は4系統 （22.6km） で、車両は40両。料金は6銭均一[1]。
  - 11月1日：電気バスの営業を開始（湯浅電池製造（株）など3社の製作、YNK式。16人乗。13馬力。時速35km）[2]。
- 1931年（昭和6年）2月21日：那古野自動車出張所を開設[1]。路線は合計17系統となる[1]。
- 1935年（昭和10年）12月28日：名古屋市内の民営バス最大手であった名古屋乗合自動車のバス事業を買収・統合[1]。横田出張所及び同所松ヶ枝派出所を開設[1]。
- 1936年（昭和11年）
  - 5月24日：愛知乗合自動車及び中村電気軌道のバス事業を買収・統合[1]。
  - 5月26日：中央乗合自動車のバス事業を買収[1]。
- 1937年（昭和12年）3月1日：新三河鉄道の市内バス事業と築地電軌・岩塚バス・東海自動車・名古屋桴扱所のバス事業を買収・統合[3]。
- 1938年（昭和13年）
  - 2月1日：葵乗合自動車のバス事業を買収・統合[3]。
  - 8月25日：木炭バスの運行開始[3]。
  - 9月5日：SKS型電気バスを導入[3]。
  - 12月2日：系統記号をひらがなからアラビア数字に変更[3]。
- 1940年（昭和15年）4月1日：御器所自動車運輸事務所を開設[3]。
- 1941年（昭和16年）4月1日：西町自動車整備工場を開設[3]。
- 1945年（昭和20年）10月2日：名古屋市電気局が名古屋市交通局へ改称[4]。
- 1947年（昭和22年）5月3日：ダッジブラザーズ（150両）を改良し、バスとして運行開始[4]。
- 1948年（昭和23年）
  - 6月10日：アンヒビアン（12両）を改良し、バスとして運行開始[4]。
  - 11月1日：初のディーゼル車、日野製トレーラーバスが運行開始[4]。
- 1950年（昭和25年）8月1日：貸切バス事業を開始[4]。最盛期には22両を配置していた[4]。木炭バス全廃[4]。
- 1951年（昭和26年）
  - バスのワンマン運転化を開始する[4]。
  - 10月3日：定期観光バス事業を開始[4]。翌年、新車「あつた」「なみこし」導入。
- 1952年（昭和27年）6月1日：松ヶ枝自動車運輸事務所を移転し、老松自動車運輸事務所に改称[4]。
- 1956年（昭和31年）7月15日：横田自動車運輸事務所を移転し、熱田自動車運輸事務所に改称[5]。
- 1958年（昭和33年）5月26日：浄心自動車運輸事務所を移転し、北自動車運輸事務所に改称[5]。
- 1960年（昭和35年）
  - 8月1日：那古野自動車運輸事務所浄心分所を開設[5]。
  - 9月13日：中川自動車運輸事務所を開設[5]。
- 1962年（昭和37年）10月15日：定期観光バス事業を撤退、名古屋遊覧バス株式会社が事業を継承[5]。
- 1963年（昭和38年）
  - 2月1日：那古野自動車運輸事務所浄心分所が浄心自動車運輸事務所に昇格[5]。
  - 8月1日：天白自動車運輸事務所及び同所星ヶ丘分所開設[5]。稲葉地電車運輸事務所を稲葉地電車自動車運輸事務所に変更[5]。
- 1965年（昭和40年）9月25日：北自動車運輸事務所如意分所開設[5]。
- 1966年（昭和41年）8月1日：熱田自動車運輸事務所鳴尾分所開設[6]。
- 1967年（昭和42年）
  - 3月3日：栄バスターミナル設置[6]。
  - 4月1日：星ヶ丘バスターミナル設置[6]。稲葉地電車自動車運輸事務所稲西分所開設[6]。
- 1969年（昭和44年）
  - 2月20日：中川自動車運輸事務所港分所開設[6]。
  - 4月1日：北自動車運輸事務所如意分所が如意自動車運輸事務所に昇格[6]。
  - 8月1日：稲葉地電車自動車運輸事務所稲西分所が稲西自動車運輸事務所に昇格[6]。
- 1970年（昭和45年）6月1日：中川自動車運輸事務所港分所が港自動車運輸事務所に昇格[6]。
- 1971年（昭和46年）
  - 1月10日：音聞山 - 八事間にバスレーン設置[6]。
  - 7月1日：熱田自動車運輸事務所鳴尾分所が鳴尾自動車運輸事務所に昇格[6]。
- 1972年（昭和47年）12月20日：天白自動車運輸事務所星ヶ丘分所を移転し、猪高自動車運輸事務所開設[6]。
- 1973年（昭和48年）
  - 4月1日：区間制料金から均一料金（50円）に変更した[6]。
  - 9月15日：70歳以上の運賃を無料化（後に65歳まで拡大）[6]。優先席を設置[6]。
  - 電気バスである日野BT900が導入され、1979年まで在籍
- 1974年（昭和49年）
  - 3月1日：野並自動車運輸事務所を開設[7]。
  - 3月31日：新瑞橋バスターミナル開設[7]。
- 1975年（昭和50年）
  - 2月4日：名古屋バスターミナル開設[7]。
  - 12月12日：低床バスを導入開始[7]。
- 1976年（昭和51年）
  - 4月14日：大森自動車運輸事務所開設[7]。
- 1978年（昭和53年）
  - 4月1日：現在と同色のアイボリーにブルーカラーのバスが10号系統（【循環】名古屋駅前 - 桜通伏見 - 桜通大津 - 東新町 - 栄 - 広小路伏見 - 名古屋駅前）で運行開始[7]。
  - 10月1日：植田・原・平針にバスターミナルを開設[7]。
- 1979年（昭和54年）7月1日：西町自動車整備工場を移転し、森の里自動車整備工場開設[7]。
- 1980年（昭和55年）
  - 2月15日：高速バス及び公共施設関連バス（現在の地域巡回バス）を新設[7]。
- 1981年（昭和56年）
  - 3月30日：神宮東門 - 権野間でバスロケーションシステムを導入[7]。
  - 3月25日：老松自動車運輸事務所閉所[7]。熱田自動車運輸事務所を港自動車運輸事務所熱田分所に格下げ[7]。
- 1982年（昭和57年）
  - 3月28日：基幹バス東郊線（栄 - 星崎間）が開業[8]。港自動車運輸事務所熱田分所閉所[8]。
  - 11月1日：市バス・地下鉄テレホンセンター開設[8]。
  - 12月1日：各自動車運輸事務所から営業所に改称（例：浄心自動車運輸事務所→浄心営業所）[8]。
- 1983年（昭和58年）3月30日：バス3イ号系統（黒川 - 北部市場間）の新設に伴う対キロ運賃設定開始[8]。
- 1984年（昭和59年）5月14日：池下バスターミナル開設[8]。
- 1985年（昭和60年）4月30日：基幹バス新出来町線（栄 - 引山間）が開業[8]。北営業所を閉所[8]。
- 1986年（昭和61年）4月1日：天白営業所を移転し、緑営業所に改称[8]。
- 1988年（昭和63年）
  - 3月1日：「リリーカード」発売開始（使用開始は同年4月1日から）[8]。
- 1989年（平成元年）
  - 7月31日：中型バス導入開始[9]。
  - 11月27日：バス冷房化完了[9]。
- 1990年（平成2年）12月5日：深夜バス（栄 - 藤が丘・栄 - 地下鉄高畑）運行開始[9]。
- 1992年（平成4年）
  - 3月27日：ディーゼル電気ハイブリッドバスを導入[9]。
- 1995年（平成7年）1月：CNG天然ガスバスを導入。
- 1996年（平成8年）4月1日：「なごや環境きっぷ」発売開始（2006年3月8日をもって発売終了）。
- 1997年（平成9年）3月14日：ノンステップバス導入開始（三菱ふそうエアロスター・ノンステップバス3台）[新聞 1]。
- 1998年（平成10年）
  - 小型バス導入開始。
  - 5月5日：「リリーカード」「回数券カード」発売終了。同時に系統記号が現在のような形に改称。
  - 5月6日「ユリカ」によるストアードフェアシステム導入[新聞 2]。
- 1999年（平成11年）：3扉車の導入を終了して新車が2扉車になる。
- 2000年（平成12年）
  - 1月19日：「ユリカ」の積み増し機能導入。
  - この年の新車から前面方向幕は系統と行先が一体化される。
- 2001年（平成13年）
  - 3月23日：名古屋ガイドウェイバスガイドウェイバス志段味線（ゆとりーとライン）が開業。直通運行開始。
  - 新車の導入がすべてノンステップバスに統一される（名古屋市交通局の導入分のみ。名古屋ガイドウェイバスは除外。）。
- 2002年（平成14年）10月12日：市バスで唯一、対距離区間制料金を採用していた黒川11号系統が均一制料金へ変更[WEB 1]。
- 2003年（平成15年）
  - 2月28日：「いこまいきっぷ」発売終了。
  - 3月27日：ユリカの一部を共通乗車カードシステム「トランパス」対応とする。同時にリリーカードの使用を停止し、ユリカへの交換手続き開始（2006年3月終了）。
  - 9月：LED表示器を採用した車両の導入開始
  - 12月12日：那古野営業所を閉所。
- 2004年（平成16年）10月6日：御器所営業所を猪高営業所御器所分所に格下げ。港営業所を閉所。
- 2006年（平成18年）4月1日：「ドニチエコきっぷ」発売開始。名古屋市内の人気観光スポットを周遊するなごや観光ルートバス（愛称「メーグル」）の運行を受託。浄心営業所に専用車を導入。
  - 全体の約1割の市バス車両更新を実施、新長期排出対応車（尿素触媒）30両を含む全車ATノンステップバスを日野自動車、日産ディーゼル（現在のUDトラックス）から導入し、ノンステップバス率は約50%。
- 2007年（平成19年）
  - 4月1日：大森営業所を名鉄バスへ業務管理委託開始。
  - 前年に引き続き市バス車両更新を進める。140両全車が新長期排出対応車となる。基幹2号系統用のノンステップバスが初投入される。メーカーは日野自動車といすゞ自動車。
- 2008年（平成20年）12月11日：ICカード乗車券対応料金箱導入開始。
- 2009年（平成21年）
  - 4月1日：浄心営業所を三重交通へ業務管理委託開始。
  - 9月：J-BUS車体のいすゞ・日野自動車製を中心に本年度から使用のデイライト装備を前年度以降の車両にも装備。
  - 10月1日 ゆとりーとラインの全便をこれまでの名鉄バス・JR東海バスとの共同運行から当局の単独運行に変更し、高蔵寺（春日井市）へ乗り入れる。
- 2010年（平成22年）2月1日：市バス80周年。
- 2011年（平成23年）2月11日：IC乗車カードmanacaを導入。
- 2012年（平成24年）
  - 2月29日：トランパス利用終了。
  - 4月1日：野並営業所を名鉄バスへ業務管理委託開始。
  - 4月21日：東海旅客鉄道（JR東海）のTOICAとの相互利用を開始[WEB 2]。
- 2013年（平成25年）4月1日：森の里自動車整備工場閉鎖。
- 2014年（平成26年）4月1日：浄心営業所楠分所を三重交通名古屋観光営業所内に開設、同時に業務管理委託
- 2017年（平成29年）4月1日 : 名古屋駅バスターミナル開業。
- 2019年（平成31年）
  - 2月12日：港明営業所開設。同時に三重交通へ業務管理を委託[WEB 3]。
  - 4月1日：猪高営業所御器所分所を「御器所営業所」に、浄心営業所楠分所を「楠営業所」にそれぞれ改称。
  - 11月2日：本年度に市バス運行開始90周年を迎えるため、オアシス21にて記念イベント「名古屋の市バス90歳（祭）」が開催される。
- 2020年（令和2年）
  - 2月1日：市バス90周年。
  - 4月〜初秋ごろ：新型コロナウイルス蔓延防止の観点から、車両の最前列席を封鎖。
  - 4月24日〜6月4日：地下鉄東山線区間を走行する深夜バスの運行を休止。なお、同年８月７日より当面の間、再度運行を休止している。
- 2021年（令和3年)  3月：三菱ふそう製エアロミディ（平成15年式）が全車廃車。これにより字幕式行先表示装置を装備する車両が消滅。
- 2022年（令和4年）
  - 4月1日：路線再編により高速1系統が廃止。これにより名古屋高速区間を営業運転する路線が消滅。森の里団地回転場、神宮東門回転場閉鎖。
  - 4月2日：市内各路線で大規模なダイヤ改正が行われる。
- 2023年（令和5年）
  - 1月4日：中村区役所移転・千種区役所仮庁舎移転などでバス停留所名を改称、市内各路線でダイヤ改正が行われる[WEB 4]。

## 事業所

### 現行営業所
- 浄心営業所（名古屋市西区浄心一丁目）
  - 三重交通に委託
- 楠営業所（名古屋市北区玄馬町、三重交通名古屋観光営業所内）
  - 三重交通に委託
- 如意営業所（名古屋市北区丸新町）
- 中川営業所（名古屋市中川区法華2丁目）
- 稲西営業所（名古屋市中村区稲西町）
- 鳴尾営業所（名古屋市南区上浜町）
- 緑営業所（名古屋市緑区兵庫1丁目）
- 野並営業所（名古屋市天白区相川1丁目）
  - 名鉄バスに委託
- 猪高営業所（名古屋市名東区平和が丘1丁目）
- 御器所営業所（名古屋市昭和区御器所通3丁目）
- 大森営業所（名古屋市守山区脇田町）
  - 名鉄バスに委託
- 港明営業所（名古屋市港区港明一丁目）
  - 三重交通に委託

### 閉所営業所
- 港営業所（名古屋市港区港明一丁目）
  - 1969年2月20日開所、2004年10月6日閉所。2019年2月12日、跡地に港明営業所開設[WEB 3]。
- 那古野営業所（名古屋市西区名駅二丁目）
  - 1931年2月21日開所、2003年12月12日閉所。
- 天白営業所（名古屋市天白区植田三丁目）
  - 1963年8月1日開所、1986年10月1日閉所。
- 北営業所（名古屋市北区鳩岡町1丁目）
  - 1958年5月26日開所、1985年4月29日閉所。
- 熱田自動車運輸事務所（名古屋市熱田区伝馬二丁目）
  - 1956年7月15日開所、1982年3月27日閉所。営業末期は港営業所の分所となっていた。
- 老松自動車運輸事務所（名古屋市中区千代田一丁目）
  - 1952年6月1日開所、1981年3月25日閉所。[10]

### 自動車整備工場
- 自動車工場（通称大高工場、名古屋市緑区森の里1丁目97）
  - 1979年（昭和54年）7月1日開設、2013年4月1日閉鎖。それ以降、車検整備は中川営業所のみ営業所内で、他営業所は名鉄自動車整備や三重交通に委託している。
- 西町工場（名古屋市熱田区一番三丁目）
  - 元々は市電の西町工場で、1941年4月1日に自動車部門が併設された。1974年（昭和49年）2月16日に市電部門が廃止、バス部門も1979年7月1日に大高の自動車整備工場に役割を引き継いで閉鎖。跡地は市立中学校、市営住宅、上下水道局営業所などとなっている。

## 路線

### 現行路線
2022年現在、一般系統、基幹バス、都心循環バス、深夜バス、ゆとりーとライン、地域巡回バス、なごや観光ルートバスが運行されている。
2023年5月現在の路線は以下の通りである。系統の詳細については各営業所記事を参照。
| 系統 記号        | 運行区間                                               | 系統 記号         | 運行区間                                         |
| 幹線系統         | 幹線系統                                               | 幹線系統          | 幹線系統                                         |
| ---------------- | ------------------------------------------------------ | ----------------- | ------------------------------------------------ |
| 基幹1            | 栄 - 星崎・笠寺駅・鳴尾車庫                            | 基幹2             | 栄 - 引山・四軒家                                |
| 基幹2            | 名古屋駅 - 猪高車庫                                    | 幹名駅1           | 名古屋駅 - 上飯田・大曽根                        |
| 幹名駅2          | 名古屋駅 - 東海橋・野跡駅                              | 幹栄1             | 栄 - 如意住宅・水分橋・味鋺小学校北              |
| 幹栄1            | 黒川 - 如意住宅・水分橋                                | 幹栄1             | 西部医療センター - 如意住宅                      |
| 幹栄2            | 栄 - 新大正橋西・稲葉地町                              | 幹藤丘1           | 藤が丘 - 本地住宅                                |
| 幹本郷1          | 本郷 - 地下鉄平針・極楽・猪高緑地                      | 幹本郷1           | 本郷 - 名東消防署 - 本郷                         |
| 幹一社1          | 一社 - 猪子石西原 - 一社                               | 幹一社1           | 一社 - 原境町 - 一社                             |
| 幹一社1          | 一社 - 引山・猪高車庫                                  | 幹一社1           | 一社 - 平和が丘 - 猪高車庫                       |
| 幹星丘1          | 星ケ丘 - 梅森荘・高針口・東名古屋病院                  | 幹星丘1           | 星ケ丘 - 極楽 - 星ケ丘                           |
| 幹星丘2          | 星ケ丘 - 地下鉄植田                                    | 幹星丘2           | 星ケ丘 - 西里町 - 星ケ丘                         |
| 幹中村1          | 中村公園 - 戸田荘                                      | 幹高畑1           | 地下鉄高畑 - 多加良浦                            |
| 幹築地1          | 名古屋港 - フェリーふ頭                                | 幹築地1           | 名古屋港 - 稲永スポーツセンター - フェリーふ頭   |
| 幹築地1          | 名古屋港 - 野跡駅                                      | 幹築地1           | 港区役所 - 野跡駅                                |
| 幹原1            | 地下鉄原 - 相生山住宅・島田一ツ山                      | 幹原1             | 地下鉄原 - 鳴子みどりヶ丘 - 島田一ツ山           |
| 幹神宮1          | 熱田区役所 - 河合小橋・多加良浦                        | 幹神宮1           | 熱田区役所 - 中川車庫前・明徳橋                  |
| 幹神宮2          | 熱田区役所 - 中川車庫前・権野                          | 幹神宮2           | 六番町 - 中川車庫前・権野                        |
| 幹新瑞1          | 新瑞橋 - 平針住宅・島田住宅                            | 幹砂田1           | 池下 - 上野山公園 - 大森車庫                     |
| 幹砂田1          | 池下 - 清明山 - 大森車庫                               | 幹鳴子1           | 地下鉄鳴子北 - 地下鉄徳重・大清水                |
| 幹鳴子1          | 地下鉄鳴子北 - 大清水西 - 地下鉄鳴子北                 |                   |                                                  |
| 一般系統         |                                                        |                   |                                                  |
| 名駅11           | 名古屋駅 - 名西橋 - 名古屋駅                           | 名駅11            | 名古屋駅 - 康生通四丁目                          |
| 名駅12           | 名古屋駅 - 如意車庫前                                  | 名駅12            | 名古屋駅 - 月縄手 - 如意車庫前                   |
| 名駅13           | 名古屋駅 - 上飯田・中切町・天神山                      | 名駅14            | 名古屋駅 - 外堀通 - 大曽根・市役所               |
| 名駅15           | 名古屋駅 - 浄心町・黒川・西部医療センター・茶屋ヶ坂    | 名駅15            | 黒川 - 茶屋ヶ坂                                  |
| 名駅16           | 名古屋駅 - 東新町 - 名古屋駅                           | 名駅16            | 名古屋駅 - 広小路本町                            |
| 名駅17           | 名古屋駅 - 名古屋大学                                  | 名駅18            | 名古屋駅 - 名鉄神宮前                            |
| 名駅19           | 名古屋駅 - 港区役所                                    | 名駅20            | 名古屋駅 - 五月通 - 中川車庫前・権野             |
| 名駅20           | 名古屋駅 - 五女子 - 中川車庫前                         | 名駅22            | 名古屋駅 - 横井町                                |
| 名駅23           | 名古屋駅 - 岩塚本通四丁目・横井町                      | 名駅24            | 名古屋駅 - 大治西条                              |
| 名駅25           | 名古屋駅 - 豊公橋 - 名古屋駅                           | 名駅25            | 名古屋駅 - 豊公橋・本陣                          |
| 名駅25           | 豊公橋 - 名古屋駅                                      | 名駅26            | 名古屋駅 - 平田住宅                              |
| 名駅29           | 名古屋駅 - 枇杷島スポーツセンター - 名古屋駅           | 名駅29            | 名古屋駅 - 枇杷島スポーツセンター                |
| 栄11             | 栄 - 西部医療センター - 如意住宅・如意車庫前・平田住宅 | 栄11              | 栄 - 如意車庫前・平田住宅                        |
| 栄11             | 中丸町 - 栄                                            | 栄12              | 栄 - 赤塚 - 安井町西                             |
| 栄13             | 栄 - 平六通 - 川中・安井町西                           | 栄14              | 栄 - 上飯田                                      |
| 栄15             | 大曽根・栄 - 新守山駅                                  | 栄16              | 栄 - 田代本通 - 名古屋大学                       |
| 栄17             | 栄 - 川原通 - 名古屋大学                               | 栄18              | 栄 - 妙見町                                      |
| 栄20             | 栄 - 新瑞橋・瑞穂運動場東                              | 栄21              | 栄 - 泉楽通四丁目                                |
| 栄22             | 栄 - 港区役所                                          | 栄23              | 栄 - 中川車庫前                                  |
| 栄24             | 栄 - 稲西車庫                                          | 栄25              | 栄 - 浄心町・名西橋・名塚中学                    |
| 栄26             | 栄 - 博物館                                            | 栄27              | 栄 - 名西橋 - 栄・浄心町                         |
| 金山11           | 金山・桜山 - 池下                                      | 金山12            | 金山・市立大学病院 - 妙見町                      |
| 金山12           | 金山 - 市立大学病院 - 金山                             | 金山14            | 金山 - 豆田町 - 瑞穂運動場東                     |
| 金山14           | 金山 - 大殿町 - 瑞穂運動場東                           | 金山15            | 金山 - 豊岡通 - 瑞穂運動場東                     |
| 金山16           | 金山 - 石川橋 - 瑞穂運動場東                           | 金山18            | 金山・名鉄堀田 - 要町                            |
| 金山19           | 金山・中京病院 - ワイルドフラワーガーデン              | 金山19            | 神宮東門 - ワイルドフラワーガーデン・潮見町南    |
| 金山19           | 金山 - 泉楽通四丁目                                    | 金山20            | 金山 - 権野                                      |
| 金山21           | 金山 - 地下鉄高畑・中川車庫前                          | 金山22            | 金山 - 八王子町 - 地下鉄高畑・中川車庫前・戸田   |
| 金山22           | 地下鉄高畑 - 中川商高 - 戸田                           | 金山22            | 地下鉄高畑 - 戸田 - 地下鉄高畑                   |
| 金山23           | 金山・地下鉄岩塚 - 戸田荘                              | 金山23            | 金山 - 地下鉄岩塚                                |
| 金山25           | 金山 - 港区役所・野跡駅                                | 金山26            | 金山 - 荒畑 - 金山                               |
| 金山26           | 御器所通 - 金山                                        | 藤丘11            | 藤が丘 - 名鉄印場・引山                          |
| 藤丘12           | 藤が丘 - 印場・中志段味・東谷山フルーツパーク          | 藤丘12            | 印場 - 東谷山フルーツパーク                      |
| 本郷11           | 本郷 - 引山・本地住宅                                  | 上社11            | 上社 - 若葉台 - 上社                             |
| 上社11           | 上社 - 若葉台                                          | 上社11            | 若葉台 - 上社                                    |
| 上社12           | 上社 - 守山区役所 - 緑ケ丘住宅                         | 上社12            | 上社 - 喜多山二丁目 - 緑ケ丘住宅                 |
| 星丘11           | 星ケ丘・猪高車庫 - 地下鉄自由ケ丘                      | 星丘12            | 星ケ丘 - 地下鉄植田                              |
| 星丘13           | 星ケ丘 - 杁中                                          | 池下11            | 池下 - 今池 - 猪高車庫                           |
| 池下11           | 池下 - 春里町 - 猪高車庫                               | 池下11            | 池下 - 猫洞通四丁目 - 猪高車庫                   |
| 千種11           | 千種駅前 - 砂田橋・大森車庫                            | 千種13            | 千種駅前 - 東部医療センター - 緑ケ丘住宅         |
| 千種13           | 千種駅前 - 緑ケ丘住宅                                  | 中村11            | 中村公園 - 春田駅・横井町                        |
| 中村12           | 中村公園 - 服部                                        | 中村13            | 稲西車庫・中村公園 - 稲西車庫                    |
| 中村14           | 中村公園 - 大治西条                                    | 高畑12            | 地下鉄高畑 - 多加良浦                            |
| 高畑13           | 八田駅 - 港区役所・野跡駅                              | 高畑13            | 地下鉄高畑 - 野跡駅                              |
| 高畑14           | 地下鉄高畑 - 南陽交通広場                              | 高畑15            | 八田駅 - 両茶橋 - 南陽交通広場                   |
| 高畑15           | 八田駅 - 西茶屋荘 - 南陽交通広場                       | 高畑15            | 権野 - 八田駅                                    |
| 高畑16           | 地下鉄高畑 - 河合小橋                                  | 高畑17            | 地下鉄高畑 - 戸田荘                              |
| 高畑18           | 港区役所 - 中野新町 - 地下鉄高畑・港区役所             | 曽根11            | 大曽根 - 緑ケ丘住宅                              |
| 曽根13           | 上飯田 - 味鋺住宅・喜惣治一丁目・如意車庫前            | 曽根13            | 大曽根 - 如意車庫前                              |
| 黒川11           | 黒川 - 中切町・北部市場・如意車庫前                    | 黒川12            | 中切町 - 博物館                                  |
| 黒川14           | 黒川 - 安井町西                                        | 名港11            | 名古屋港 - 鳴尾車庫                              |
| 名港13           | 港区役所 - 宝神荘 - 多加良浦                           | 名港13            | 港区役所 - 善進本町 - 多加良浦                   |
| 名港16           | 名古屋港 - 地下鉄鳴子北                                | 小田11            | 上小田井駅 - 大我麻町・如意住宅・如意車庫前      |
| 小田12           | 平田住宅 - 上小田井駅                                  | 小田12            | 平田住宅 - 上小田井 - 平田住宅                   |
| 鶴舞11           | 鶴舞公園 - 上飯田                                      | 八事11            | 妙見町 - 島田住宅・平針住宅                      |
| 八事11           | 名古屋大学 - 島田住宅                                  | 八事12            | 千種駅前・杁中 - 島田一ツ山                      |
| 植田11           | 地下鉄植田 - 地下鉄鳴子北・野並                        | 植田12            | 地下鉄植田 - 島田橋 - 地下鉄植田                 |
| 植田12           | 地下鉄植田 - 北大坪 - 地下鉄植田                       | 植田12            | 地下鉄植田 - 天白図書館 -地下鉄植田              |
| 植田12           | 地下鉄植田 - 百々ケ池 - 地下鉄植田                     | 原11              | 地下鉄原 - 地下鉄徳重                            |
| 原12             | 地下鉄原 - みどりが丘公園・緑車庫                      | 平針11            | 地下鉄平針 - 地下鉄徳重・平針住宅・神の倉        |
| 平針12           | 地下鉄平針・平針上ノ池 - 地下鉄原                      | 神宮11            | 名鉄神宮前 - 相生山住宅・島田一ツ山              |
| 神宮11           | 新瑞橋 - 島田一ツ山                                    | 神宮12            | 神宮東門 - 大江町 - 鳴尾車庫                     |
| 神宮15           | 神宮東門 - 道徳駅 - 要町・鳴尾車庫                     | 新瑞12            | 新瑞橋 - 地下鉄徳重                              |
| 新瑞13           | 新瑞橋・鳴尾車庫 - 日本ガイシスポーツプラザ - 新瑞橋   | 新瑞13            | 新瑞橋 - 鳴尾車庫                                |
| 新瑞14           | 新瑞橋 - ワイルドフラワーガーデン・大江町・鳴尾車庫    | 新瑞15            | 新瑞橋 - 地下鉄鳴子北                            |
| 茶屋11           | 茶屋ヶ坂 - 緑ケ丘住宅                                  | 茶屋12            | 池下 - 猪子石団地・汁谷東                        |
| 茶屋12           | 茶屋ヶ坂 - 猪子石団地                                  | 吹上11            | 吹上・御器所通 - 大曽根                          |
| 鳴子11           | 地下鉄鳴子北 - 地下鉄植田                              | 鳴子12            | 地下鉄鳴子北 - 太子                              |
| 鳴子13           | 地下鉄鳴子北 - 南大高駅・有松町口無池                  | 鳴子14            | 地下鉄鳴子北 - 大高駅                            |
| 鳴子15           | 地下鉄鳴子北 - 鳴尾車庫                                | 鳴子16            | 地下鉄鳴子北 - 藤田医科大学病院                  |
| 相生11           | 地下鉄相生山・島田住宅 - 大清水                        | 徳重11            | 地下鉄徳重 - 地下鉄平針                          |
| 徳重12           | 地下鉄徳重 - 緑車庫・白土                              | 徳重12            | 地下鉄徳重 - 藤塚南公園 - 白土                   |
| 徳重13           | 地下鉄原・地下鉄徳重 - 藤田医科大学病院                | 徳重13            | 地下鉄徳重 - 大清水                              |
| 徳重14           | 地下鉄徳重 - 名鉄有松                                  | 鳴海11            | 南大高駅 - 名鉄鳴海 - 南大高駅                   |
| 鳴海12           | 南大高駅・要町 - 有松町口無池                          | 笠寺11            | 笠寺駅 - 熱田橋 - 笠寺駅                         |
| 有松11           | 名鉄有松・有松町口無池 - 名鉄有松                      | 有松11            | 名鉄有松 - 有松町口無池                          |
| 有松13           | 鳴海団地 - 太子                                        | 東海11            | 港区役所 - 多加良浦・南陽交通広場                |
| 東海11           | 港区役所 - 南陽町 - 港区役所                           | 東海12            | 港区役所・六番町 - 河合小橋                      |
| 東海12           | 港区役所 - 中川車庫前・日光川公園                      | 東海12            | 港区役所 - 南陽交通広場 - 港区役所               |
| 春田11           | 春田駅 - 両茶橋北 - 南陽交通広場                       | 春田11            | 春田駅 - 南陽交通広場                            |
| 守山11           | 新守山駅 - 川村 - 上飯田・小幡・緑ケ丘住宅             | 守山11            | 新守山駅 - 上飯田                                |
| 小幡11           | 大森車庫・本地住宅 - 新守山駅                          | 小幡11            | 本地住宅 - 小幡・大森車庫                        |
| 志段味11         | 志段味交通広場 - 高蔵寺                                |                   |                                                  |
| 入出庫系統       |                                                        |                   |                                                  |
| 猪.名            | 猪高車庫 - 名古屋大学・妙見町                          | 猪.星             | 猪高車庫 - 桜ケ丘 - 星ケ丘                       |
| 猪.星            | 猪高車庫 - にじが丘 - 星ケ丘                           | 猪.星             | 猪高車庫 - 千種スポーツセンター - 星ケ丘         |
| 森.緑            | 大森車庫 - 守山区役所 - 緑ケ丘住宅                     | 森.緑             | 大森車庫 - 緑丘高校 - 緑ケ丘住宅                 |
| 森.新            | 大森車庫 - 大曽根 - 新守山駅                           | 森.新             | 大森車庫 - 守山区役所 - 新守山駅                 |
| 鳴.ワイ          | 鳴尾車庫 - ワイルドフラワーガーデン                    | 鳴.有             | 鳴尾車庫 - 名鉄有松                              |
| 稲.本            | 稲西車庫 - 本陣                                        | 森.郷             | 大森車庫 - 本郷                                  |
| 森.藤            | 大森車庫 - 藤が丘                                      | 上.西             | 上飯田 - 西部医療センター                        |
| 中.畑            | 地下鉄高畑 - 一柳中学校 - 中川車庫前                   | 地鳴.瑞           | 地下鉄鳴子北 - 瑞穂運動場東                      |
| 緑.大清          | 緑車庫 - 大清水                                        | 中.地高           | 地下鉄高畑 - 法華西町 - 中川車庫前               |
| 緑.地原          | 緑車庫 - 地下鉄原                                      | 中.港             | 中川車庫前 - 港区役所                            |
| 印.高            | 印場 - 高蔵寺                                          | 御.金             | 御器所通 - 金山                                  |
| 特殊路線系統     |                                                        |                   |                                                  |
| 深夜1            | 栄 - 東山公園 - 藤が丘                                 | 深夜2             | 栄 - 名古屋駅太閤通口 - 地下鉄高畑               |
| ゆとりーとライン | 大曽根 - 小幡緑地・志段味交通広場・高蔵寺              | ゆとりーとライン  | 大曽根 - 志段味サイエンスパーク - 志段味交通広場 |
| ゆとりーとライン | 印場 - 高蔵寺                                          | メーグル          | 名古屋駅 - ノリタケの森 - 名古屋駅               |
| メーグル         | 名古屋駅 - 中部電力MIRAI TOWER - 名古屋駅              | C-758(都心ループ) | 名古屋駅 - 栄大津 - 名古屋駅                     |
| 地域巡回系統     |                                                        |                   |                                                  |
| 千種巡回         | 地下鉄自由ケ丘 - 池下 - 地下鉄自由ケ丘                 | 東巡回            | 大曽根 - 東区役所 - 茶屋ヶ坂                     |
| 北巡回           | 黒川 - 辻本通 - 黒川                                   | 楠巡回            | 如意車庫前 - 大曽根 - 如意車庫前                 |
| 西巡回           | 栄 - 名西橋 - 栄                                       | 山田巡回          | 如意車庫前 - 山田支所 - 平田住宅                 |
| 中村巡回         | 本陣 - 名古屋駅太閤通口 - 稲西車庫                     | 中巡回            | 栄 - 大須観音 - 金山                             |
| 昭和巡回         | 御器所通 - 金山 - 名古屋大学                           | 瑞穂巡回          | 新瑞橋 - 瑞陵高校 - 新瑞橋                       |
| 熱田巡回         | 金山 - 名古屋国際会議場 - 金山                         | 中川巡回          | 地下鉄高畑 - 尾頭橋 - 地下鉄高畑                 |
| 富田巡回         | 戸田 - 春田駅 - 戸田荘                                 | 港巡回            | 港区役所 - 荒子公園駅 - 多加良浦                 |
| 南陽巡回         | 戸田荘 - 南陽交通広場 - 河合小橋                       | 南巡回            | 笠寺駅 - 熱田伝馬町 - 笠寺駅                     |
| 守山巡回         | 新守山駅 - 大牧町 - 上飯田                             | 守山巡回          | 新守山駅 - 守山自衛隊 - 上飯田                   |
| 志段味巡回       | 東谷山フルーツパーク - 志段味サイエンスパーク - 小幡   | 徳重巡回          | 白土 - 地下鉄徳重 - 藤田医科大学病院             |
| 緑巡回           | 名鉄有松 - 大高駅 - 藤田医科大学病院                   | 名東巡回          | 星ケ丘 - 上社 - 猪高車庫                         |
| 天白巡回         | 地下鉄植田 - 塩釜口 - 地下鉄植田                       |                   |                                                  |

#### 一般路線
一般路線の系統番号は起点（一部途中停留所）の地名と数字の組み合わせからなっている。幹線路線は「幹」表示と起点と1桁の数字1から、その他路線は起点と2桁の数字11から始まる。番号はおおむね起点（一部経由地）から見て北から時計回りに設定されている。起点は名鉄の神宮前駅（神宮11など）・有松駅（有松11など）等の一部の例外を除くと市営地下鉄の駅名が冠されているため、土地勘のない場所で乗るべき系統をバス路線図から見つける際や、公共・観光施設等のアクセス情報から系統名を基にして接続利用可能な地下鉄駅を探したりなど、特にバスと地下鉄の連絡乗車に都合がいいように配慮されている。かつては起点に関係なく通しの1 - 3桁の系統番号が付けられていた。系統番号に地名が入って以降、廃止になった番号は再使用されない（神宮16と名駅21は2代目）。
方向幕は起点、系統ごとに色が割り振られており、主要地域は名駅（緑）、栄（桃）、金山または神宮東門（黒）、それ以外の幹線路線は（青）、その他一般路線は（白）、深夜路線は（黄）、臨時急行路線は（橙）、同じ系統内で経由が異なる路線と循環右回り路線は（茶）であったが、2003年度以降に導入されている車両については表示器は幕式ではなくLED表示式（オレンジ）であり、置き換えが進んだ結果2021年（令和3年）5月に全廃された。フルカラーLED表示器を搭載した車両は現時点では存在しないが、2023年度より白色LED表示器を搭載した車両が登場している。
車体はクリーム色に青帯を巻く塗装が基本であり、別の塗装になることもある。2010年からは、一部の車両において1960年代に見られた塗装を再現している（現在は廃車）。また、バスの一部に地元の子供たちが自由気ままに描いた『お絵かきバス』を数台走らせている。

#### 方向幕のギャラリー

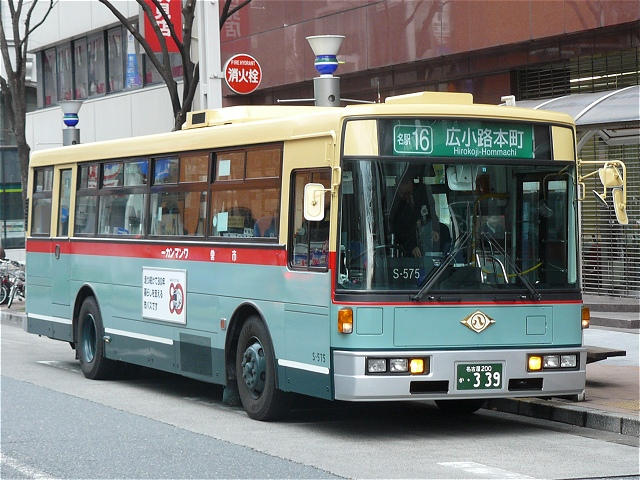
名駅起点（緑）と「昭和レトロカラーバス」
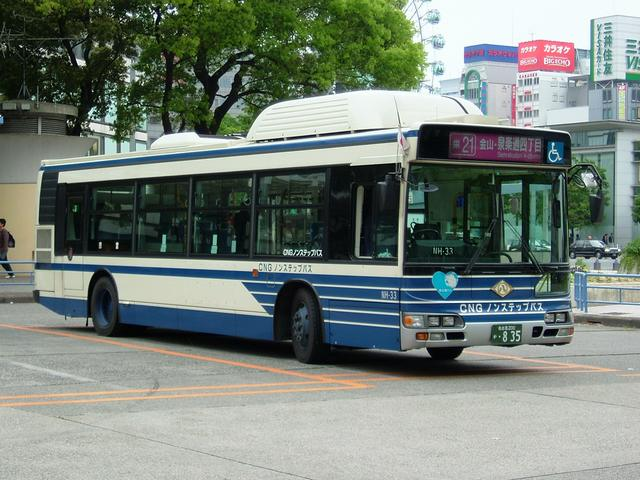
栄起点（桃）
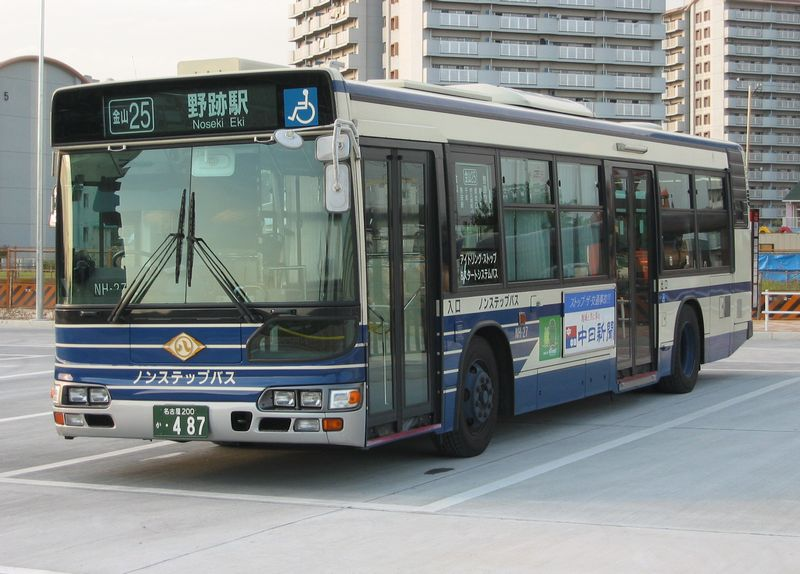
金山および神宮東門起点（黒）
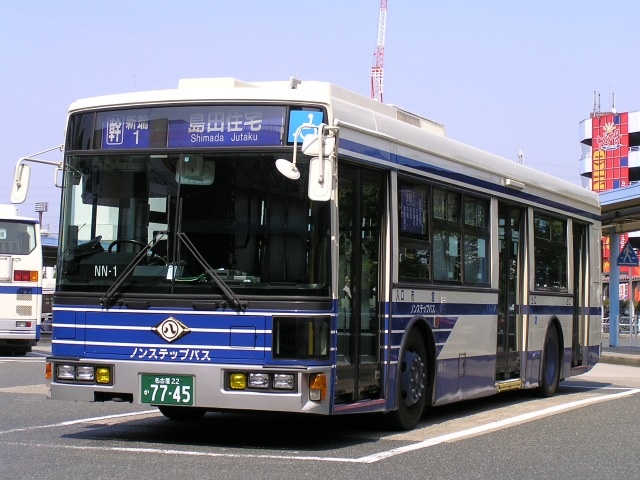
幹線路線（青）
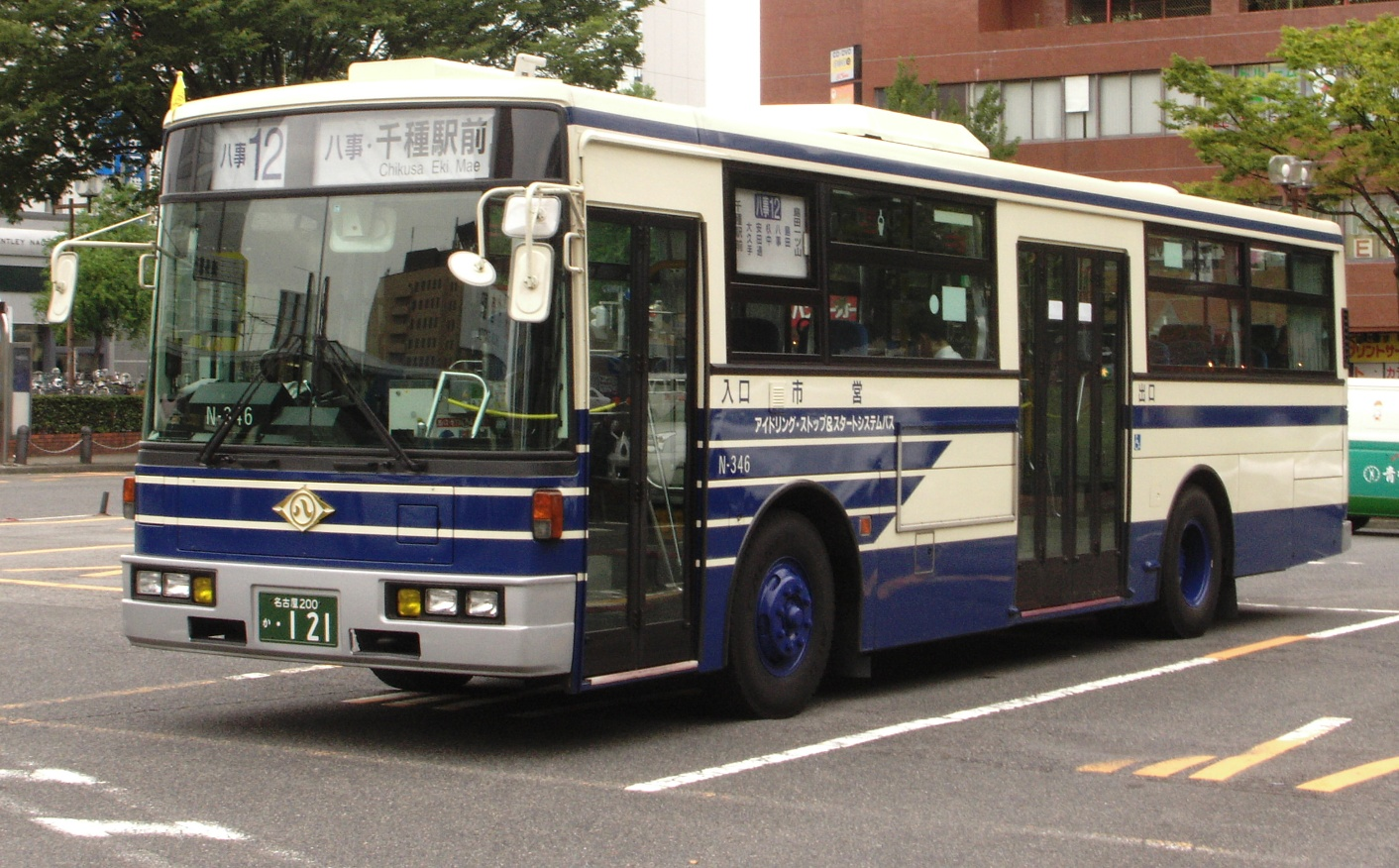
その他路線（白）
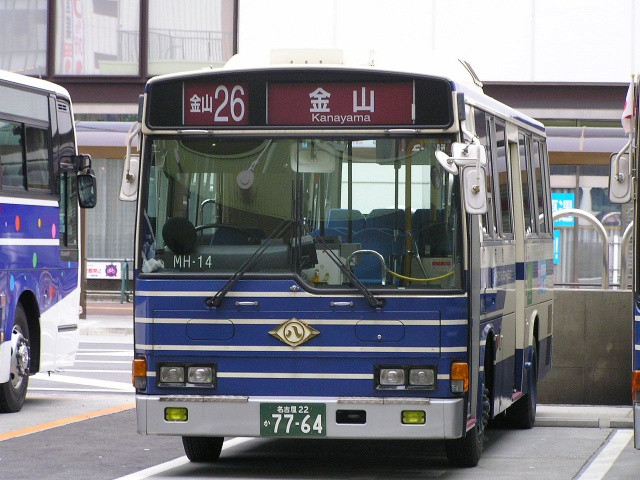
経由違い（茶）
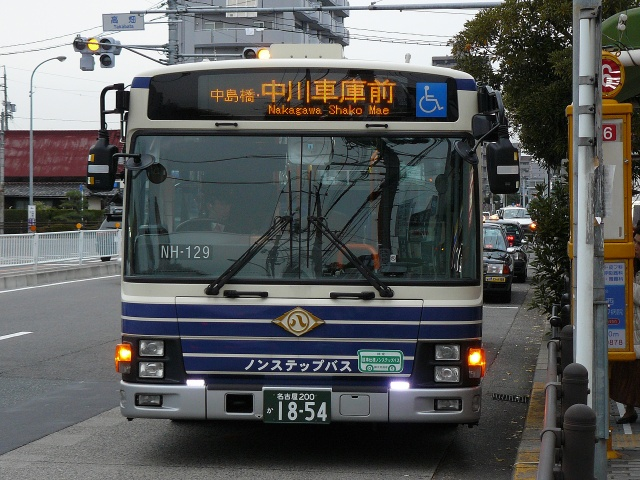
LED表示（オレンジ）

### 特殊路線

#### 都心循環バス（都心ループ）

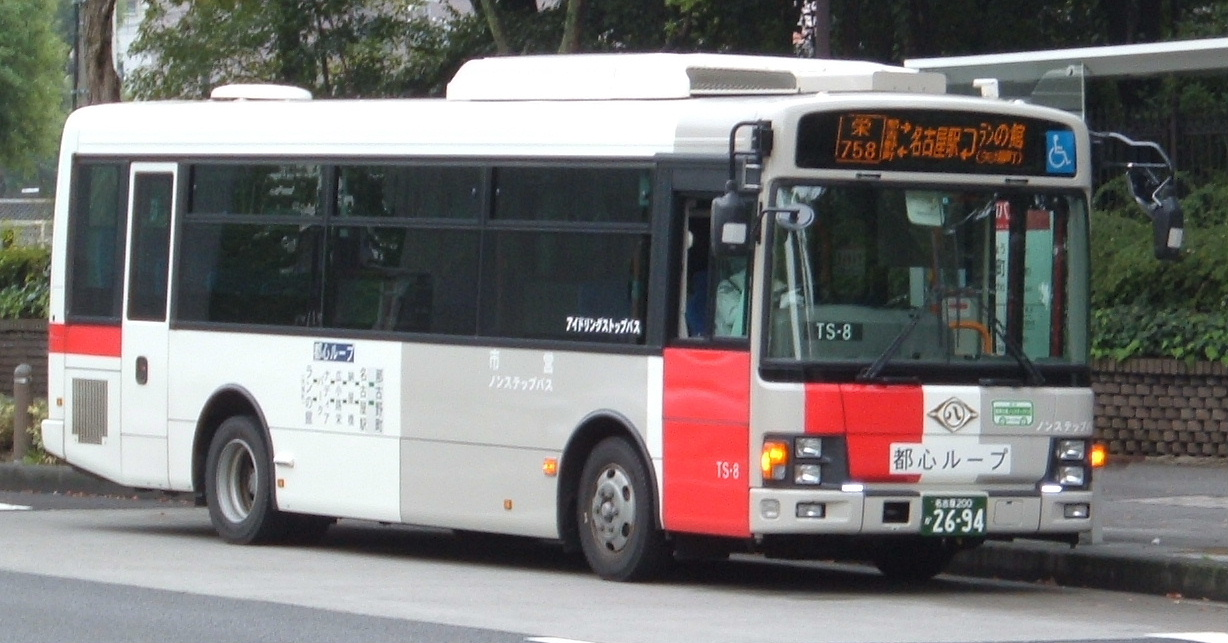
ランの館（現：フラリエ）停留所に停車するC-758系統（TS-8　2011年11月当時）

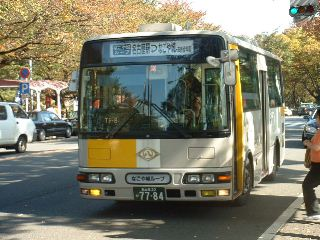
なごや城系統に充当されていた専用車両 （TF-8）

C-758系統：名古屋駅→柳橋→納屋橋→広小路伏見→広小路本町→広小路栄→栄大津→ナディアパーク→白川通大津→矢場町→フラリエ→矢場町→若宮→大須本町通→上前津→大須万松寺通→大須赤門通→白川通大津→ナディアパーク→栄大津→広小路栄→広小路本町→広小路伏見→納屋橋→柳橋→笹島町→名古屋駅
- 1998年5月6日、栄758系統として運行開始。名古屋駅と栄中心部を循環する路線であった。2017年4月1日の、名古屋駅バスターミナル再開業とダイヤ改正によって、路線を大須まで延伸した。一般系統よりも停留所の設置間隔が短くなっているのが特徴で、ナディアパークに停車するなど買物客への利便性にも配慮している。主に都心循環バス専用である小型・中型ノンステップ車が用いられているが、検査などの都合により一般系統の車両を用いて運行されることがある。系統番号の758はもちろん続番ではなく、ナゴヤに引っ掛けている。
- ランの館が2014年3月末で閉館したため、バス停と方向幕の経由地名が変更され、車体側面に表示されている経由地名表示は撤去された。また、名古屋駅ターミナルビル建て替えに伴い名古屋駅バスターミナルが閉鎖されたため、2010年12月から2017年3月までは起点が那古野町に変更されていた。
- 2022年7月12日よりC758系統のみメーグル1dayチケットが利用できるようになった。[12]

なごや城系統：名古屋駅 →菊井町→外堀町通本町→名古屋城正門前→市役所→市政資料館→外堀町通本町→菊井町→名古屋駅
- 2000年3月運行開始。なごや観光ルートバスの先駆けともいえる観光系統だったが、那古野営業所の閉所に伴う路線再編の一環で2003年12月に廃止された。車体は栄758系統と異なり、黄色を基調としていた。

現在、名古屋城系統はメーグルとして運行している。
現在、1998年式・1999年式の小型バスは廃車され、中型ノンステップバスで運行されている。座席などはすべて一般バスのシートと変わらず、1999年式まで採用されていた灰色と赤色の座席はなくなっている。小型バスで運行されていた頃、ラッシュ時は満員だったが、現在は以前より混雑は緩和されている。
日中（10〜16時台）は10分間隔で運行されている。17時台以降は本数が減るものの、名駅16系統と同様に名古屋駅と地下鉄駅からやや離れた場所とを結ぶ通勤輸送の役割も担っている。

#### 高速バス

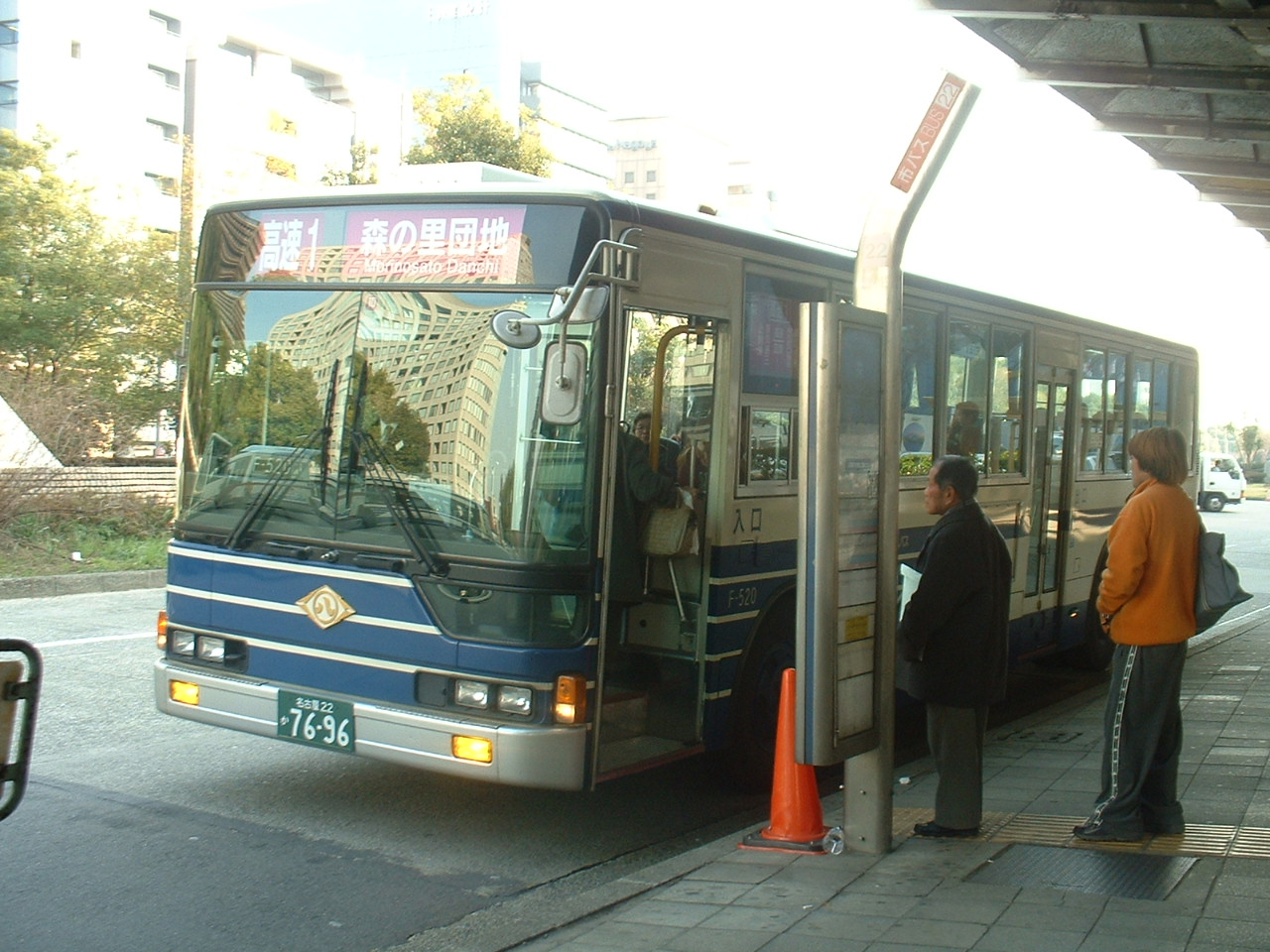
高速1に使用されていたツーステップ長尺車

高速1：栄～上前津～鶴舞公園～東郊通三丁目～（高速区間）～有松町口無池～緑区役所～森の里団地（現在の停留所名は大高南小学校）
1980年2月15日運行開始。都心部から郊外へ直接結ぶために設置された系統であり、現在は中区の栄から途中名古屋高速道路を経由し、緑区の森の里団地までを結ぶ1系統のみ運行している。道路工事等で名古屋高速が通行止めになった場合は下道へ迂回する。迂回区間内の停留所は通過するが、栄への到着が遅くなるので、名城線乗り換えのため地下鉄堀田に停車する場合がある（降車のみ可、乗車は不可）
市バスの全系統で最も運行距離が長い。名古屋高速3号大高線区間を利用する場合は通常料金に加えて10円が必要である。manacaでの支払いも可能である（定期券の場合、チャージ残額から支払われるが高速料金のみ現金で支払うことも可能）。運賃箱の設定は220円であり、地上区間のみの乗車の場合には運転士にその旨を告げると設定を変更する。
定期券・1日乗車券・ドニチエコきっぷ利用の場合も10円が別途必要だが、敬老パス・福祉特別乗車券は免除される。
一般系統の車両を兼用で用いていたが、1998年に専用車両8台 （F-517～F-524） が導入され、2005年には高速走行に対応したノンステップバスも投入（ETC車上装置も搭載）。2010年には、全便ノンステップ化のためABS搭載の専用車が8台 （NH-264～NH-271） が導入された。間合い運用などで基幹1号系統にも使用されるため、前方・前扉右横に基幹用プレートが装備されている（常時変更可能）。専用車両の座席にはシートベルトが装備されているが、通常の車両と同様につり革や握り棒があり、立席乗車も可能である（名古屋高速は名前に高速が付いているが、一般有料道路と同じ扱いであり法定速度制限が60キロ以内なので、立席が可能。西鉄バスで運行される都市高速路線と同様）。
以前は〔高速2〕栄～上前津～鶴舞公園前～東郊通三丁目～（高速区間）～名南工高～花井～緑高校も存在したが、1982年3月に開業した〔基幹1〕と同じような経路を結ぶため、同系統の運行開始とともに廃止となっている。
2022年3月1日の中日新聞　朝刊にて、「高速1系統」を4月2日で廃止検討との記事が掲載される。
廃止検討理由としては、
- 栄～森の里団地までの距離が約24kmと名古屋市営バスでは、最長の距離（ほかの市営バスの営業距離の平均が7.6kmで３倍以上）
- 運行距離が長いにも関わらず料金が安価で、開業当初から一度も黒字になったことがなく、累積赤字が50億円以上になっていることが理由。
- 名古屋高速の通行料金は大型車770円（ETC利用）で、乗客から支払われる高速料金が1人10円と非常に安く、これが経営を苦しめているものと思われる。
- 敬老パスの対象区域が2022年2月から拡大され、乗り換えは必要になるが敬老パスで緑区から栄への鉄道アクセスが向上したこと。

このため代替路線は、最寄りのJR南大高駅および大高駅、名鉄の有松駅および鳴海駅を経由した路線に再編成されたことにより、当系統は4月1日をもって運行を終了、翌2日のダイヤ改正によって廃止された。

#### 深夜バス

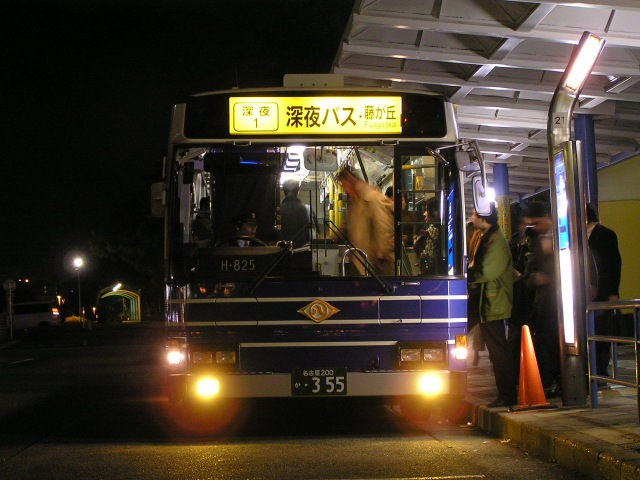
深夜1系統 藤が丘行 （H-825）

- 深夜1：栄 - 千種駅前 - 今池 - 本山 - 星ヶ丘 - 上社 - 藤が丘
- 深夜2：栄 - 名古屋駅 - 名古屋駅（太閤通口） - 地下鉄太閤通 - 中村公園 - 地下鉄高畑

1990年12月5日運行開始。概ね地下鉄東山線のルートに沿って運行されるが、深夜2は亀島駅・本陣駅・中村日赤駅は経由せず太閤通駅（桜通線）を含めた太閤通（愛知県道68号名古屋津島線）を経由するルートとなる。停車する停留所も限定されている。料金は普通料金の倍額の420円である。一日乗車券や全線定期券を提示すれば深夜料金分の差額の支払いで乗車可能となっている（敬老パス・福祉特別乗車券の場合は免除される）。原則として、お盆・年末年始・祝日を除く月曜日から金曜日までの深夜のみ運行される。
深夜1は2往復、深夜2は1往復運行されている。2014年より毎週金曜日と祝日の前日（お盆・年末年始、土曜日、日曜日、休日を除く）には地下鉄東山線の終電延長が行われているが、実施日に限り深夜1系統の1往復（発車時刻が早い方）が運休となる。
2020年からの新型コロナウイルス感染症感染拡大の影響により、深夜バスは2020年4月24日から運行を休止し、同年6月5日に再開した。しかしながら同年8月7日から再度休止している。

#### なごや観光ルートバス

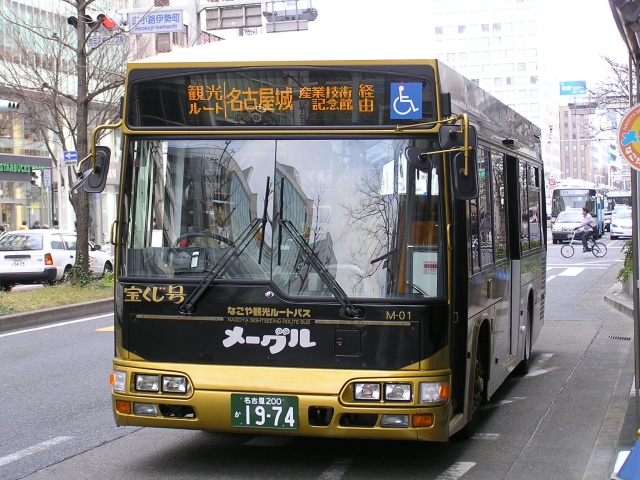
観光01系統 メーグル

- 名古屋駅→トヨタ産業技術記念館→ノリタケの森西→四間道→名古屋城→名古屋城東・市役所→徳川園・徳川美術館・蓬左文庫→文化のみち二葉館→市政資料館南→中部電力 MIRAI TOWER→広小路栄→広小路伏見→名古屋城→四間道→ノリタケの森→トヨタ産業技術記念館→名古屋駅
- 名古屋駅→トヨタ産業技術記念館→ノリタケの森西→四間道→名古屋城→名古屋城東・市役所→徳川園・徳川美術館・蓬左文庫→文化のみち二葉館→市政資料館南→中部電力 MIRAI TOWER→広小路栄→広小路伏見→名古屋駅（最終便。広小路伏見から柳橋を渡り名古屋駅バスターミナルまで短縮運行。）

2007年7月21日運行開始。名古屋市市民経済局観光推進室(現:名古屋市観光文化交流局観光推進室)が企画・運営し、名古屋市交通局が運行受託している。愛称は「メーグル」で金の鯱をイメージさせるゴールドを主体とした専用車両（中型車）を導入し、その車内は天井に窓枠を設け、視界を向上し観光車両として工夫されている。また、当初の予想以上の利用客があったことを受け、浄心営業所に所属する一般大型ノンステップバスに「メーグル」のPRラッピングを施し、休日などの多客時間帯に中型専用車の代わりとして運用に入っている。多客時においては通常一般市バス車両により増便が運行される場合もある。（方向幕は「名古屋市交通局」を表示）
2010年に増発用車両として日野自動車製大型ハイブリッドバスが導入された。車両自体は標準車体で納入された（車番M-05）。
2022年頃からM-05は故障が頻発し、運用離脱することが多くなった。この結果2023年1月24日付けで廃車となった。この際前任のメーグル予備車であったNS-38が交通局から観光文化交流局へ所有者が変更された。本来NS-38はもう1台の予備車NS-39と共に令和4年度末で廃車の予定であったが、M-05の穴埋めとして同車を利用した。2023年3月現在NS-38は車内の改造等や改番は行われておらず、車番や内装共に予備車時代のままで運用されていたが、2024年3月に燃料電池バス SORAに置き換わる形で廃車された。
日曜・祝祭日等には午前中を中心に車内にボランティアガイドが同乗することがある。なお、正式な系統名は「観光1」号系統である。
土・日・祝日は20 - 30分に1本（名古屋駅午前9時30分から11時30分までは20分毎発、それ以降は30分毎発・1日18本）、平日は30分 - 1時間に1本（名古屋駅午前9時30分から17時00分まで1日13本）それぞれ運行している。月曜日は運休となる（但し祝日は運行し直後の平日が運休となる）。これは名古屋市の主要施設が原則として月曜日休館のためである。
運賃は、大人210円、小児100円であり、manaca・ドニチエコきっぷ・一日乗車券・市発行の敬老パス・福祉乗車券でも乗車可能であるが、定期券では利用できない。専用一日乗車券として、メーグル1DAYチケット（大人500円、小児250円）が発売されている。
車両は、現在5両の専用車両と2両の予備車が存在する。
専用車は1台を除き東京特殊車体での改造が施してある。PB-HR7JHAEは本来のレインボーではなくブルーリボンシティのフロントマスク。
- M-01～M-04：日野自動車レインボーPB-HR7JHAE（4両）
- M-05：日野自動車ブルーリボンシティハイブリッドBJG-HU8JMFP（1両）※廃車済み
- MFC-1：燃料電池バス SORA ZBC-MUM1NAE（1両）

予備車は名古屋市交通局所有のもので、メーグルのラッピングが施されている。車内は専用車とは異なり一般バス同様の仕様になっている。また平日は幹名駅2号系統・名駅17号系統・名駅11号系統・名駅15号系統などで運用されている。
- NS-326・NS-327：いすゞ自動車 エルガ2KG-LV290N2（2両）

#### 節分バス
- 新・笠：新瑞橋→新郊通三丁目→笠寺西門→笠寺駅
- 新・笠：笠寺駅→笠寺西門→桜本町一丁目→新瑞橋
- 大・笠：大須観音～上前津（大須観音行きのみ停車）～金山～笠寺西門[14]

毎年2月3日頃の節分に開催される笠寺観音の節分会向けに運行される臨時急行バス。新・笠系統は新瑞13号系統の補完となっている。運賃は他の一般路線バスと同額であり、manaca・ドニチエコきっぷ・一日乗車券・市発行の敬老パス・福祉乗車券でも乗車可能となっている（ドニチエコきっぷは運行日が土休日である場合のみ）。2021年は2月2日が節分会に当たったが新型コロナウイルス感染症対策の緊急事態宣言により運行休止となった。

### かつての系統一覧

#### 開業時の系統一覧
| 系統 記号                                                   | 運行区間            | 系統 記号 | 運行区間            |
| ----------------------------------------------------------- | ------------------- | --------- | ------------------- |
| い                                                          | 浄心 - 覚王山       | ろ        | 浄心 - 公園         |
| は                                                          | 名古屋駅前 - 大曽根 | に        | 名古屋駅前 - 内田橋 |
| 出典:『市営交通70年のあゆみ』（名古屋市交通局、1992年）19頁 |                     |           |                     |

#### 1931年時点の系統一覧
開業の翌年に中心部へ拡大した時の路線を示す。
| 系統 記号                                                   | 運行区間                   | 系統 記号 | 運行区間               |
| ----------------------------------------------------------- | -------------------------- | --------- | ---------------------- |
| い                                                          | 浄心 - 覚王山              | ろ        | 浄心 - 公園            |
| は                                                          | 名古屋駅前 - 守山口        | に        | 浄心 - 大津町 - 内田橋 |
| ほ                                                          | 名古屋駅前 - 道徳          | へ        | 公園 - 笠寺            |
| と                                                          | 大津町 - 石川橋            | に        | 浄心 - 大津町 - 内田橋 |
| ち                                                          | 浄心 - 船方                | り        | 三階橋 - 公園          |
| ぬ                                                          | 大津町 - 堀田              | る        | 熱田駅 - 築地          |
| お                                                          | 浄心 - 名古屋駅前 - 内田橋 | わ        | 名古屋駅前 - 公園      |
| か                                                          | 名古屋駅前 - 三階橋        | よ        | 大曽根 - 内田橋        |
| た                                                          | 大津町 - 井戸田            | れ        | 名古屋駅前 - 兵器厰    |
| 出典:『市営交通70年のあゆみ』（名古屋市交通局、1992年）19頁 |                            |           |                        |

#### 1992年時点の系統一覧
系統番号を変更し、幹線路線を拡大した頃の系統を示す。
| 系統 記号                                                    | 運行区間                                     | 系統 記号 | 運行区間                                    |
| 幹線系統                                                     | 幹線系統                                     | 幹線系統  | 幹線系統                                    |
| ------------------------------------------------------------ | -------------------------------------------- | --------- | ------------------------------------------- |
| 基幹1                                                        | 栄 - 鳴尾車庫・総合体育館                    | 基幹2     | 栄 - 引山                                   |
| 基幹2                                                        | 名古屋駅 - 猪高車庫                          | 幹線1     | 池下 - 大森車庫                             |
| 幹線2                                                        | 名古屋駅 - 大幸団地                          | 幹線3     | 猪高車庫 - 島田住宅・平針住宅               |
| 幹線4                                                        | 金山 - 中根・池下                            | 幹線5     | 新瑞橋 - 地下鉄原                           |
| 幹線6                                                        | 大曽根 - 中根・妙音通四丁目                  | 幹線6     | 大幸団地 - 博物館                           |
| 幹線7                                                        | 金山 - 柴田駅前 - 鳴尾車庫                   | 幹線8     | 金山 - 港車庫前・空見町                     |
| 幹線8                                                        | 名古屋港・港車庫前 - 稲永町 - 金城ふ頭       | 幹線8     | 港車庫前 - 稲永スポーツセンター             |
| ○                                                            | 名古屋港 - 稲永ふ頭 - 金城ふ頭               | 幹線9     | 神宮東門 - 河合小橋・多加良浦・中川車庫前   |
| 幹線9                                                        | 港車庫前 - 河合小橋・多加良浦・中川車庫前    | 幹線10    | 神宮東門 - 権野                             |
| 幹線11                                                       | 中村公園 - 戸田荘                            | 幹線12    | 栄 - 稲葉地町                               |
| 幹線13                                                       | 栄 - 如意車庫前                              | 幹線14    | 栄 - 味鋺東・如意住宅                       |
| 幹線15                                                       | 藤が丘 - 大森車庫                            | 幹線16    | 星ヶ丘 - 梅森荘                             |
| 幹線17                                                       | 新瑞橋 - 島田住宅・平針住宅                  | 幹線18    | 名古屋駅 - 野跡                             |
| 幹線19                                                       | 金山 - 中川車庫前・戸田                      | 幹線20    | 名古屋駅 - 上飯田町                         |
| 幹線20                                                       | 栄 - 上飯田町                                | 高速1     | 栄 - 森の里団地                             |
| 一般系統                                                     |                                              |           |                                             |
| 1                                                            | 名古屋駅 - 上飯田町                          | 3         | 黒川 - 如意車庫前・北部市場                 |
| 4                                                            | 名古屋駅 - 名西橋 - 名古屋駅                 | 5         | 名古屋駅 - 中切町                           |
| 6                                                            | 名古屋駅 - 金山 - 名古屋駅                   | 8         | 安井町西 - 安井町西                         |
| 11                                                           | 豊公橋 - 豊公橋                              | 12        | 栄 - 稲西車庫                               |
| 12                                                           | 稲西車庫 - 中村区役所 - 稲西車庫             | 17        | 地下鉄高畑 - 多加良浦・稲永スポーツセンター |
| 18                                                           | 名古屋駅 - 大曽根                            | 19        | 千種駅前 - 緑ヶ丘住宅                       |
| 20                                                           | 栄 - 名西橋・名塚中学                        | 20        | 栄 - 平田住宅                               |
| 20                                                           | 平田住宅 - 大野木四丁目 - 平田住宅           | 21        | 地下鉄高畑 - 中川車庫前 - 両茶橋            |
| 23                                                           | 新瑞橋 - 宝生町                              | 26        | 金山 - 岩塚本通四丁目・戸田荘               |
| 27                                                           | 栄 - 泉楽通四丁目                            | 28        | 鶴舞公園前 - 上飯田町                       |
| 30                                                           | 栄 - 清水ヶ岡                                | 33        | 名古屋港 - 鳴尾車庫                         |
| 34                                                           | 金山 - 新瑞橋 - 神宮東門                     | 35        | 地下鉄高畑 - 助光住宅 - 両茶橋              |
| 36                                                           | 金山 - 野立小学校 - 高杉町                   | 37        | 神宮東門 - 総合体育館・鳴尾車庫             |
| 38                                                           | 金山 - 港車庫前・潮見町南                    | 39        | 神宮東門 - 地下鉄植田・野並車庫             |
| 39                                                           | 野並車庫 - 地下鉄植田                        | 40        | 大曽根 - 大森霞ヶ丘                         |
| 41                                                           | 千種駅前 - 笠寺駅・鳴尾車庫                  | 43        | 地下鉄原 - 島田住宅・みどりが丘公園・白土   |
| 44                                                           | 新瑞橋 - 相生山住宅・白土                    | 45        | 梅森荘・荒池 - 平針住宅                     |
| 46                                                           | 地下鉄原 - 諸ノ木                            | 47        | 新瑞橋 - 緑車庫                             |
| 48                                                           | 新瑞橋 - 篠の風北 - 新瑞橋                   | 50        | 名古屋駅 - 妙見町                           |
| 51                                                           | 栄 - 大治西条                                | 52        | 栄 - 新守山駅                               |
| 53                                                           | 栄 - 高杉町                                  | 56        | 大曽根 - 味鋺住宅・如意車庫前               |
| 58                                                           | 栄 - 山下通・新瑞橋                          | 60        | 千種駅前 - 新瑞橋・島田一ツ山               |
| 61                                                           | 名鉄神宮前 - 島田一ツ山・野並車庫            | 62        | 千種駅前 - 松坂町                           |
| 63                                                           | 地下鉄植田 - 篭山西・星崎                    | 64        | 杁中 - 地下鉄植田                           |
| 65                                                           | 星ヶ丘 - 地下鉄植田・東山公園事務局前        | 65        | 星ヶ丘 - 西山住宅 - 星ヶ丘                  |
| 65                                                           | 星ヶ丘 - 西里町5 - 星ヶ丘                    | 66        | 大曽根 - 緑ヶ丘住宅                         |
| 67                                                           | 栄 - 田代本通                                | 68        | 千種駅前 - 汁谷東・猪子石団地               |
| 71                                                           | 名古屋駅 - 清水ヶ岡                          | 81        | 名古屋駅 - 田代本通                         |
| 85                                                           | 金山 - 博物館・名古屋大学前                  | 88        | 大曽根 - 星ヶ丘                             |
| 89                                                           | 上社 - 上社                                  | 95        | 一社 - 引山・本郷・藤が丘                   |
| 95                                                           | 一社 - 猪子石原 - 一社                       | 99        | 本郷 - 猪高緑地・本郷                       |
| 105                                                          | 名古屋駅（太閤通口） - 如意車庫前            | 112       | 本郷 - 大森霞ヶ丘                           |
| 117                                                          | 名古屋駅 - 枇杷島スポーツセンター - 名古屋駅 | 118       | 港車庫前 - 両茶橋・多加良浦                 |
| 119                                                          | 名古屋駅 - 名鉄神宮前                        | 120       | 中村公園 - 服部                             |
| 121                                                          | 栄・千種駅前 - 上飯田町                      | 123       | 名古屋駅（太閤通口） - 平田住宅             |
| 125                                                          | 名古屋駅 - 横井町                            | 125       | 名古屋駅 - 岩塚本通四丁目                   |
| 125                                                          | 中村公園 - 横井町                            | 129       | 名古屋駅 - 中川橋北                         |
| 131                                                          | 名古屋駅 - 権野                              | 135       | 妙音通四丁目 - 港車庫前・船見寮前           |
| 136                                                          | 金山 - 荒子町 - 高杉町                       | 137       | 名古屋港・港車庫前 - 地下鉄高畑             |
| 137                                                          | 港車庫前 - 多加良浦                          | 138       | 浄心町 - 船方                               |
| 140                                                          | 要町 - 有松町口無池・大高町大根山            | 141       | 中切町 - 博物館                             |
| 141                                                          | 栄 - 博物館                                  | 144       | 大森車庫 - 志段味・志段味スポーツランド     |
| 147                                                          | 栄 - 港車庫前                                | 149       | 金山 - 高辻 - 要町                          |
| 160                                                          | 栄 - 名古屋大学前                            |           |                                             |
| 施設関連系統                                                 |                                              |           |                                             |
| 守山区                                                       | 本地住宅・大森車庫 - 守山新堀                | 千種区    | 池下 - 東市民病院 - 猪高車庫                |
| 千種区                                                       | 池下 - 楠元町 - 猪高車庫                     | 緑区      | 大高駅前 - 緑車庫・諸ノ木                   |
| 南区                                                         | 神宮東門 - 神宮東門                          | 東区      | 栄 - 大幸団地                               |
| 名東区1                                                      | 藤が丘 - 梅森荘                              | 名東区2   | 星ヶ丘 - 名東福祉会館 - 猪高車庫            |
| 瑞穂区                                                       | 名鉄神宮前 - 御器所通                        | 中川区    | 六番町 - 地下鉄高畑 - 六番町                |
| 西区1                                                        | 栄 - 名西橋                                  | 西区2     | 名古屋駅 - 名古屋城正門前 - 名古屋駅        |
| 天白区                                                       | 地下鉄植田 - 北大坪 - 地下鉄植田             | 天白区    | 地下鉄植田 - 植田寮 - 地下鉄植田            |
| 北区                                                         | 黒川 - 上飯田町 - 黒川                       |           |                                             |
| 出典:『市営交通70年のあゆみ』（名古屋市交通局、1992年）121頁 |                                              |           |                                             |

## バスターミナル

### バス専用ターミナル
下記は名古屋市交通局のバスターミナル

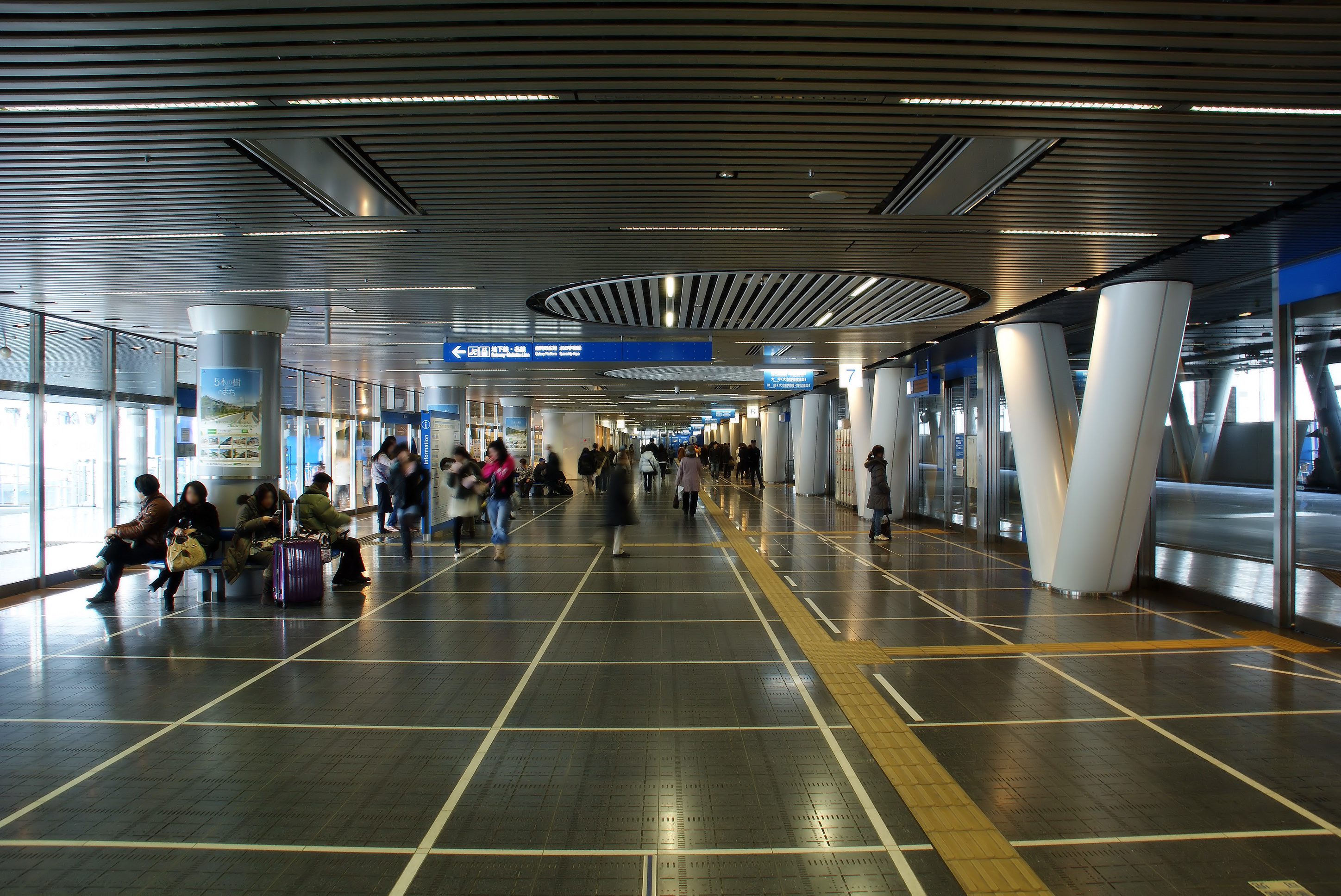
オアシス21にある栄バスターミナル

- 藤が丘バスターミナル：市営地下鉄東山線「藤が丘駅」・愛知高速交通東部丘陵線（リニモ）「藤が丘駅」・名鉄バス
  - 名鉄バスのターミナルは別の場所にある。
- 本郷バスターミナル：市営地下鉄東山線「本郷駅」
- 上社バスターミナル：市営地下鉄東山線「上社駅」
- 一社バスターミナル：市営地下鉄東山線「一社駅」
- 星ヶ丘バスターミナル：市営地下鉄東山線「星ヶ丘駅」・名鉄バス・JR東海バス
  - 名鉄バスとJR東海バスはターミナルに入らない。
- 池下バスターミナル：市営地下鉄東山線「池下駅」
- 栄バスターミナル（噴水南）：市営地下鉄東山線・名城線「栄駅」・名鉄瀬戸線「栄町駅」
  - 2019年3月24日の終車を最後に閉鎖。翌25日から全ての系統がオアシス21発着に集約された。
- 栄バスターミナル（オアシス21）：市営地下鉄東山線・名城線「栄駅」・名鉄瀬戸線「栄町駅」・名鉄バス・三重交通・東濃鉄道・ジェイアール東海バス（その他共同運行会社）
  - 名鉄バスが運行する基幹バス（名鉄バスセンター発着）はターミナルに入らない。一部の市バス路線もオアシス21の敷地内西側の路上にバス停がある。（噴水南にバス停があった系統が該当）
- 名古屋駅バスターミナル：市営地下鉄東山線・桜通線「名古屋駅」名鉄名古屋本線「名鉄名古屋駅」・近鉄名古屋線「近鉄名古屋駅」・JR線「名古屋駅」・名古屋臨海高速鉄道あおなみ線「名古屋駅」・名鉄バス「名鉄バスセンター」・JR東海バス（その他共同運行会社）
- 本陣バスターミナル：市営地下鉄東山線「本陣駅」
  - 名古屋競輪場行き無料送迎バスも市バスが貸切運行するためターミナルを発着する。
- 中村公園バスターミナル：市営地下鉄東山線「中村公園駅」・名鉄バス
  - 名鉄バスはターミナルに入らない。
- 高畑バスターミナル：市営地下鉄東山線「高畑駅」
  - 建物やバス転回場などがあるわけではなく、路上に設置された複数の停留所に発着する。
- 金山バスターミナル：市営地下鉄名城線・名港線「金山駅」・名鉄名古屋本線「金山駅」・JR線「金山駅」
  - 金山駅北口にある。なお駅南口には金山南口停留所があり、それに隣接してJR東海バス「青春ドリームなごや号」の専用停留所とイオンモール熱田行き無料シャトルバスの停留所もある。
- 新瑞橋バスターミナル：市営地下鉄名城線・桜通線「新瑞橋駅」
- 黒川バスターミナル：市営地下鉄名城線「黒川駅」・とよやまタウンバス
- 六番町バスターミナル：市営地下鉄名港線「六番町駅」
  - 六番町を起・終点とする便のみターミナルに入る。
- 名古屋港バスターミナル：市営地下鉄名港線「名古屋港駅」・飛島公共交通バス
- 植田バスターミナル：市営地下鉄鶴舞線「植田駅」
- 原バスターミナル：市営地下鉄鶴舞線「原駅」
- 平針バスターミナル：市営地下鉄鶴舞線「平針駅」
- 鳴子北バスターミナル：市営地下鉄桜通線「鳴子北駅」
  - 名古屋市営バス野並営業所に併設されている。
- 上飯田バスターミナル：市営地下鉄上飯田線「上飯田駅」・名鉄小牧線「上飯田駅」
- 引山バスターミナル：名鉄バス
- 平針運転免許試験場臨時バスターミナル：愛知県運転免許試験場（天白区）・名鉄バス
  - 2018年1月から2021年4月まで試験場の一般車両用の駐車場が閉鎖されていたため、暫定的に設置されていた。2021年4月3日に廃止されている。名鉄バスは路線廃止までターミナルに入らなかった。

#### バスターミナルのギャラリー

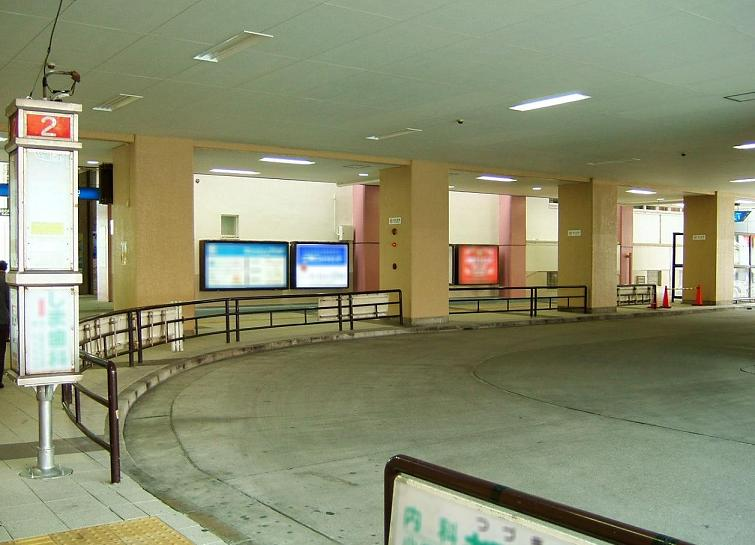
藤が丘バスターミナル
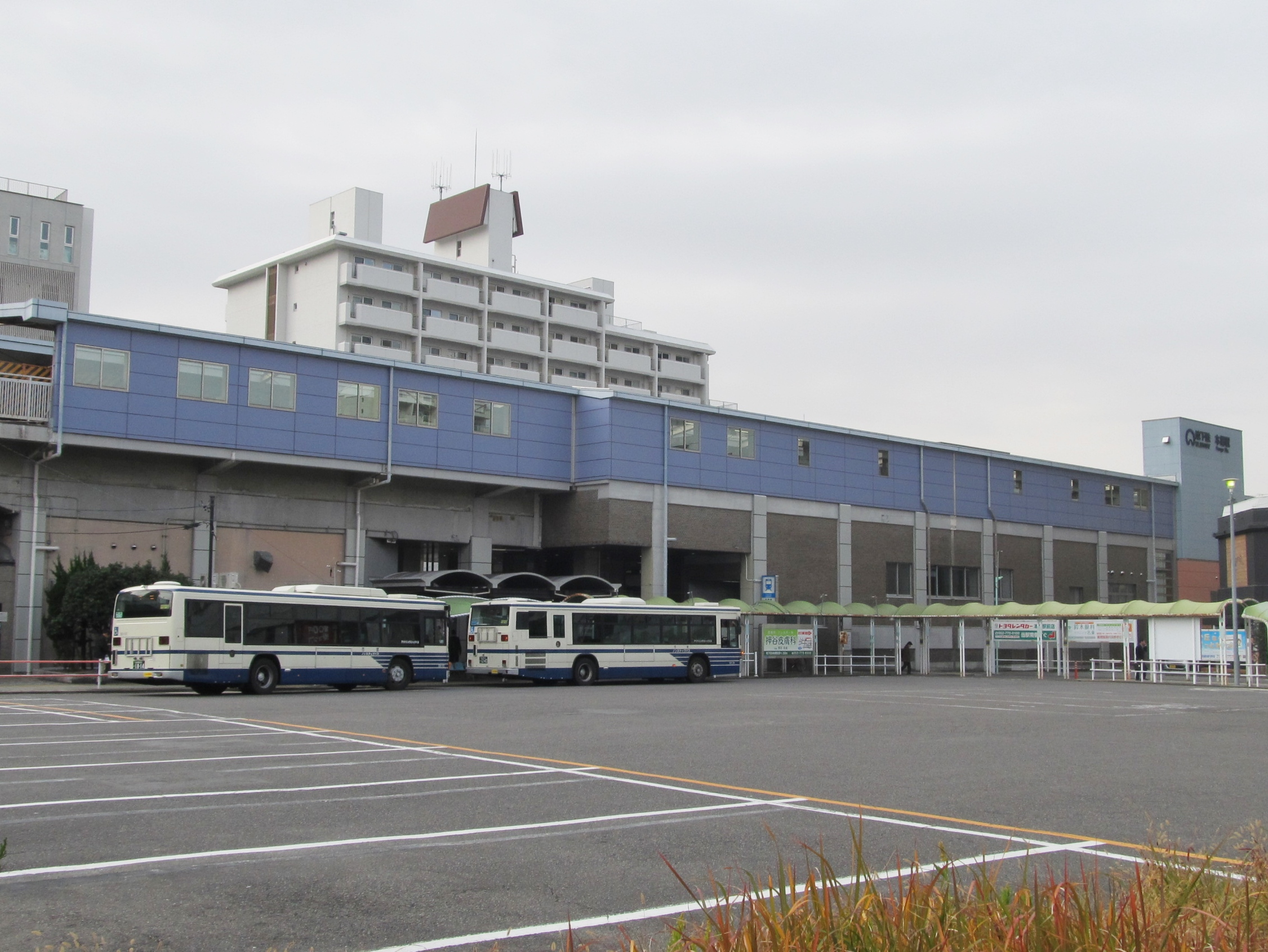
本郷バスターミナル
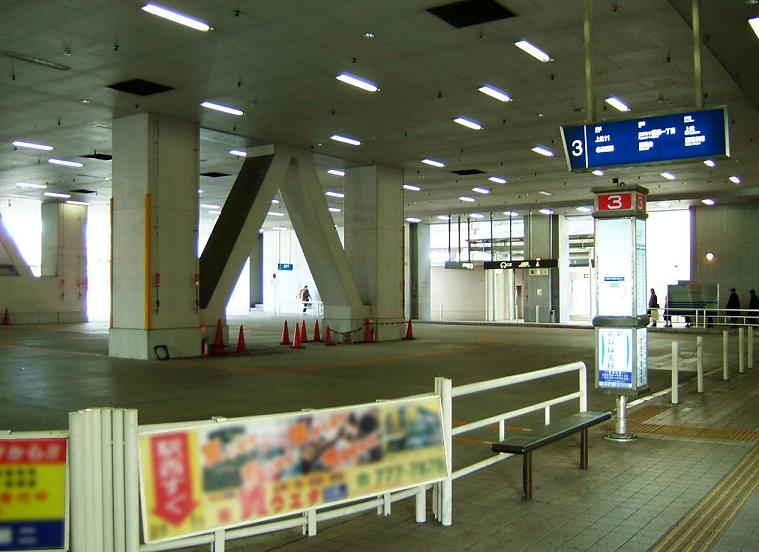
上社バスターミナル
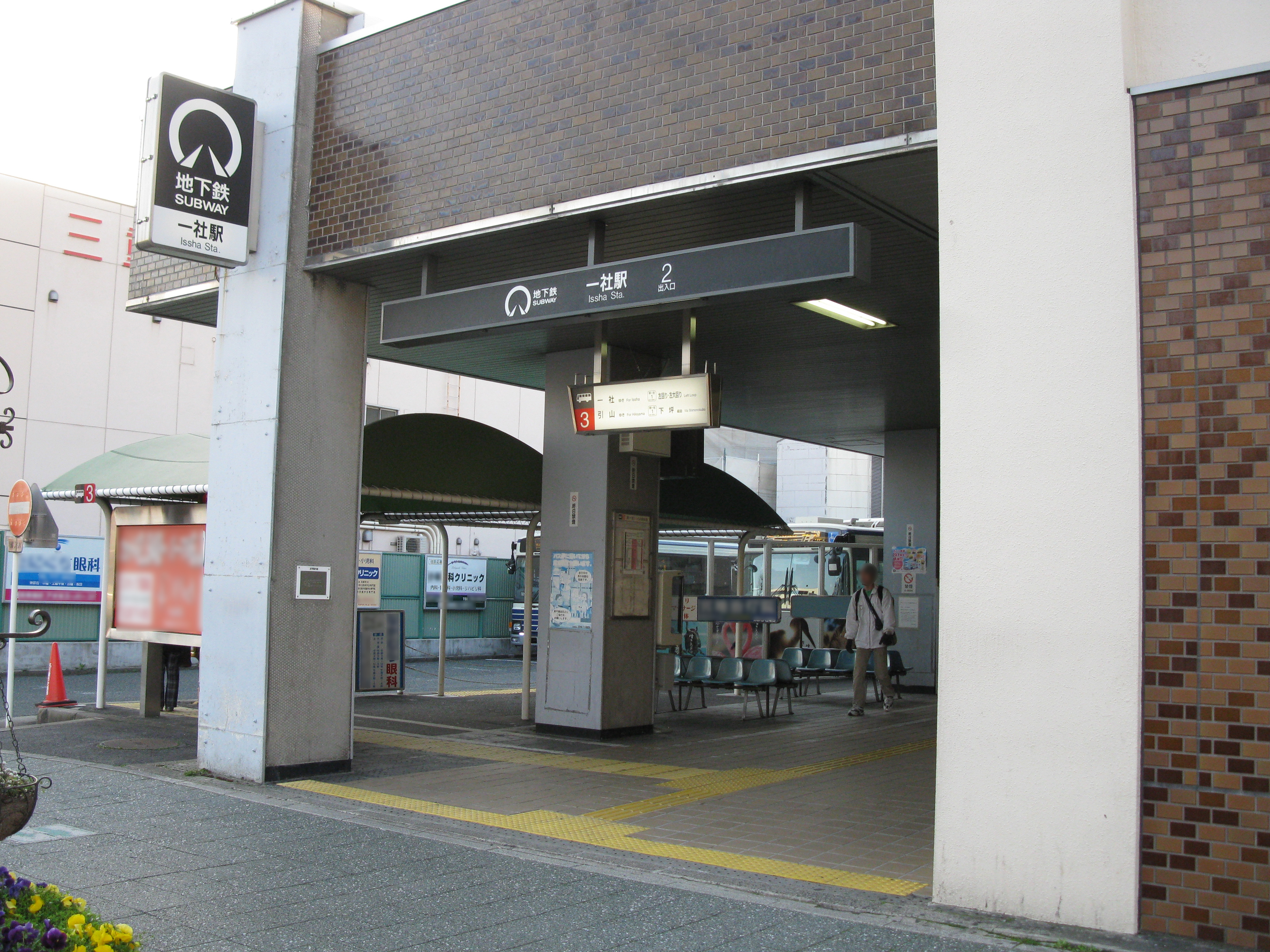
一社バスターミナル
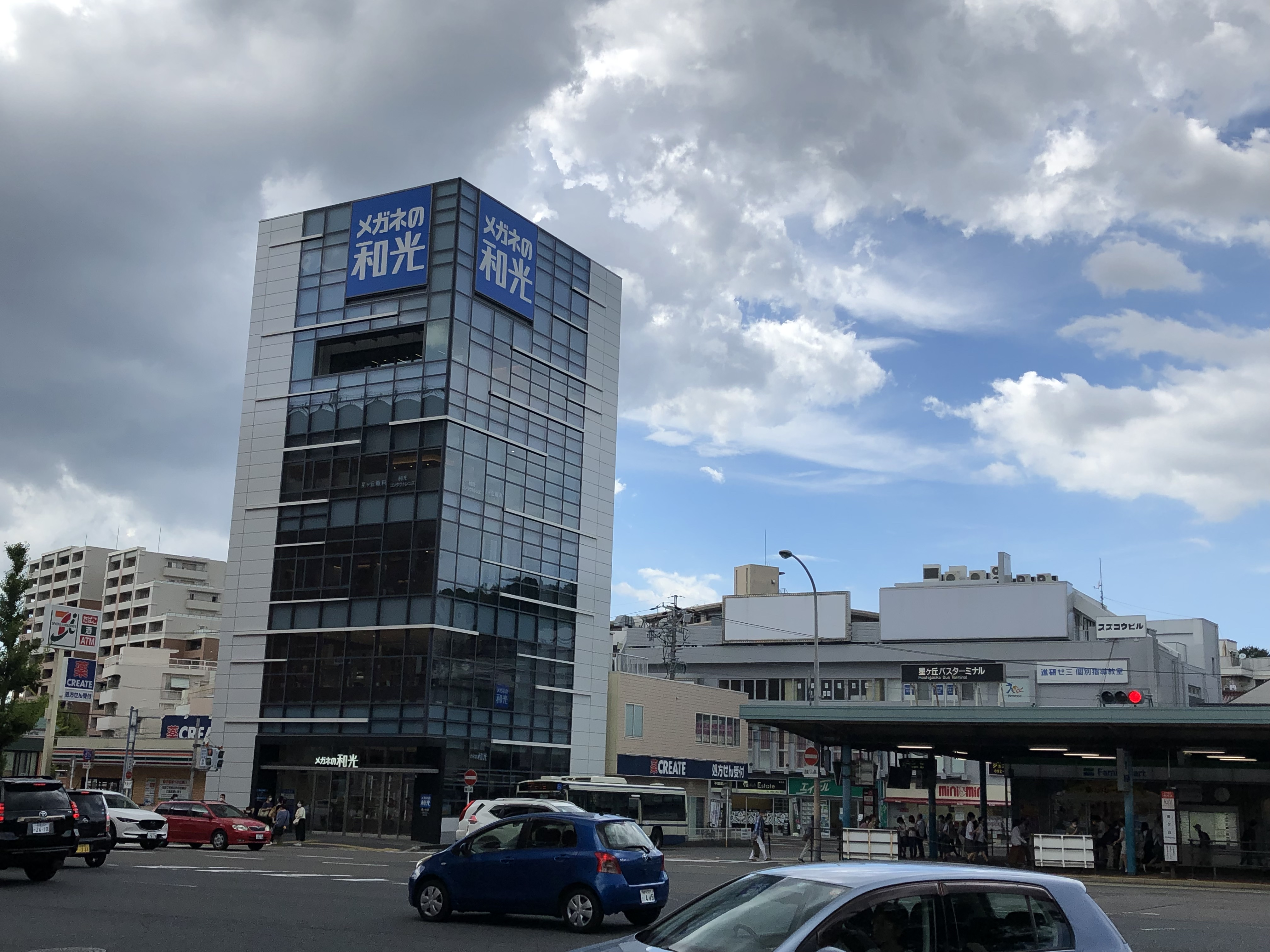
星ヶ丘バスターミナル
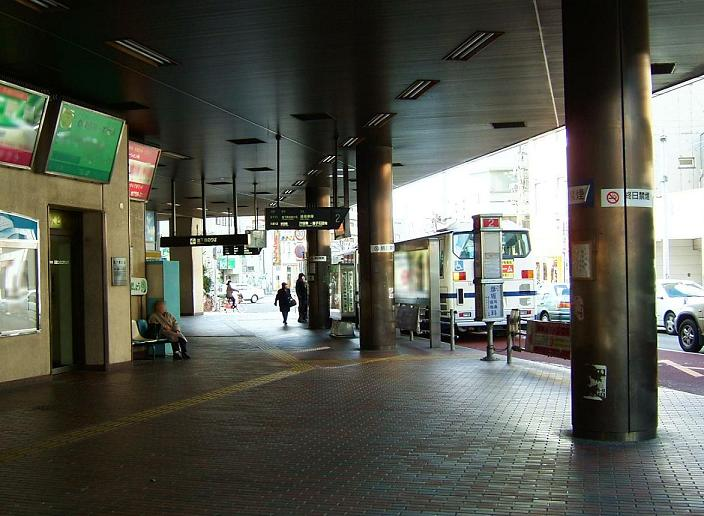
池下バスターミナル
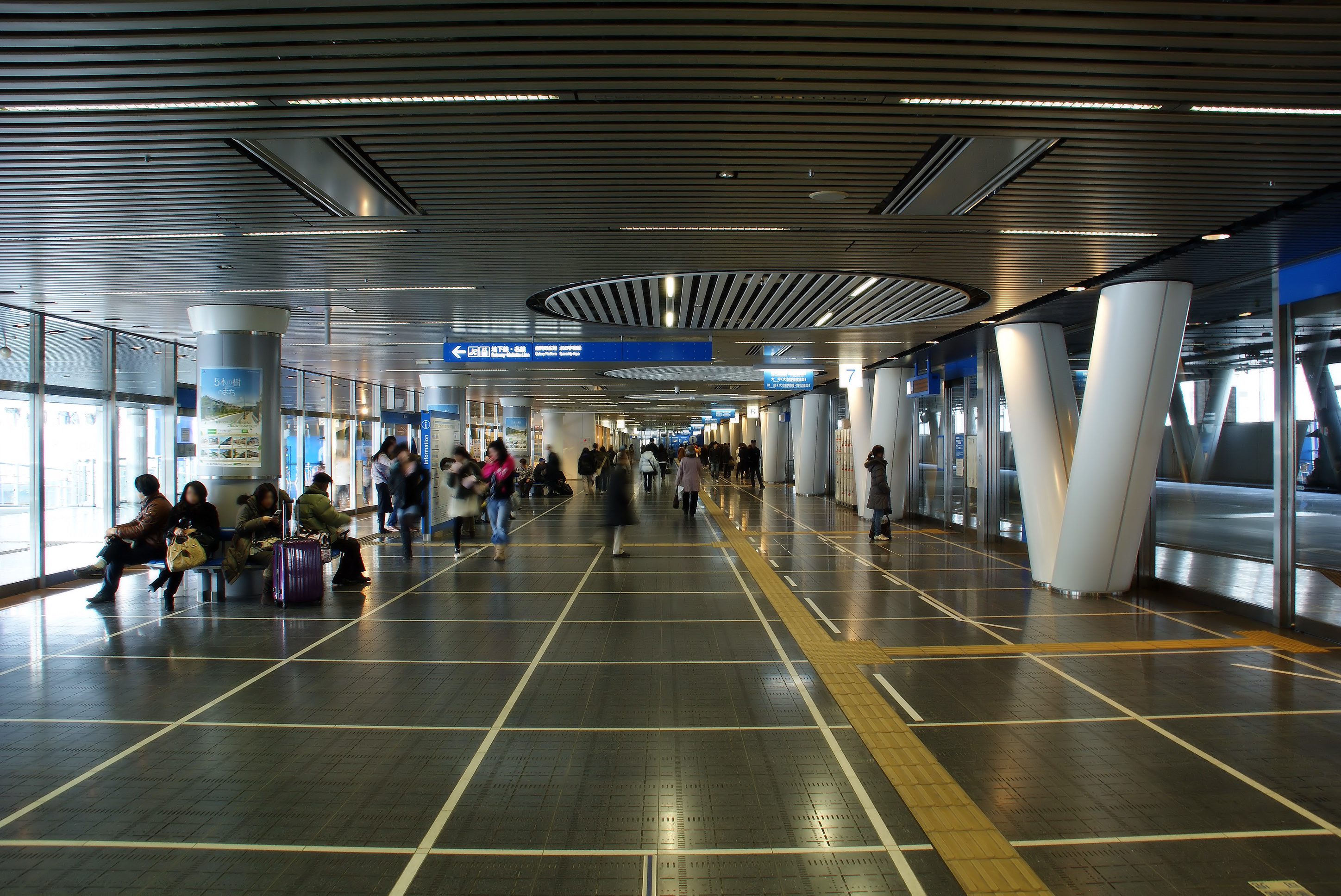
栄バスターミナル
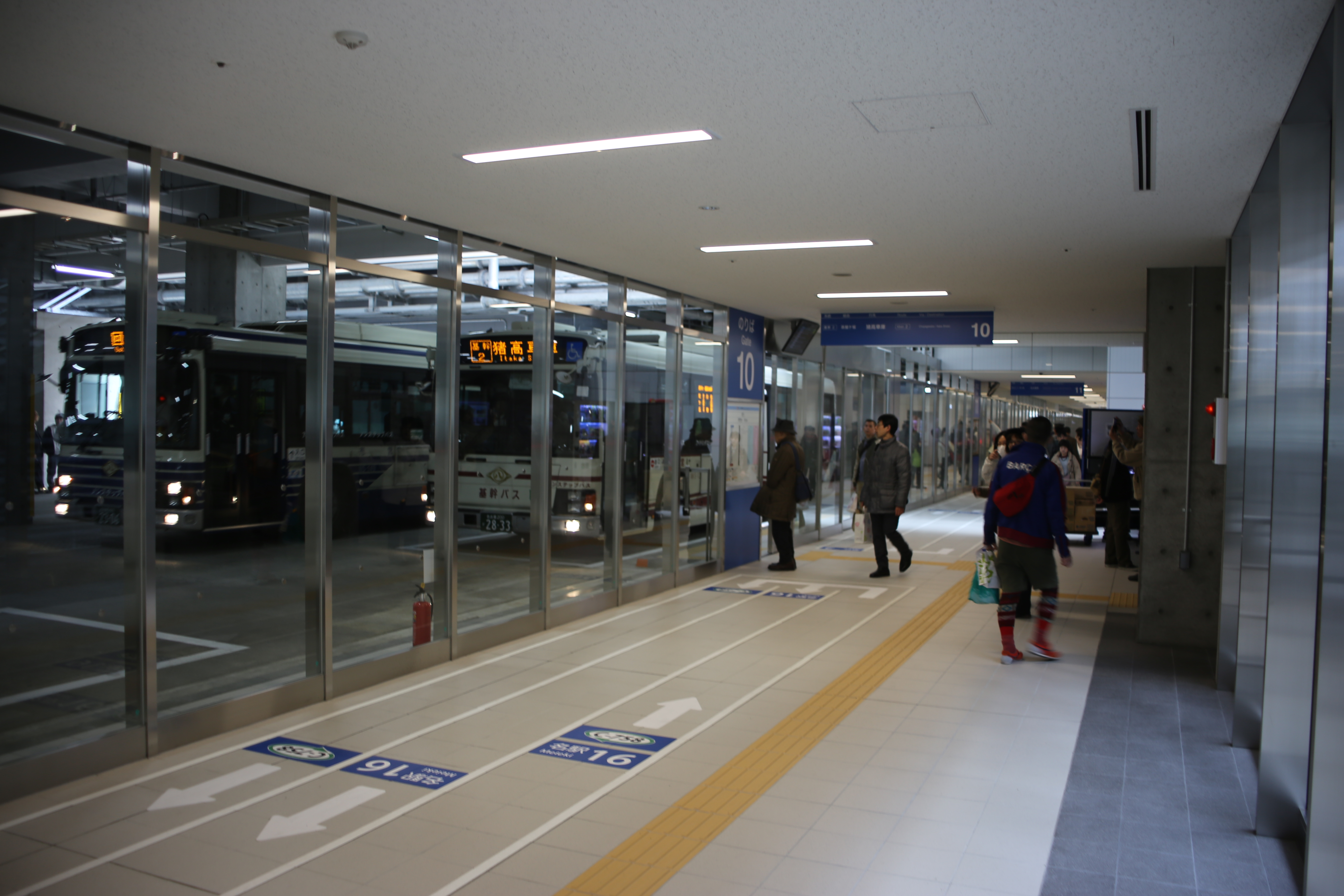
名古屋駅バスターミナル
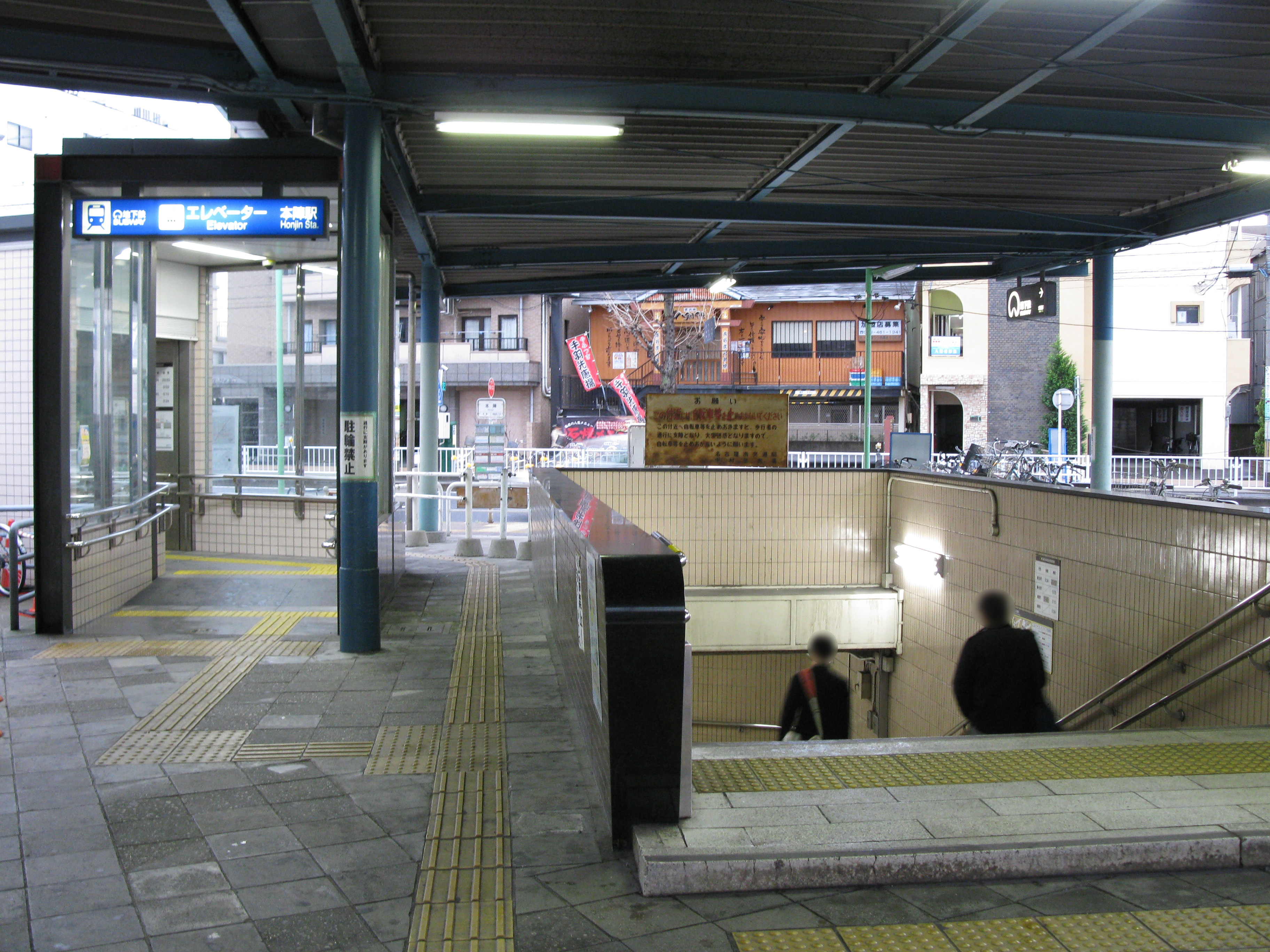
本陣バスターミナル
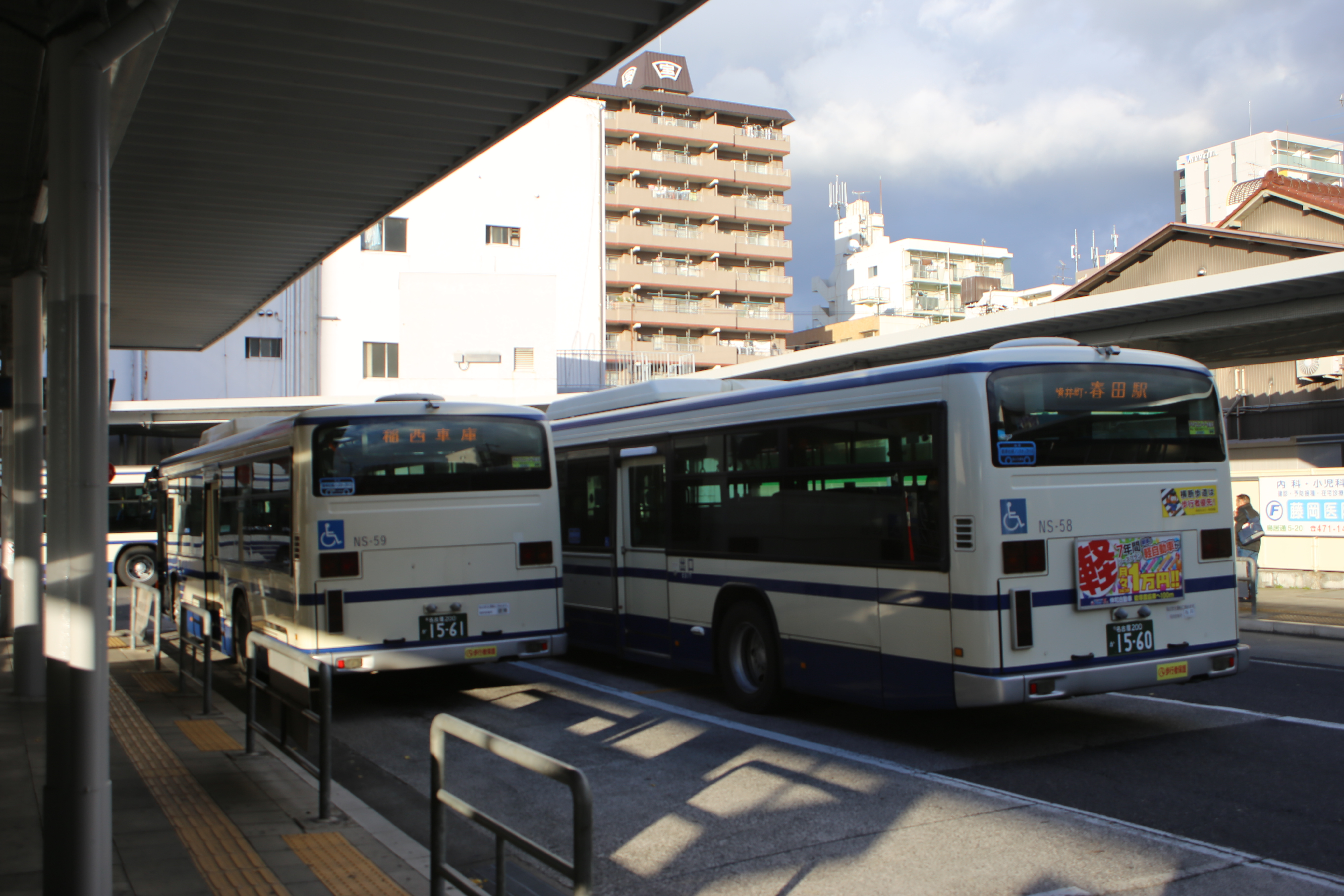
中村公園バスターミナル
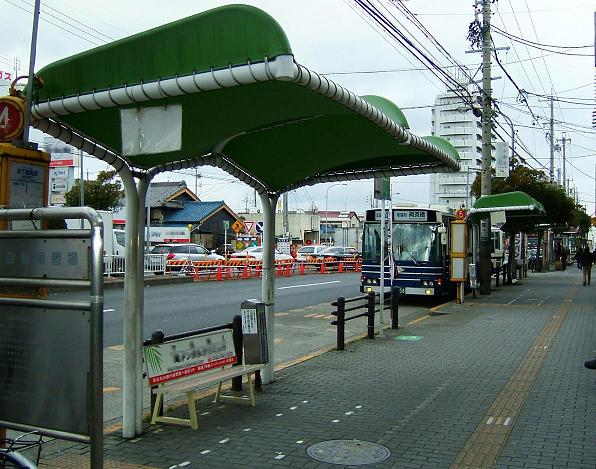
高畑バスターミナル
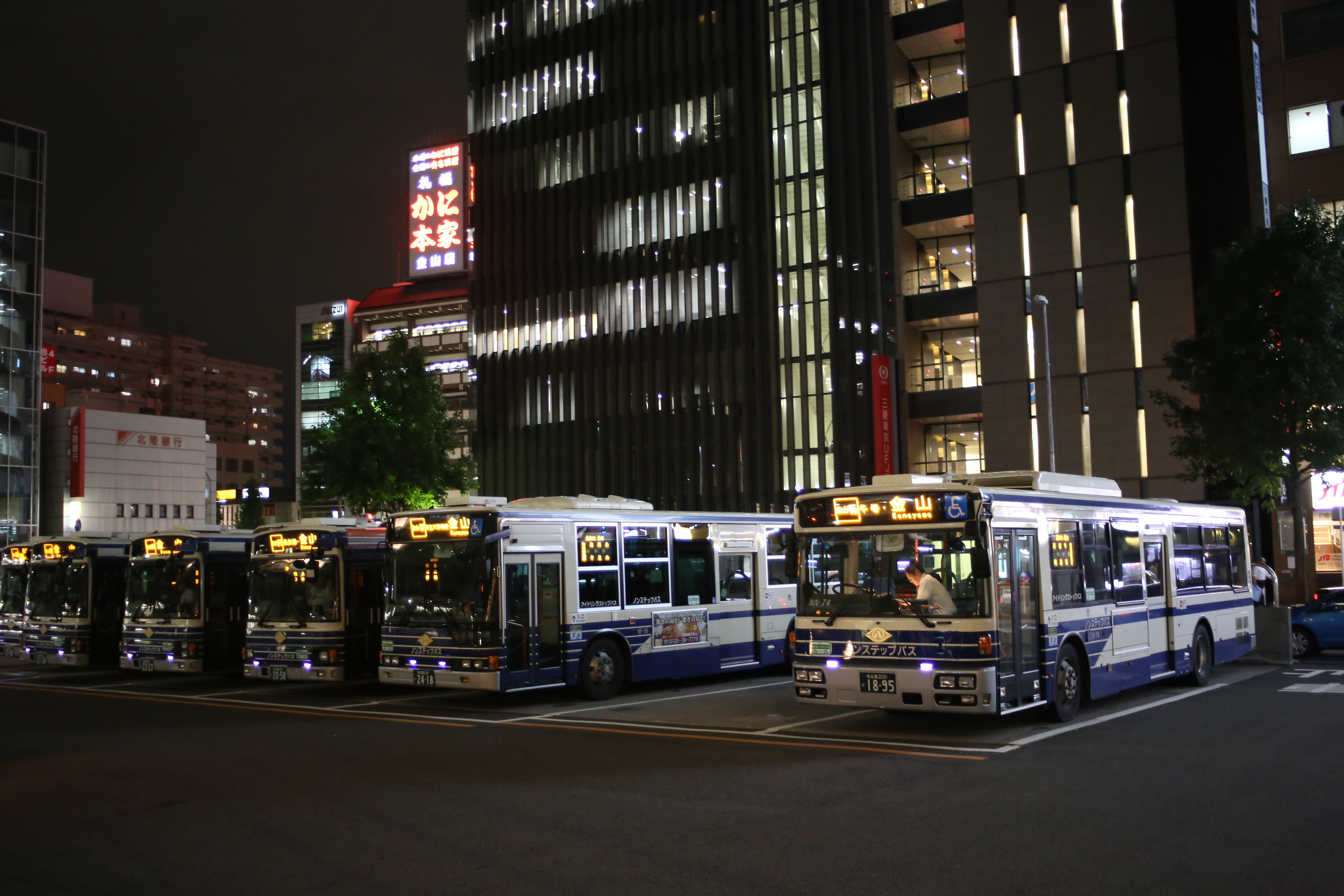
金山バスターミナル
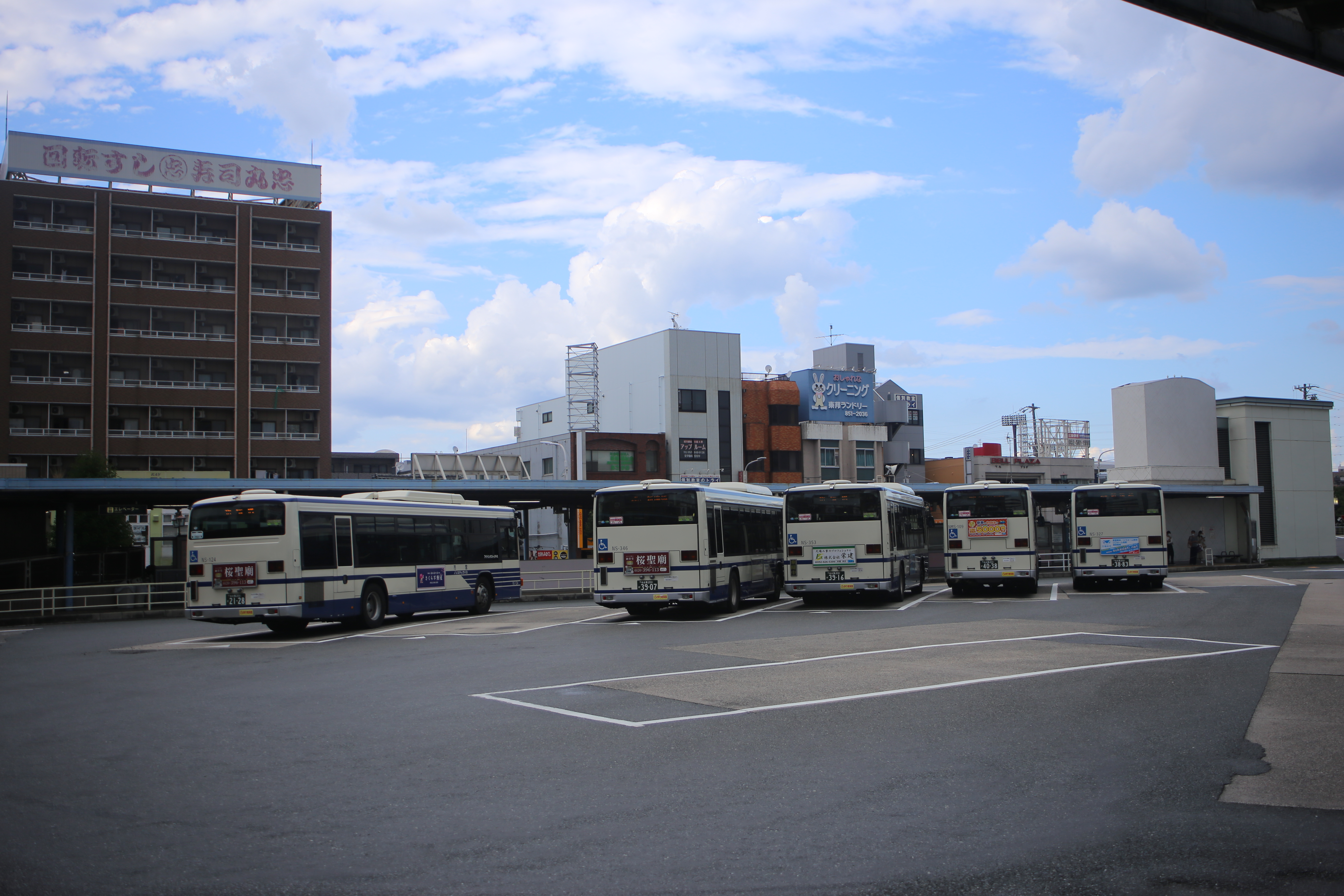
新瑞橋バスターミナル
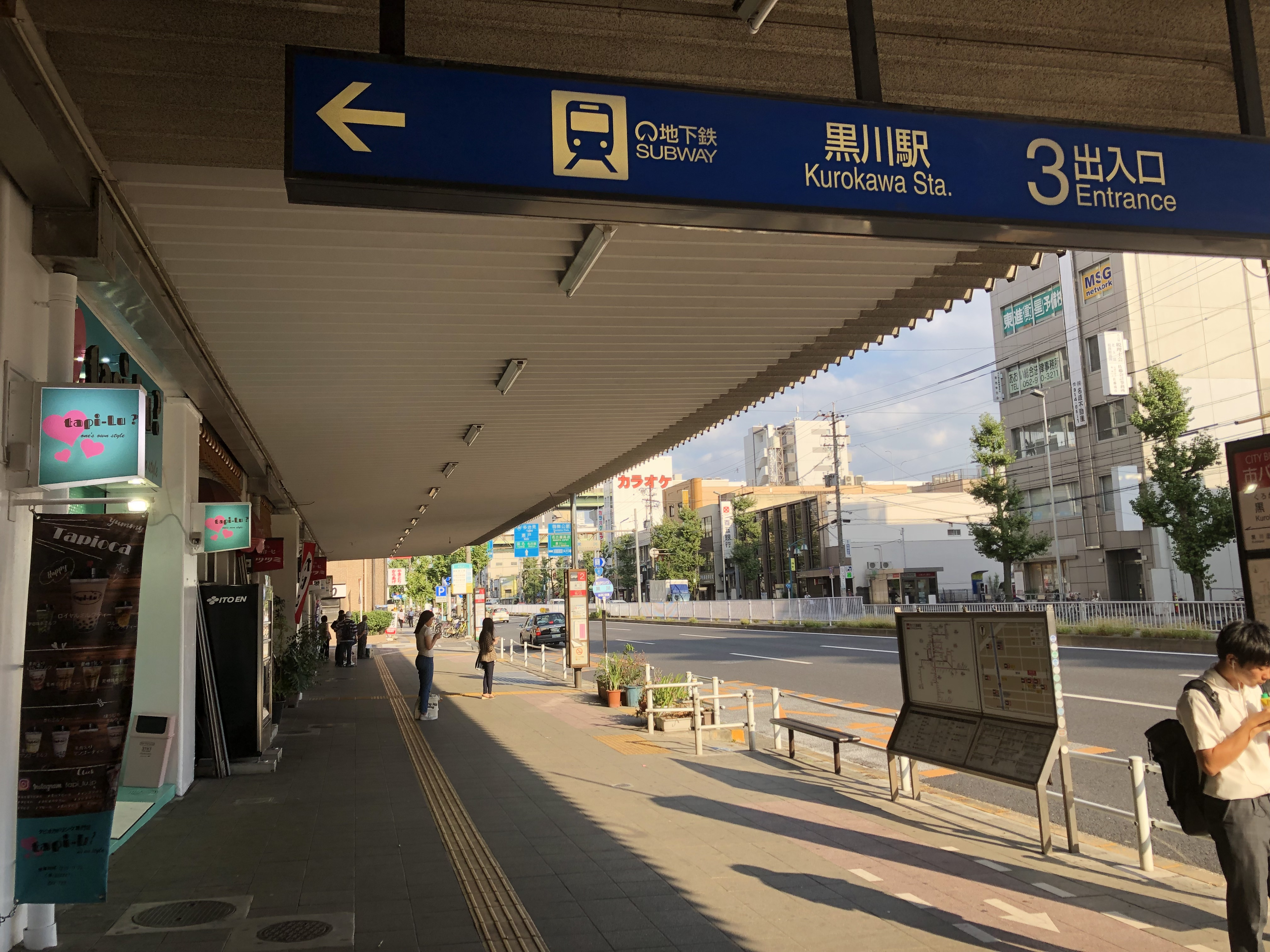
黒川バスターミナル
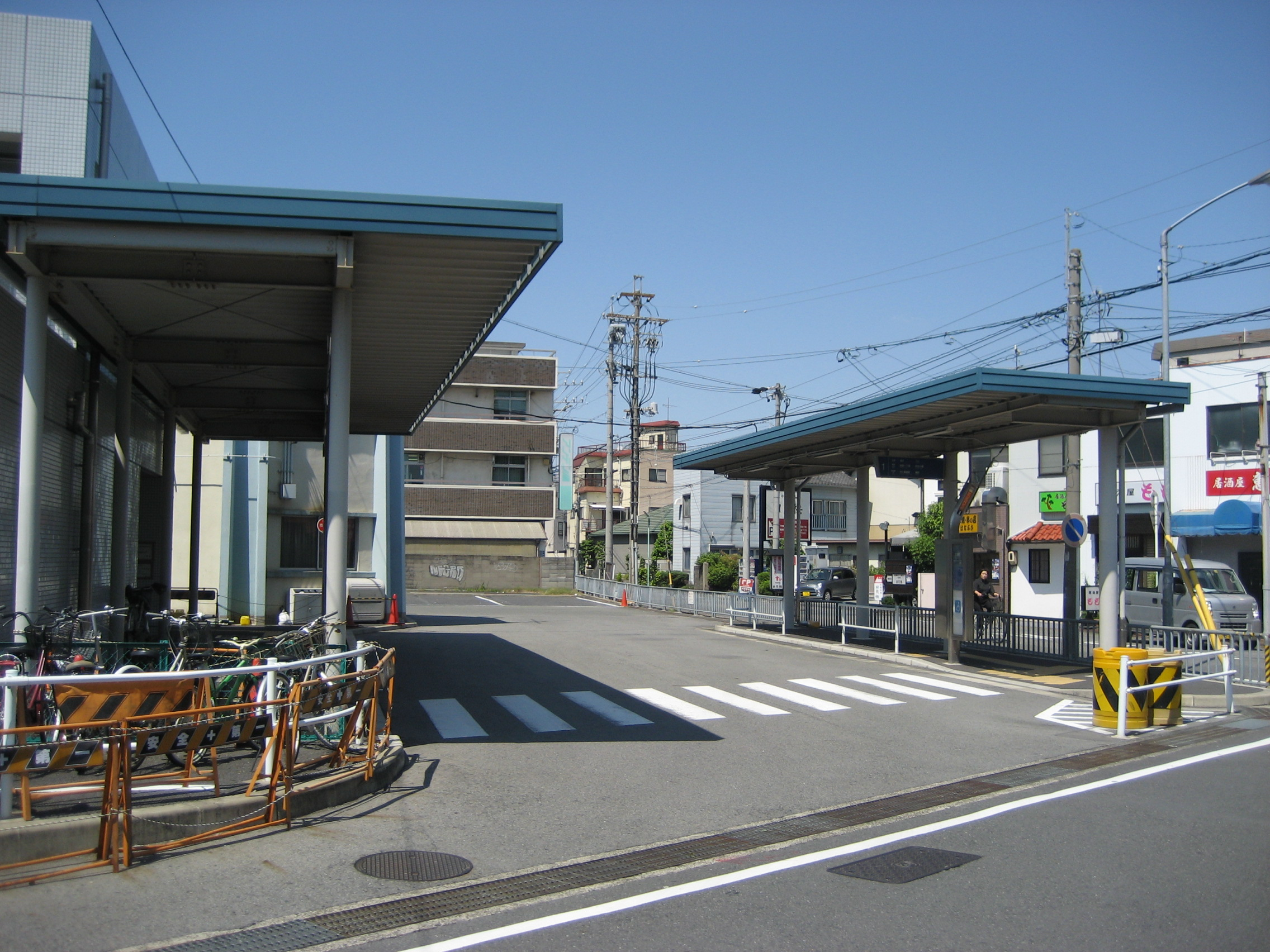
六番町バスターミナル
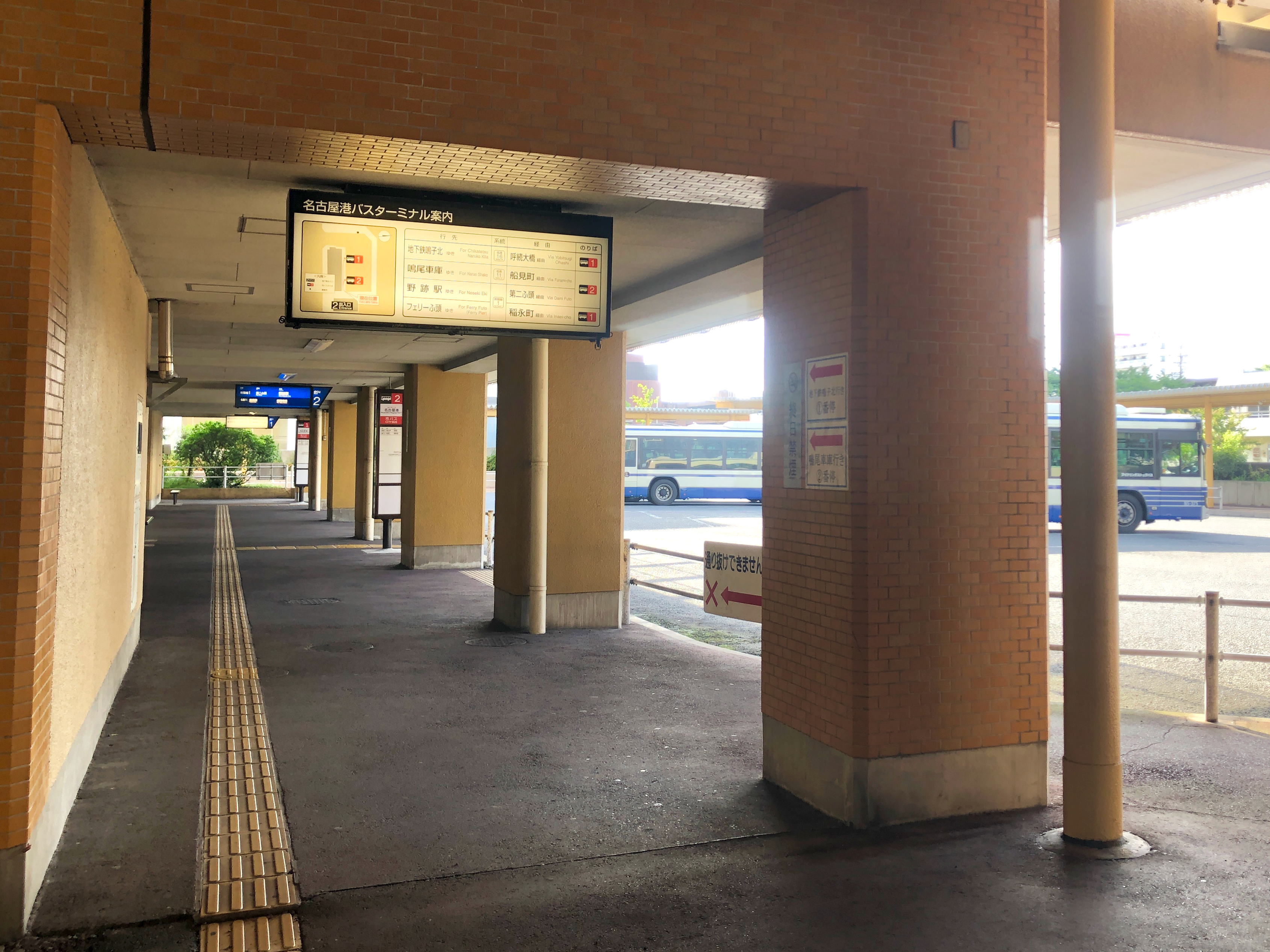
名古屋港バスターミナル
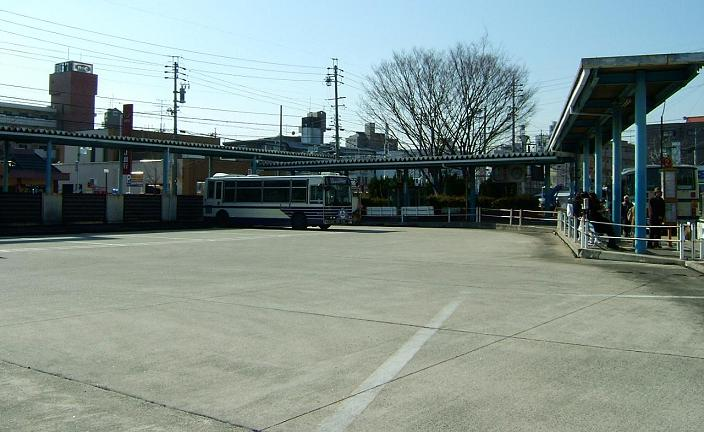
植田バスターミナル
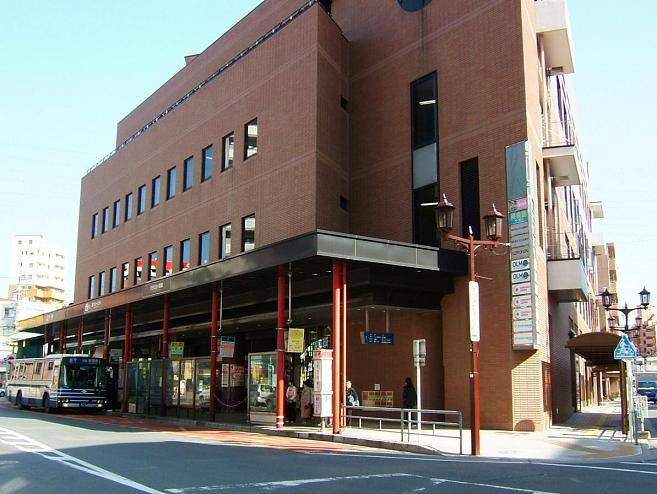
原バスターミナル
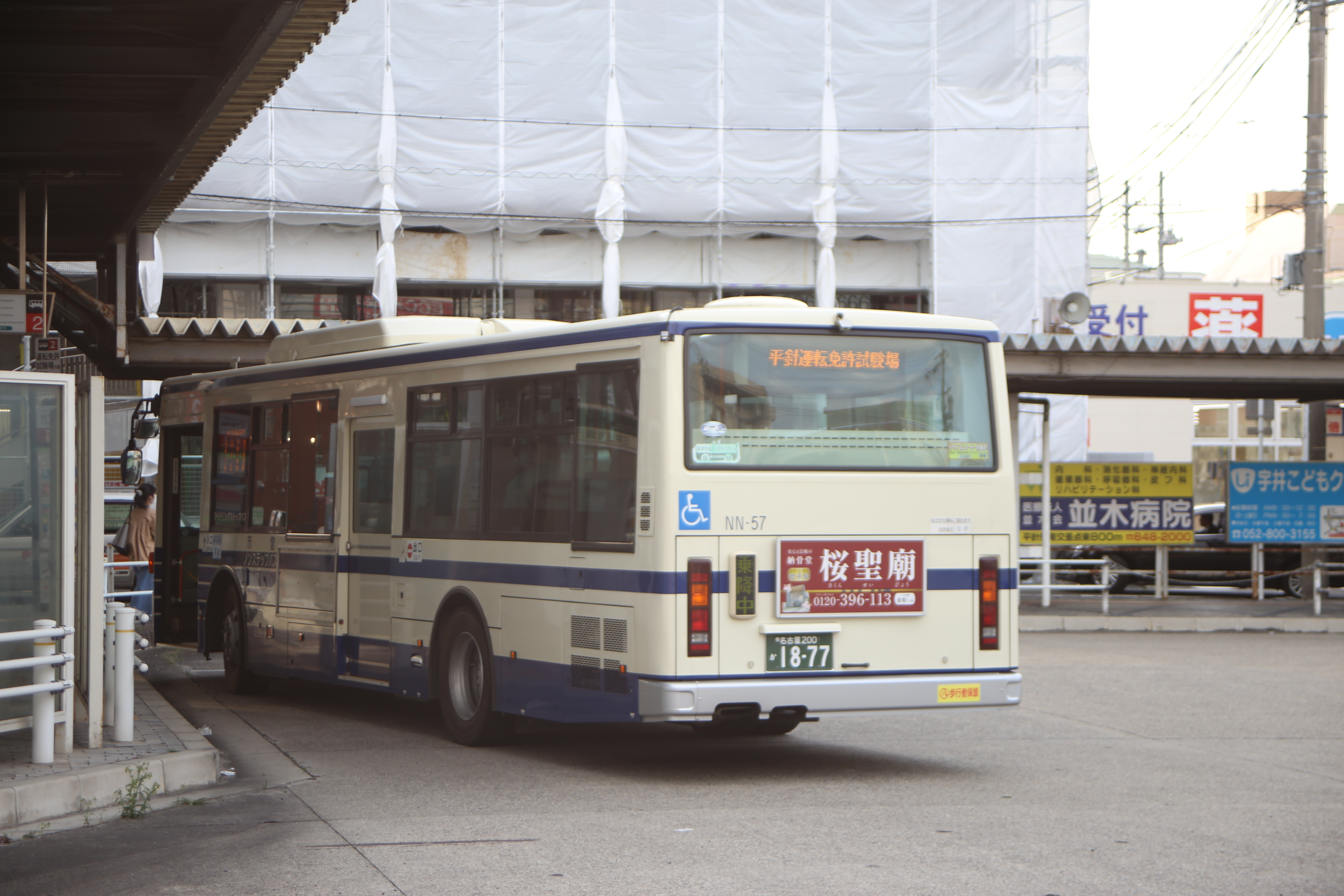
平針バスターミナル
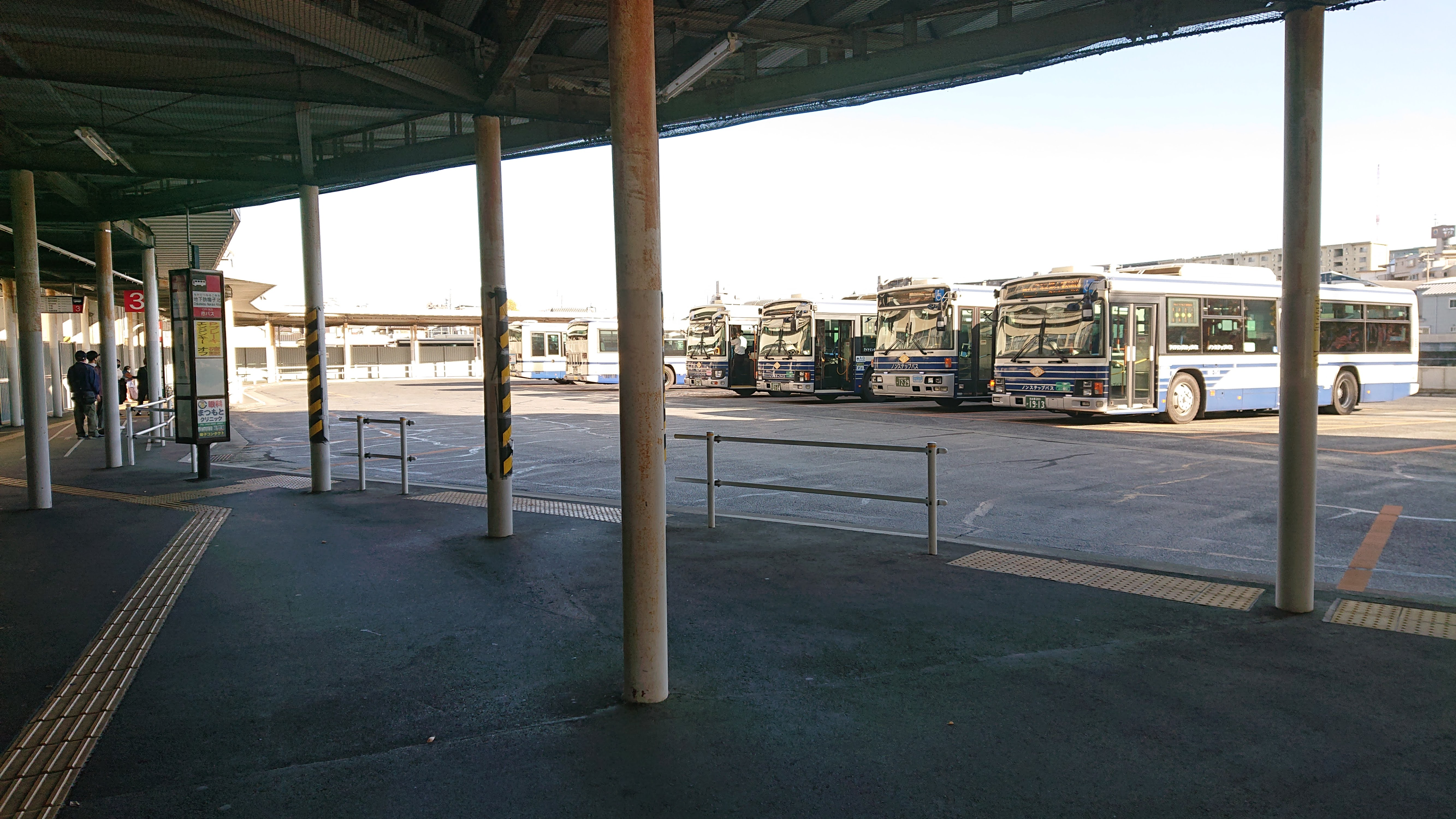
鳴子北バスターミナル
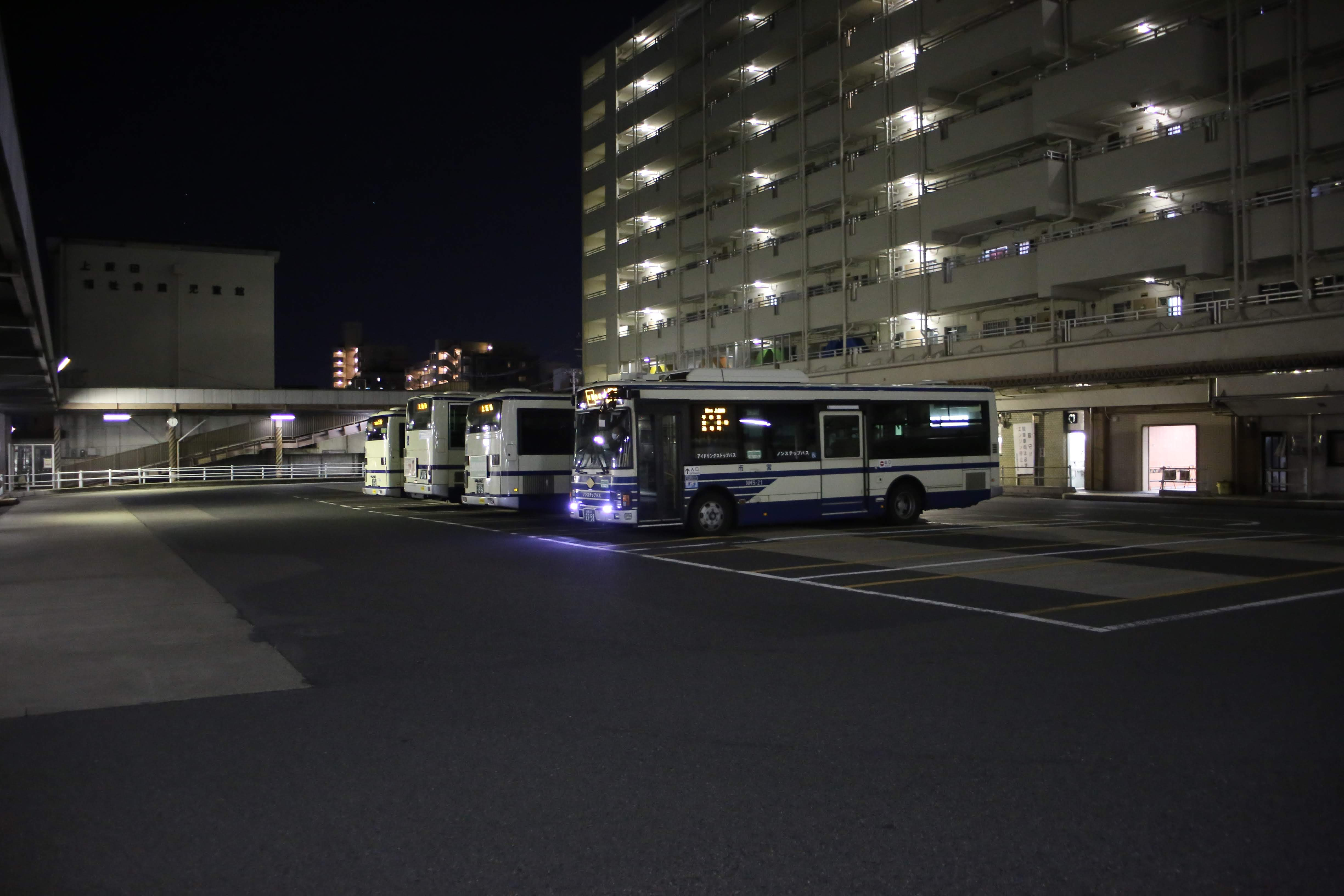
上飯田バスターミナル
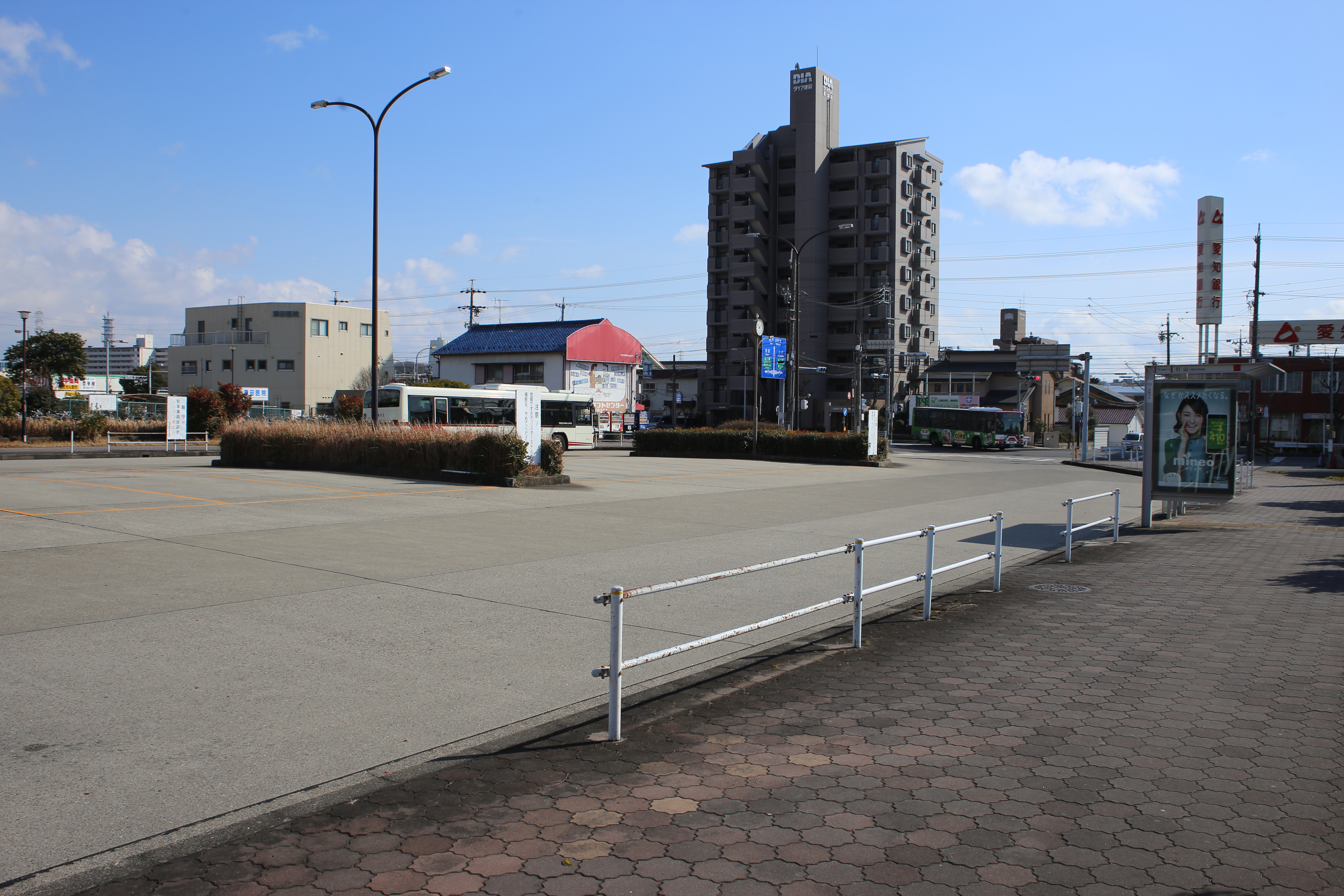
引山バスターミナル
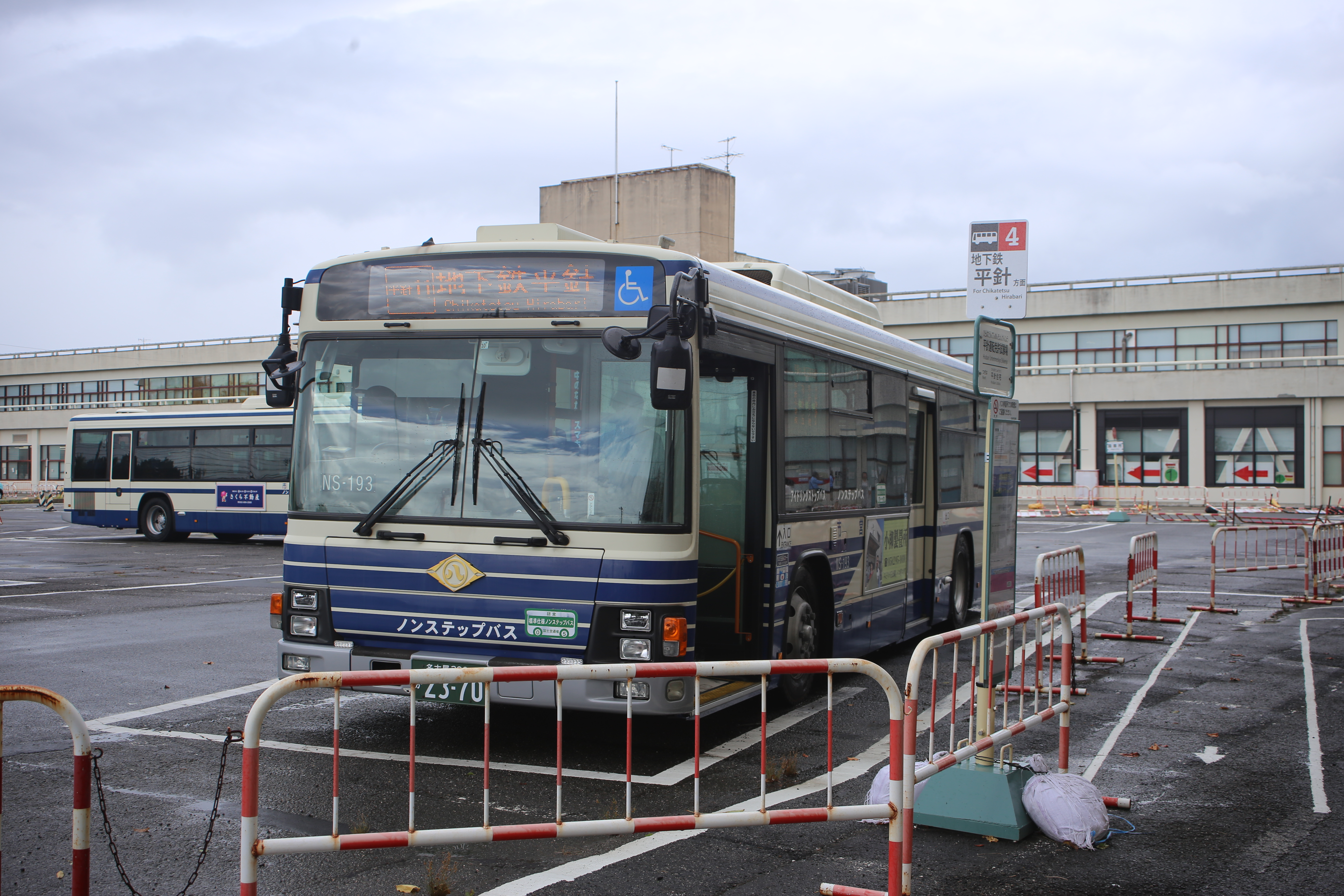
平針運転免許試験場臨時バスターミナル

### 交通広場
上記の他に、タクシーなどの乗降も扱っている交通広場も存在する。下記の通り。赤池駅（日進市）には市バスの乗り入れはないが、交通広場が存在する。
- 大曽根交通広場：市営地下鉄名城線「大曽根駅」・名鉄瀬戸線「大曽根駅」・JR中央本線「大曽根駅」・ゆとりーとライン「大曽根駅」
- 茶屋ヶ坂交通広場：市営地下鉄名城線「茶屋ヶ坂駅」
  - 基幹バスは交通広場に入らない。
- 自由ヶ丘交通広場：市営地下鉄名城線「自由ヶ丘駅」
- 上小田井交通広場：市営地下鉄鶴舞線「上小田井駅」・名鉄犬山線「上小田井駅」
  - 上小田井駅の南口にある。かつては名鉄バスも発着していた。
- 徳重交通広場：市営地下鉄桜通線「徳重駅」・名鉄バス・JR東海バス
- 大高交通広場：JR東海道本線「大高駅」
  - 大高駅の西側にある。なお、別の場所に「大高駅東」停留所もあるが、こちらは大高駅の東側にある。
- 南大高交通広場：JR東海道本線「南大高駅」
  - 南大高駅の西側にある。なお、別の場所に「南大高駅東」停留所もあるが、こちらは南大高駅の東側にある。さらに別の場所から名鉄バスも発着している。名鉄バスの停留所名は「イオンモール大高」。
- 新守山交通広場：JR中央本線「新守山駅」
- 八田交通広場：JR関西本線「八田駅」
  - 市営地下鉄東山線「八田駅」へはエレベーターやJR駅舎内のエスカレーターでアクセスできる。近鉄名古屋線「近鉄八田駅」は若干離れた場所にある。中川コロナワールドへの無料送迎バスも交通広場を発着している。
- 春田交通広場：JR関西本線「春田駅」
- 神宮前交通広場：名鉄名古屋本線・常滑線「神宮前駅」
  - 停留所名は「神宮東門」。神宮前駅の西側の道路沿い、文字通り熱田神宮東門の目の前にある。かつては名鉄バスも発着していた。なお、別の場所に「名鉄神宮前」停留所もあり、こちらは神宮前駅の東側の道路を北に少し歩いたところに位置する。
  - 神宮前駅の駅ビル解体工事に伴い広場内に停留所はなくなっており、停留所は道路上に移設されている。2022年4月2日の改正で廃止となり、神宮前駅の前でバスが待機する光景もなくなった。
- 鳴海交通広場：名鉄名古屋本線「鳴海駅」・名鉄バス
  - 停留所名は「名鉄鳴海」。名鉄バスも同じ場所に発着するが、停留所名は「鳴海駅」となっている。
- 有松交通広場：名鉄名古屋本線「有松駅」
  - 停留所名は「名鉄有松」。有松駅の北側に位置する。かつては名鉄バスも発着していた。
- 小幡交通広場：名鉄瀬戸線「小幡駅」
- 印場交通広場：名鉄瀬戸線「印場駅」（尾張旭市）・あさぴー号・旭労災病院無料送迎バス
  - 市バスの停留所名は「名鉄印場」、あさぴー号の停留所名は「印場駅」となっている。
- 野跡交通広場：名古屋臨海高速鉄道あおなみ線「野跡駅」
- 西部医療センター交通広場：西部医療センター（北区）
- 南陽交通広場（イオンモール名古屋茶屋）：南陽交通広場（港区）・三重交通
  - イオンモール名古屋茶屋内に設置。三重交通の高速バスも乗り入れるため、ここに併記する。三重交通バスの停留所名は「イオンモール名古屋茶屋」。
- ららぽーと交通広場：ららぽーと名古屋みなとアクルス（港区）
  - 停留所名は「港区役所」。南行き（築地口・稲永駅・野跡駅・八田駅・金山方面）のみ施設内発着。北行きは従来通り。
- 志段味交通広場：コストコホールセール守山倉庫店（守山区）・ゆとりーとライン
  - 2021年7月3日に供用開始。停留所名は「志段味交通広場（2023年1月3日までは「藤塚」）」[17][18][19]。2021年7月8日から一時使用されていなかった。

#### 交通広場のギャラリー

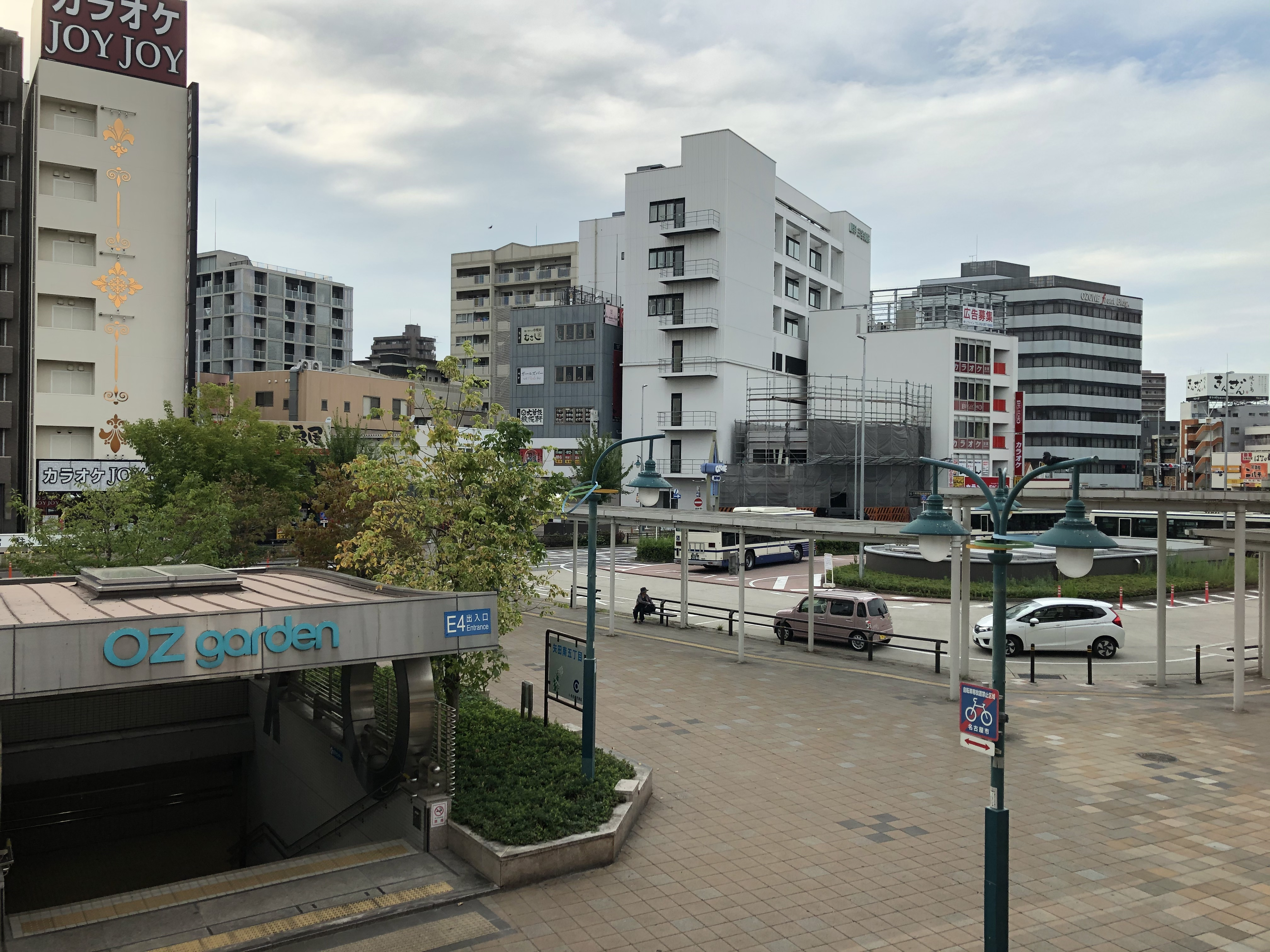
大曽根交通広場
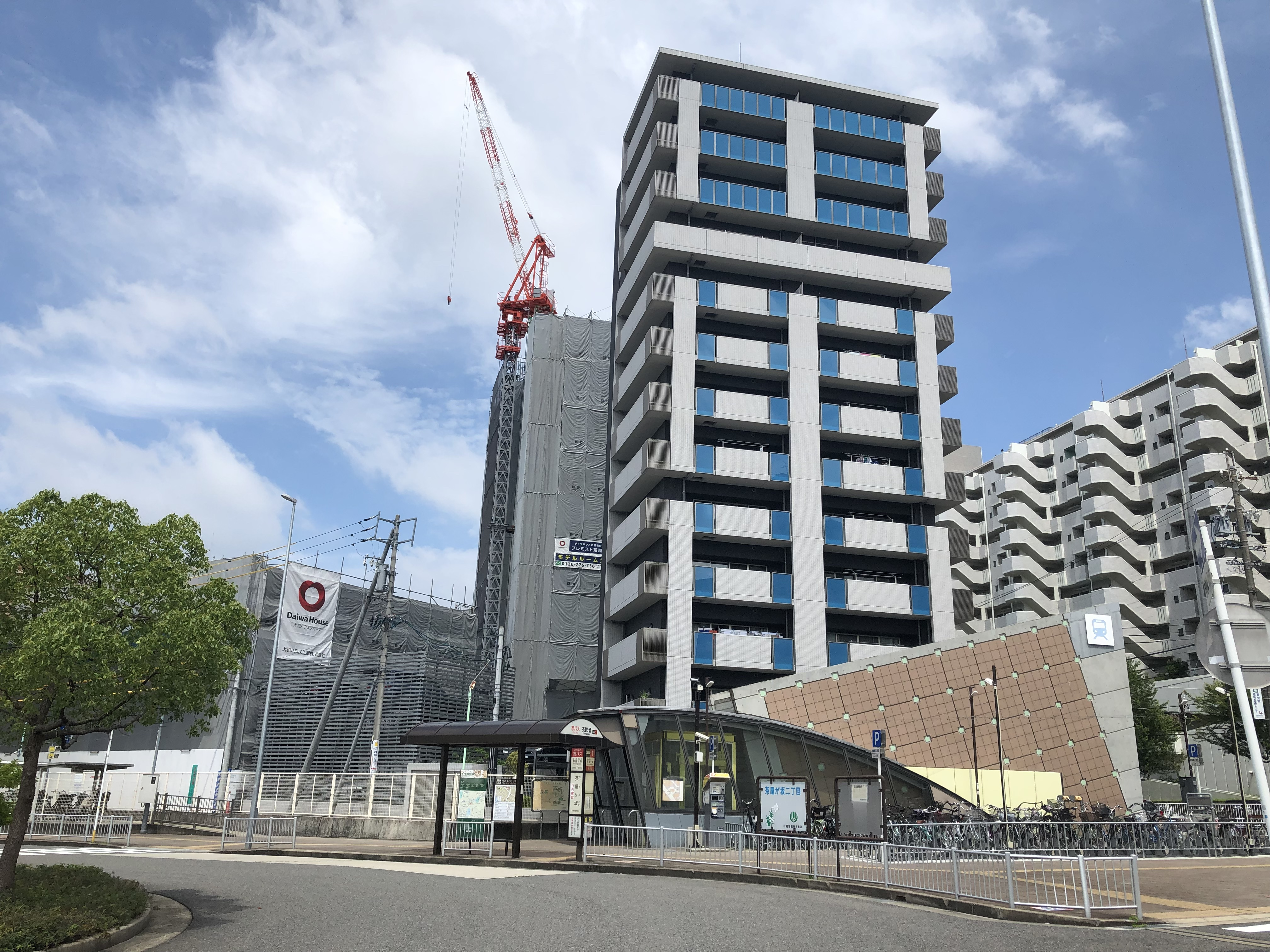
茶屋ヶ坂交通広場
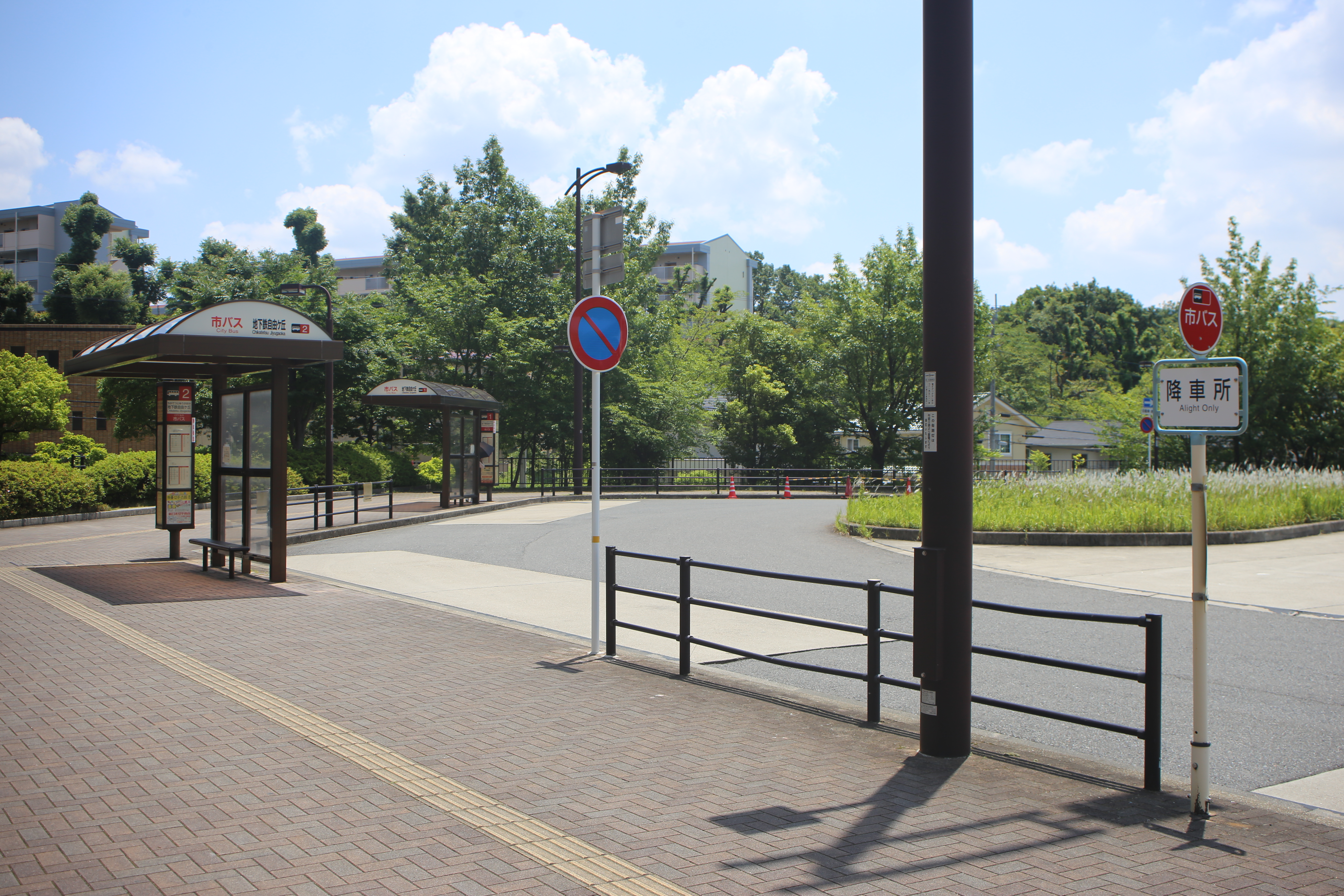
自由ヶ丘交通広場
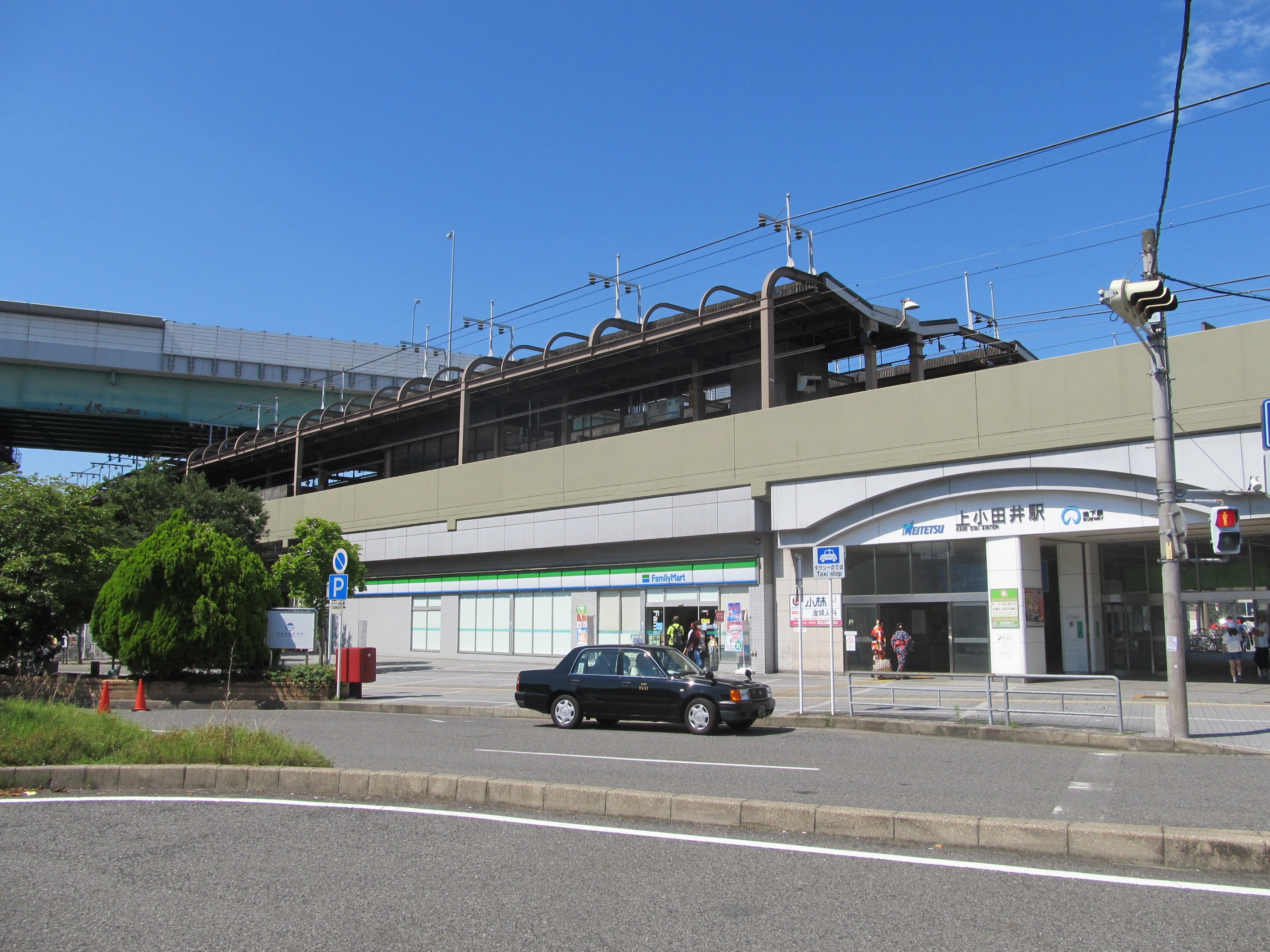
上小田井交通広場
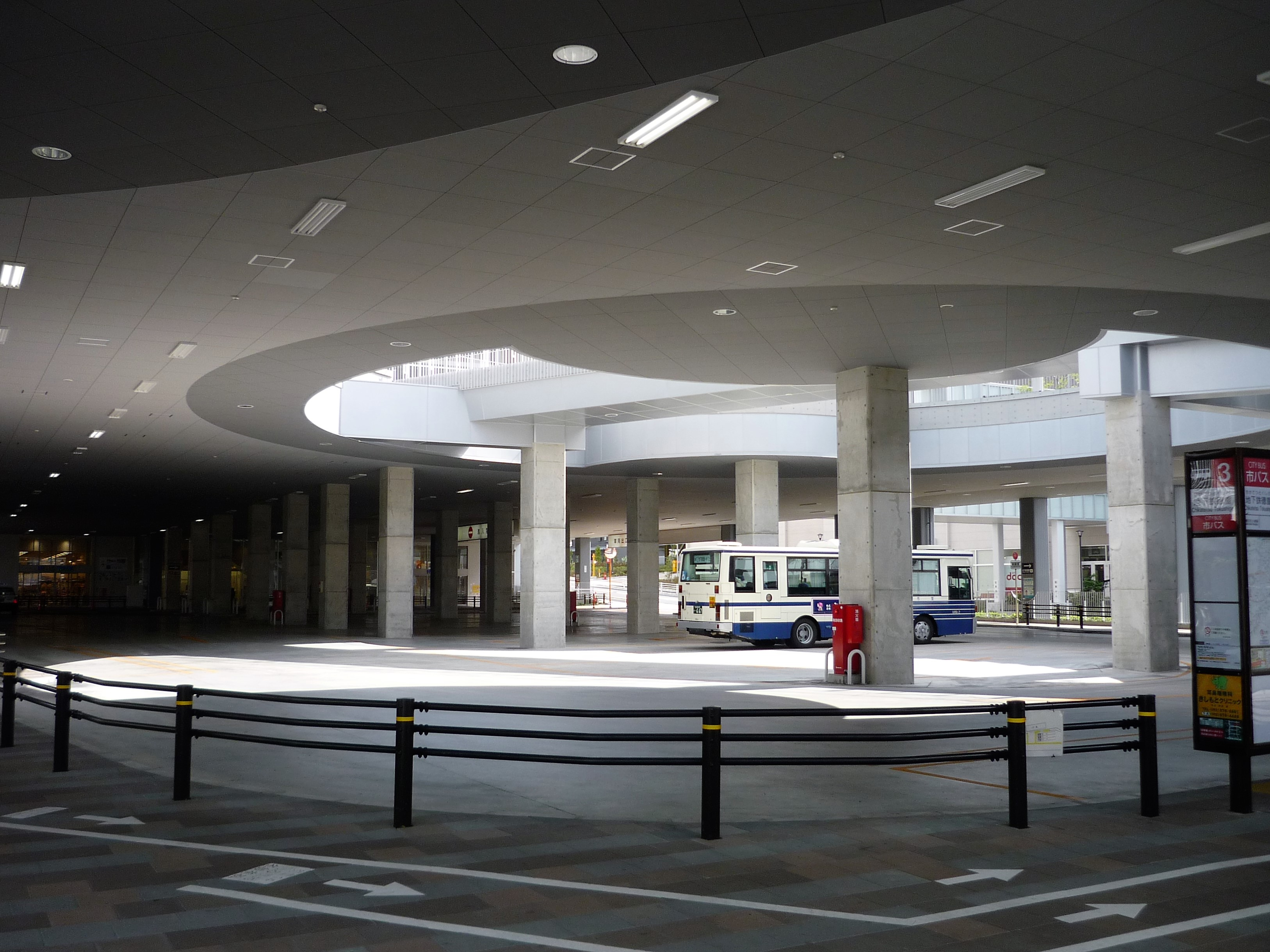
徳重交通広場
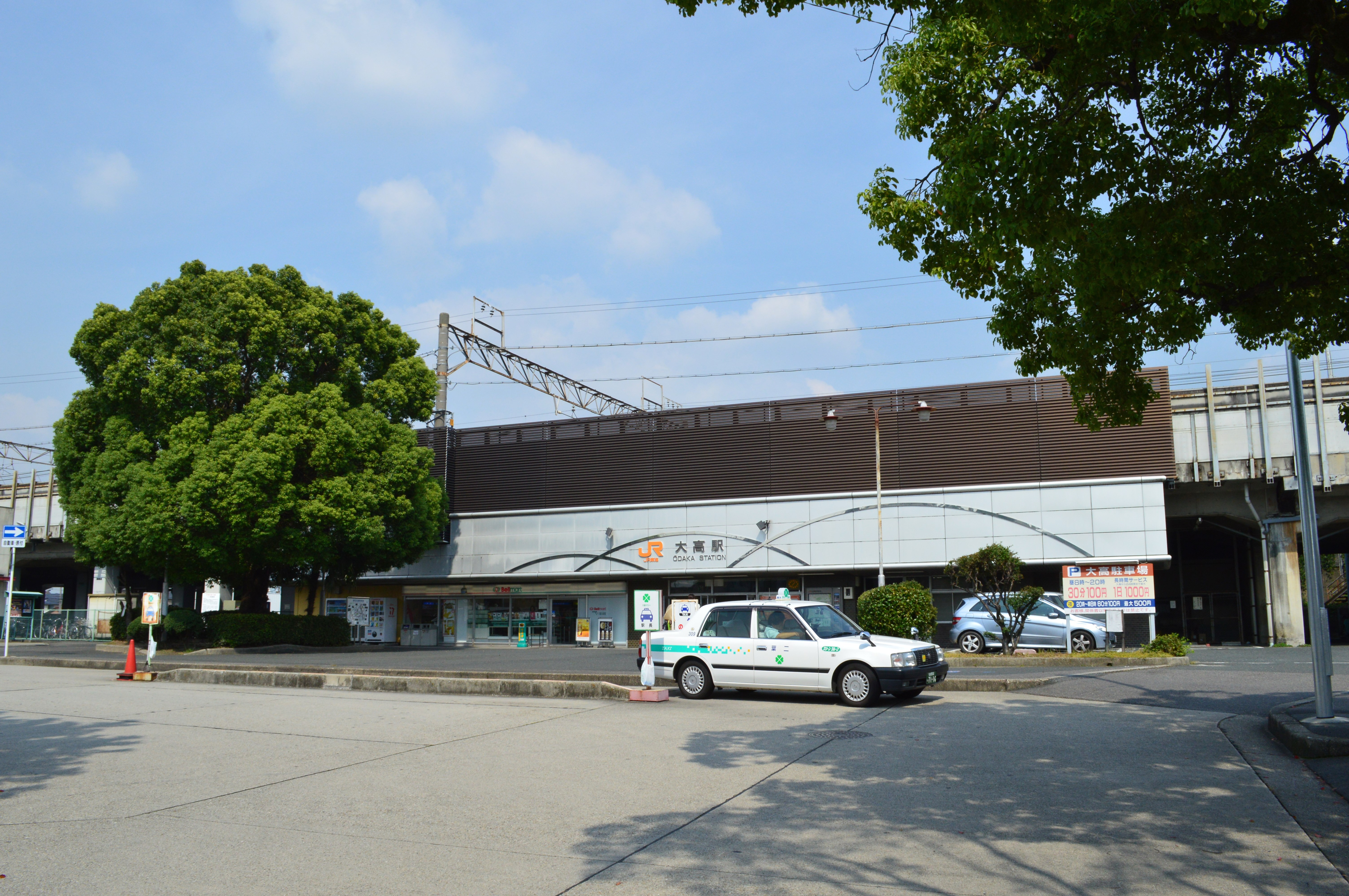
大高交通広場
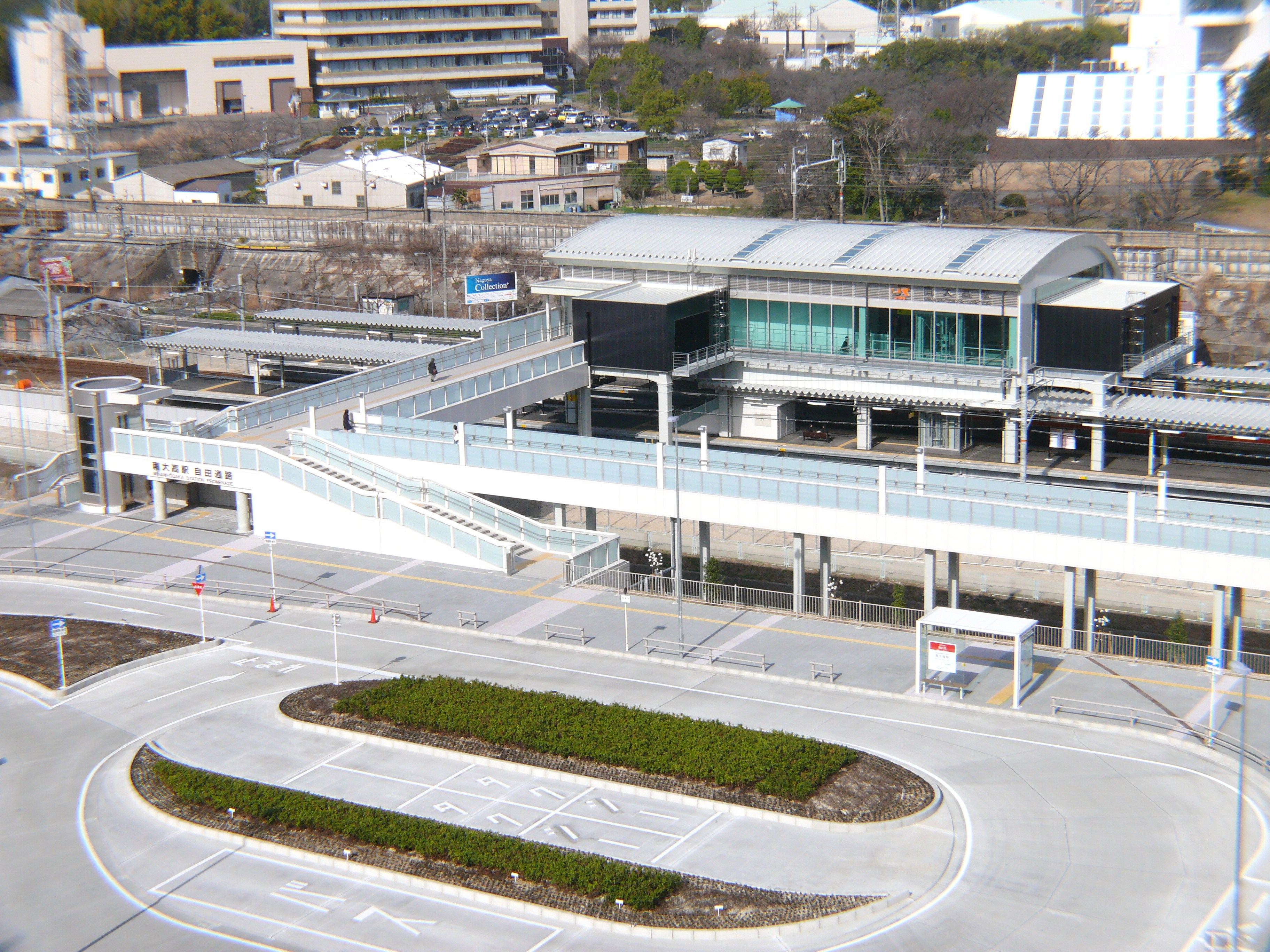
南大高交通広場
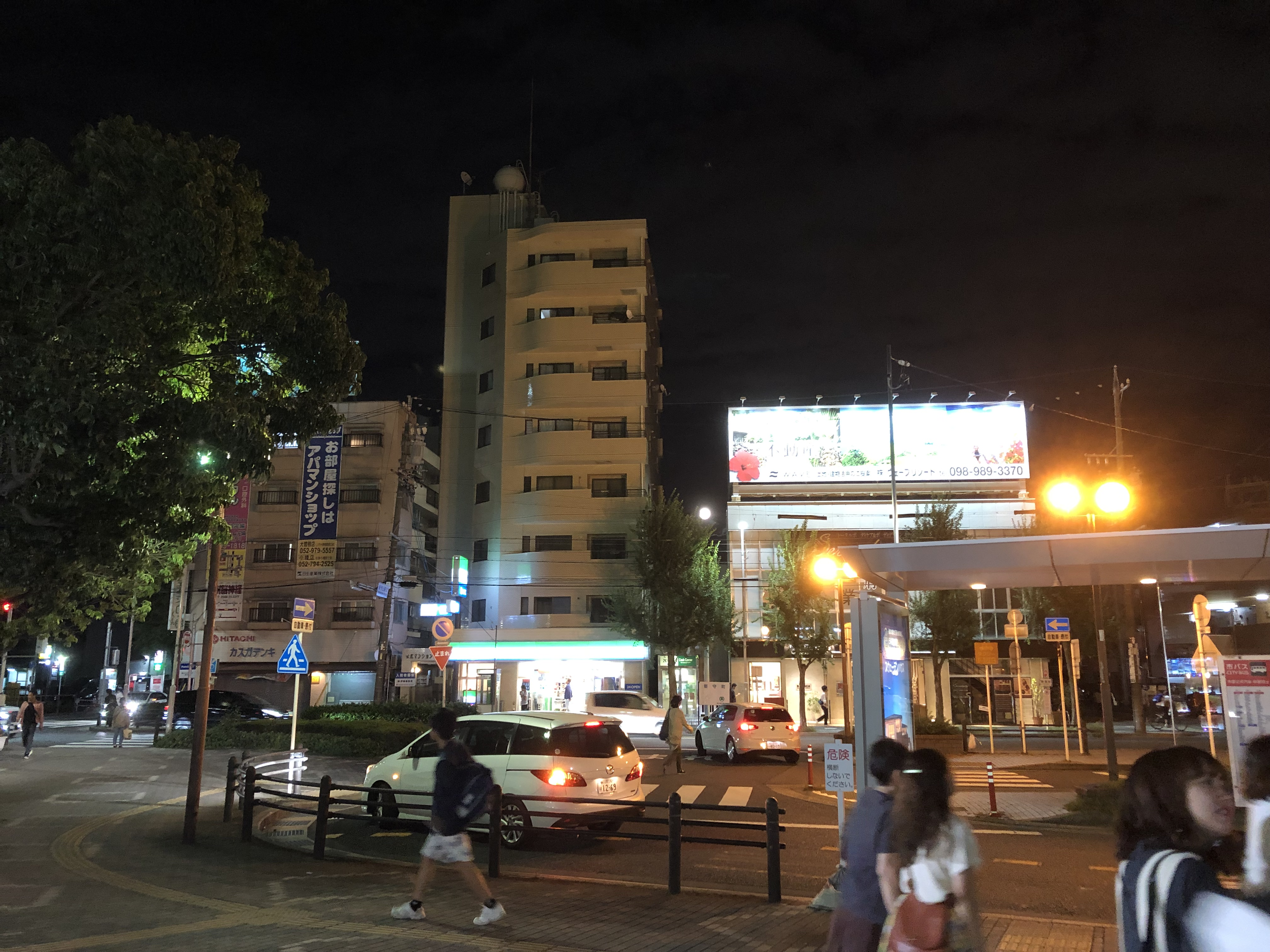
新守山交通広場
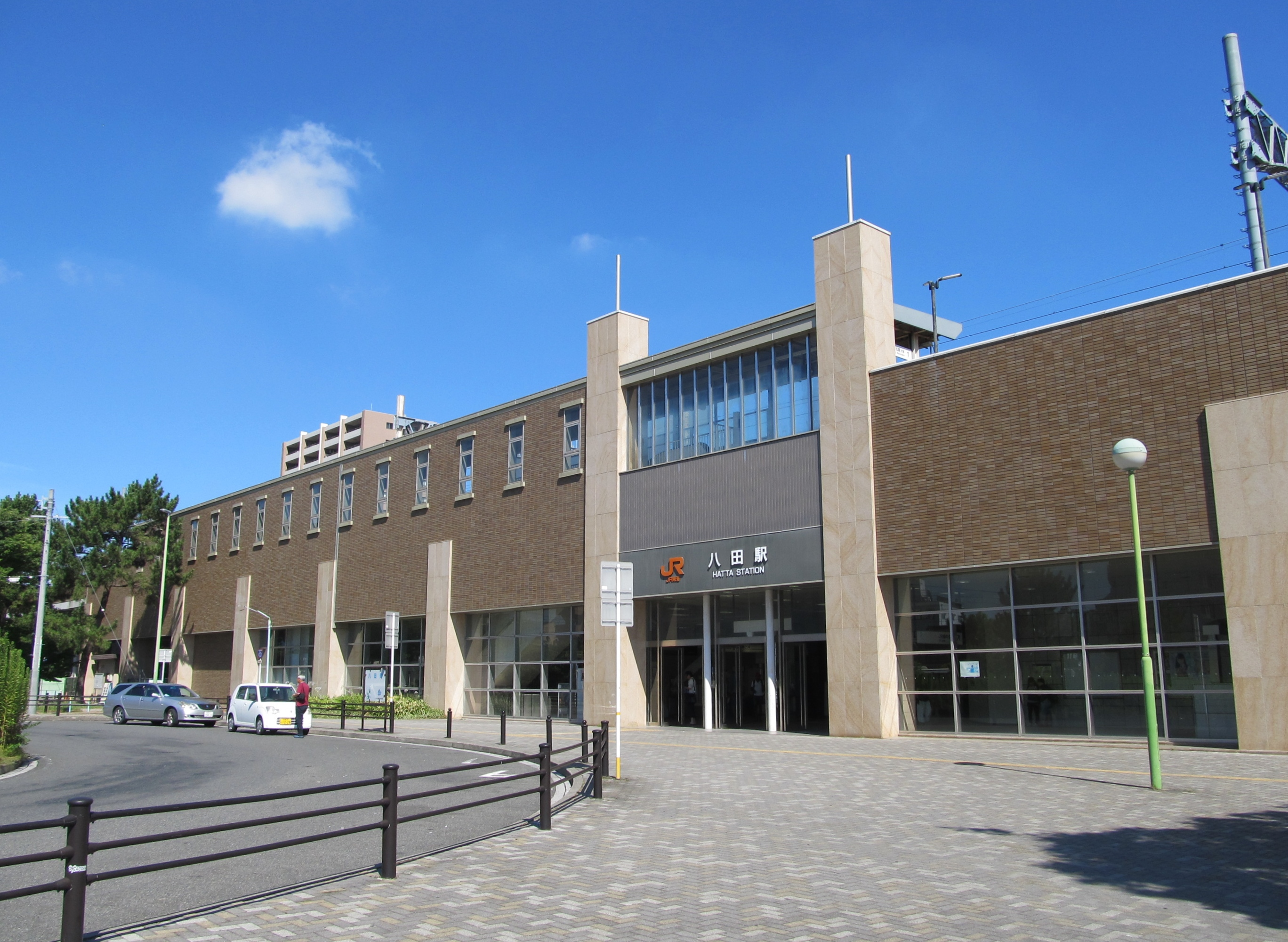
八田交通広場
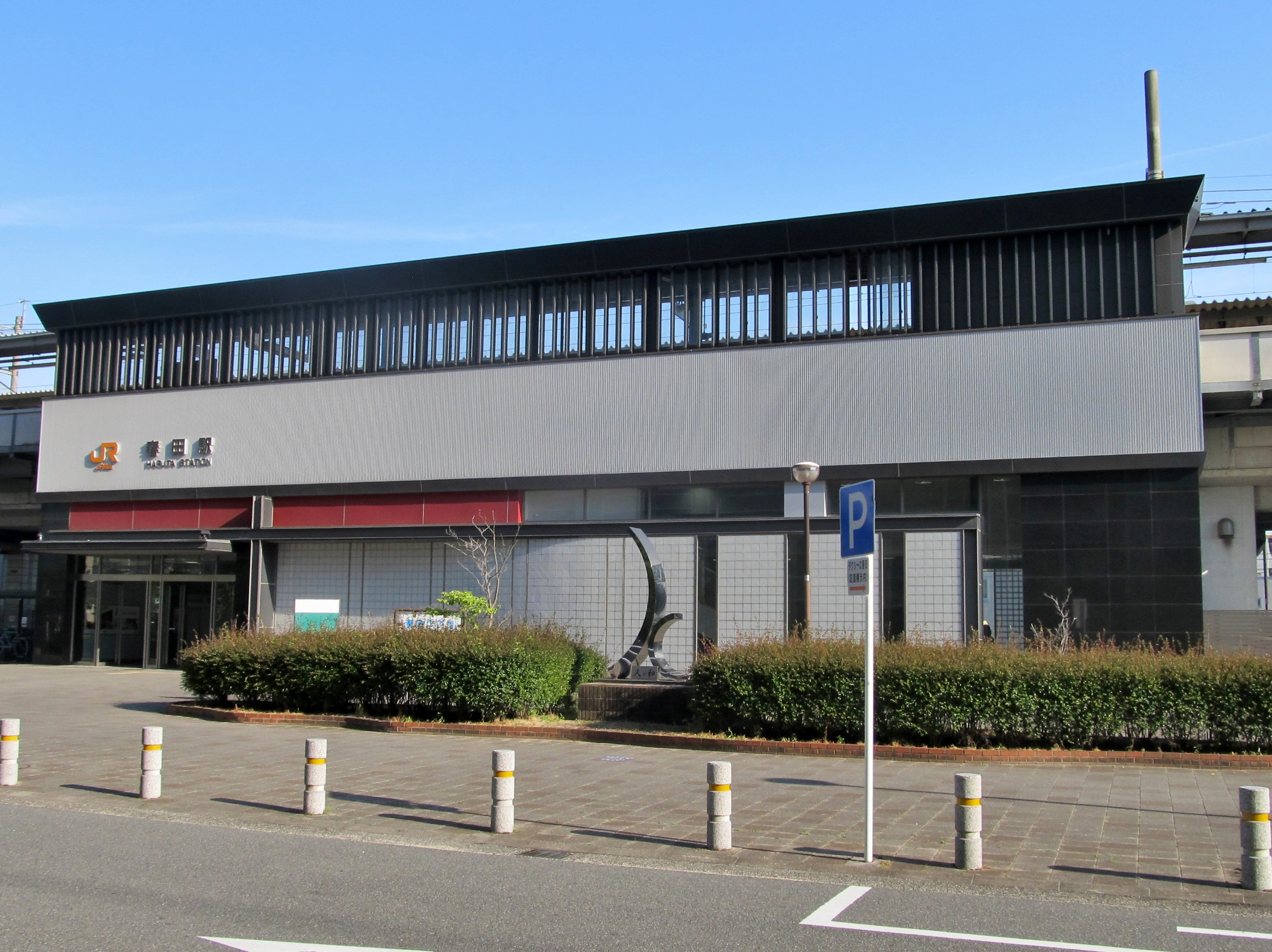
春田交通広場
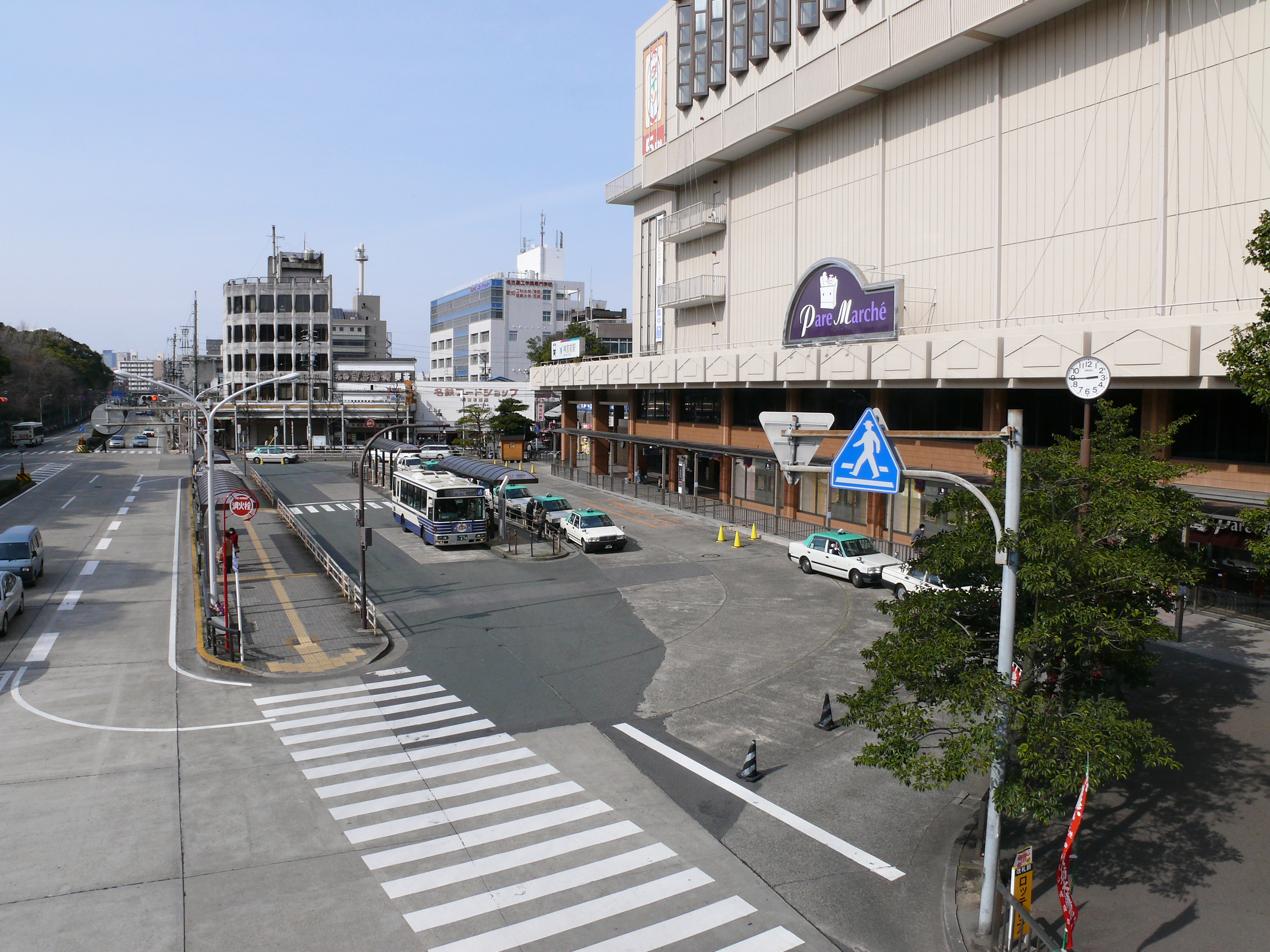
神宮前交通広場
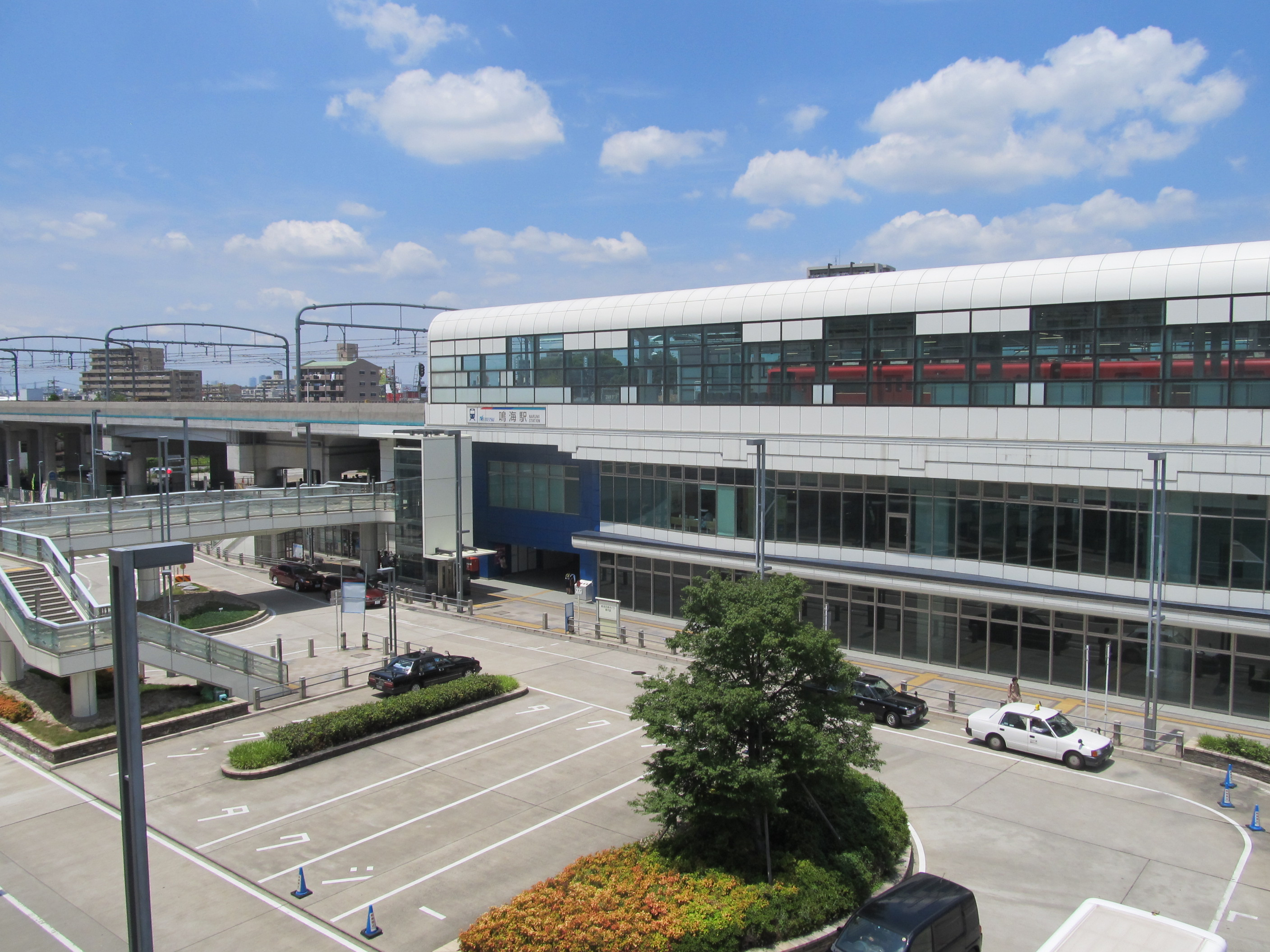
鳴海交通広場
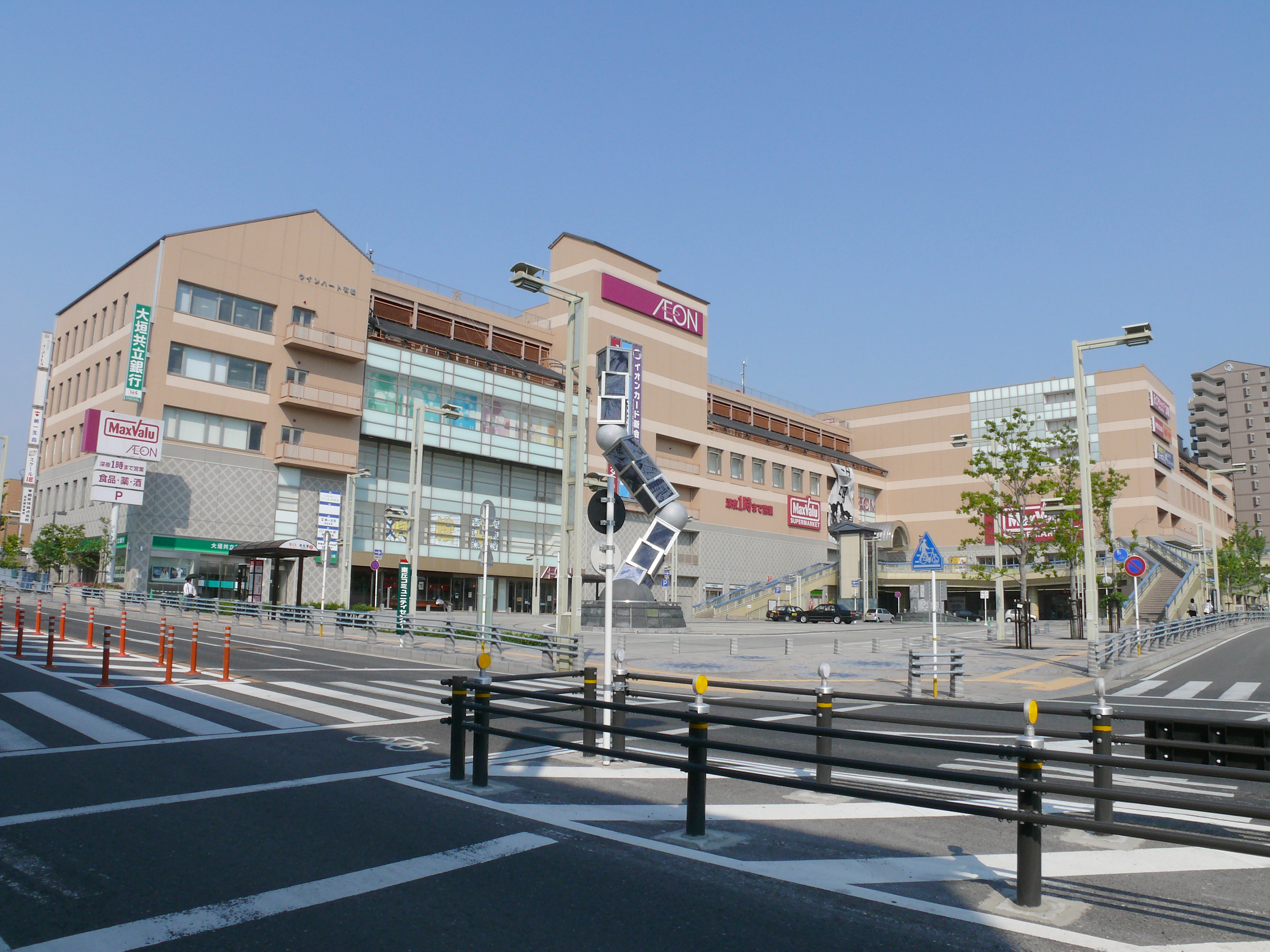
有松交通広場
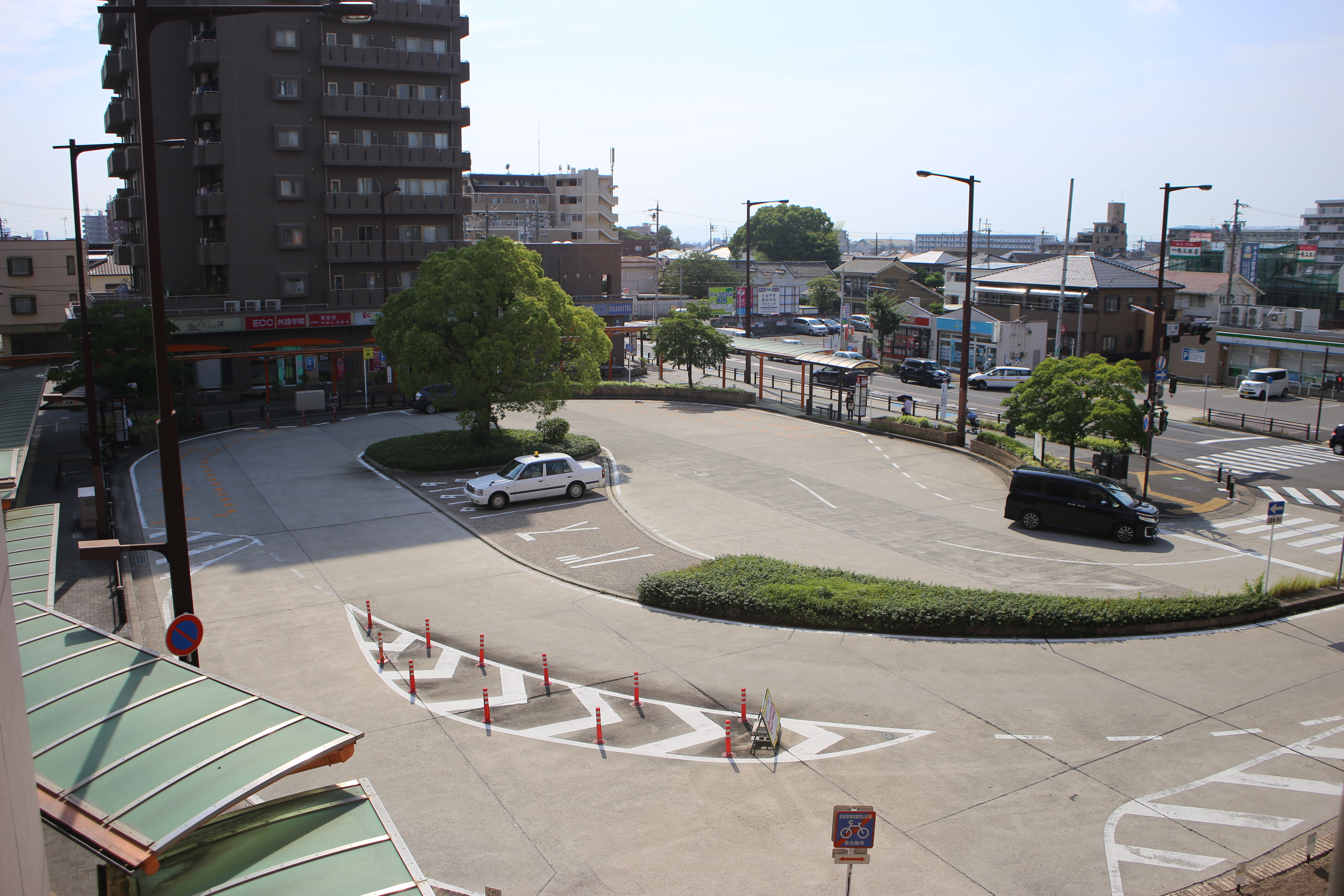
小幡交通広場
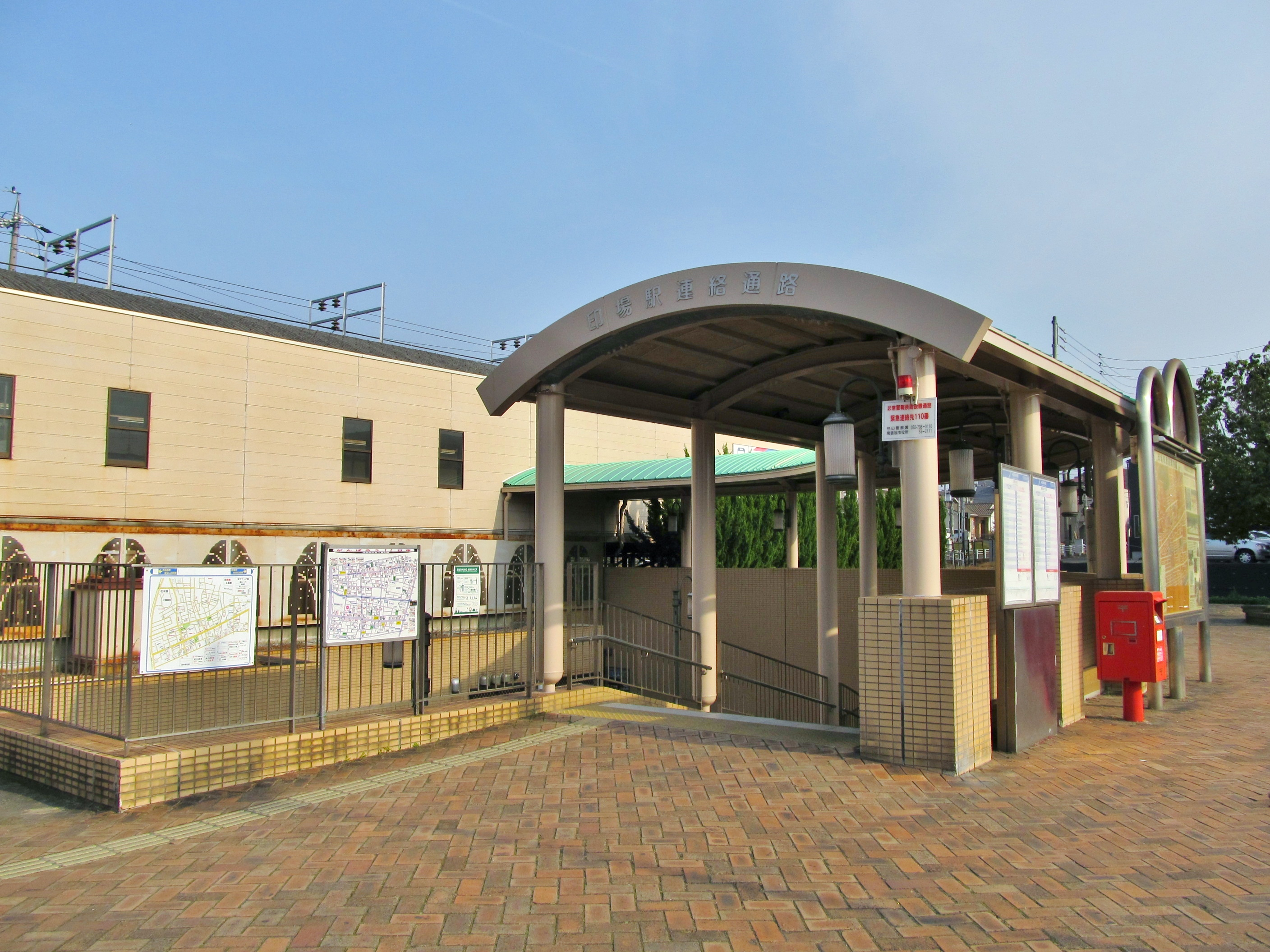
印場交通広場
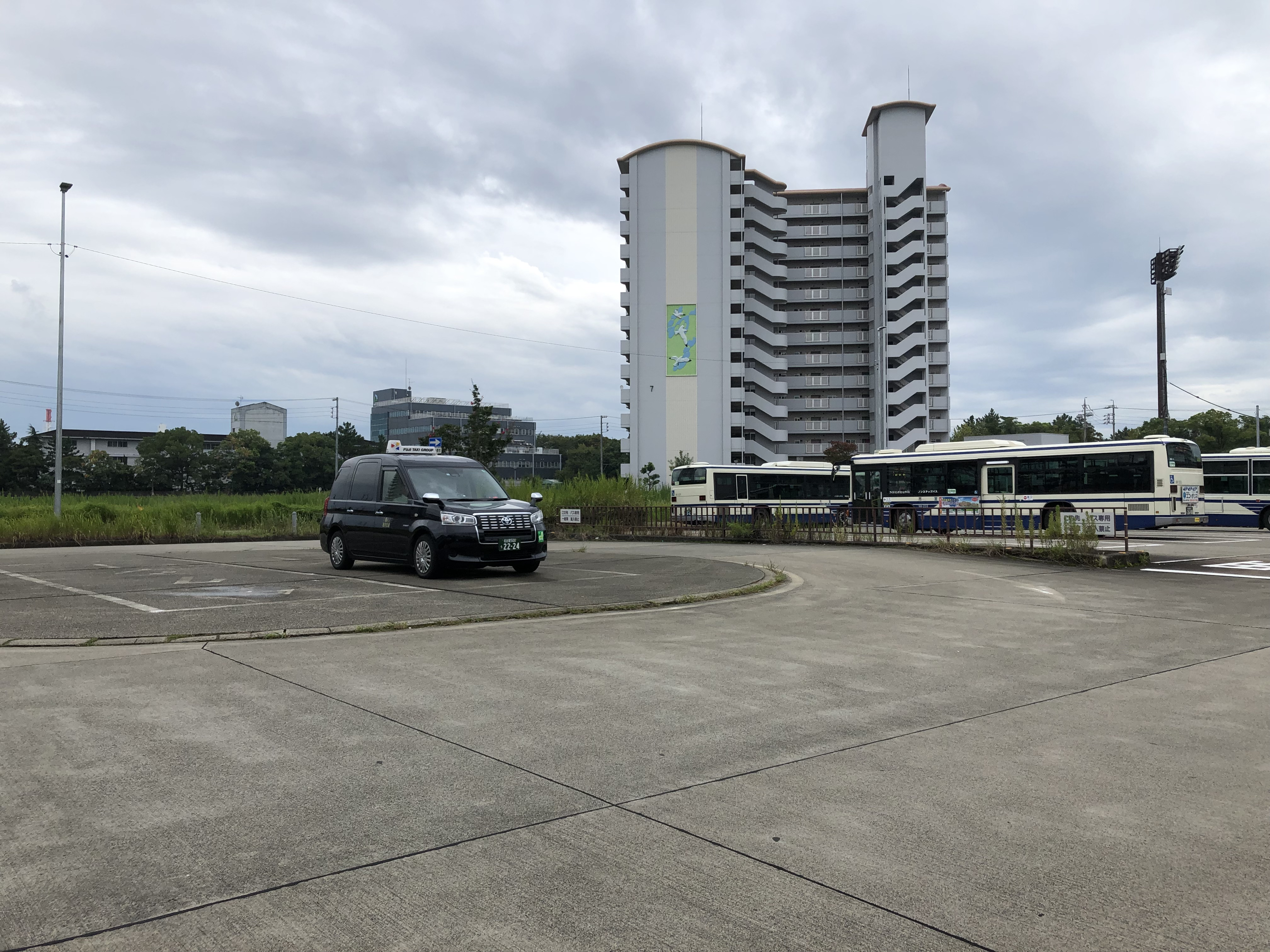
野跡交通広場
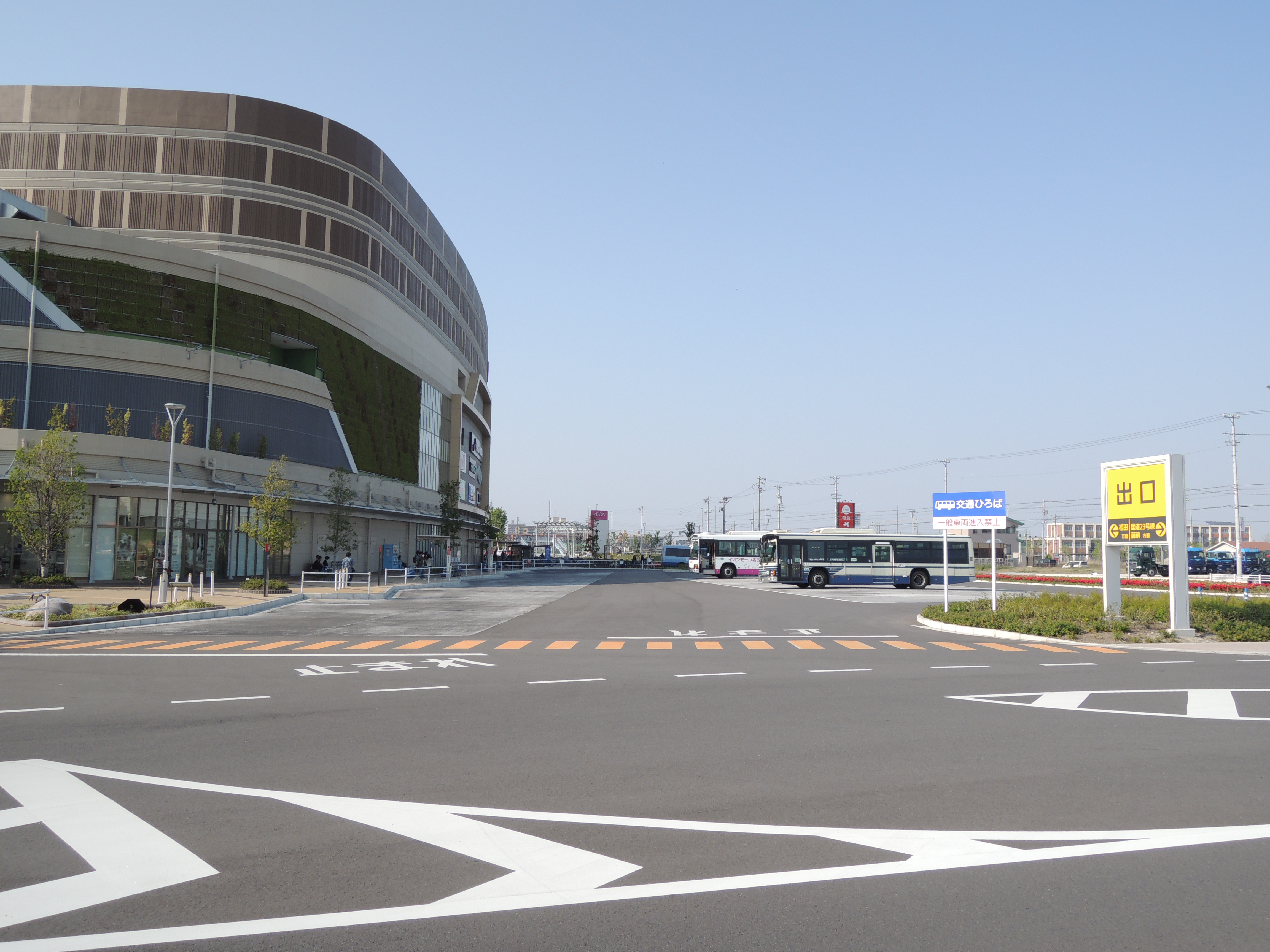
南陽交通広場
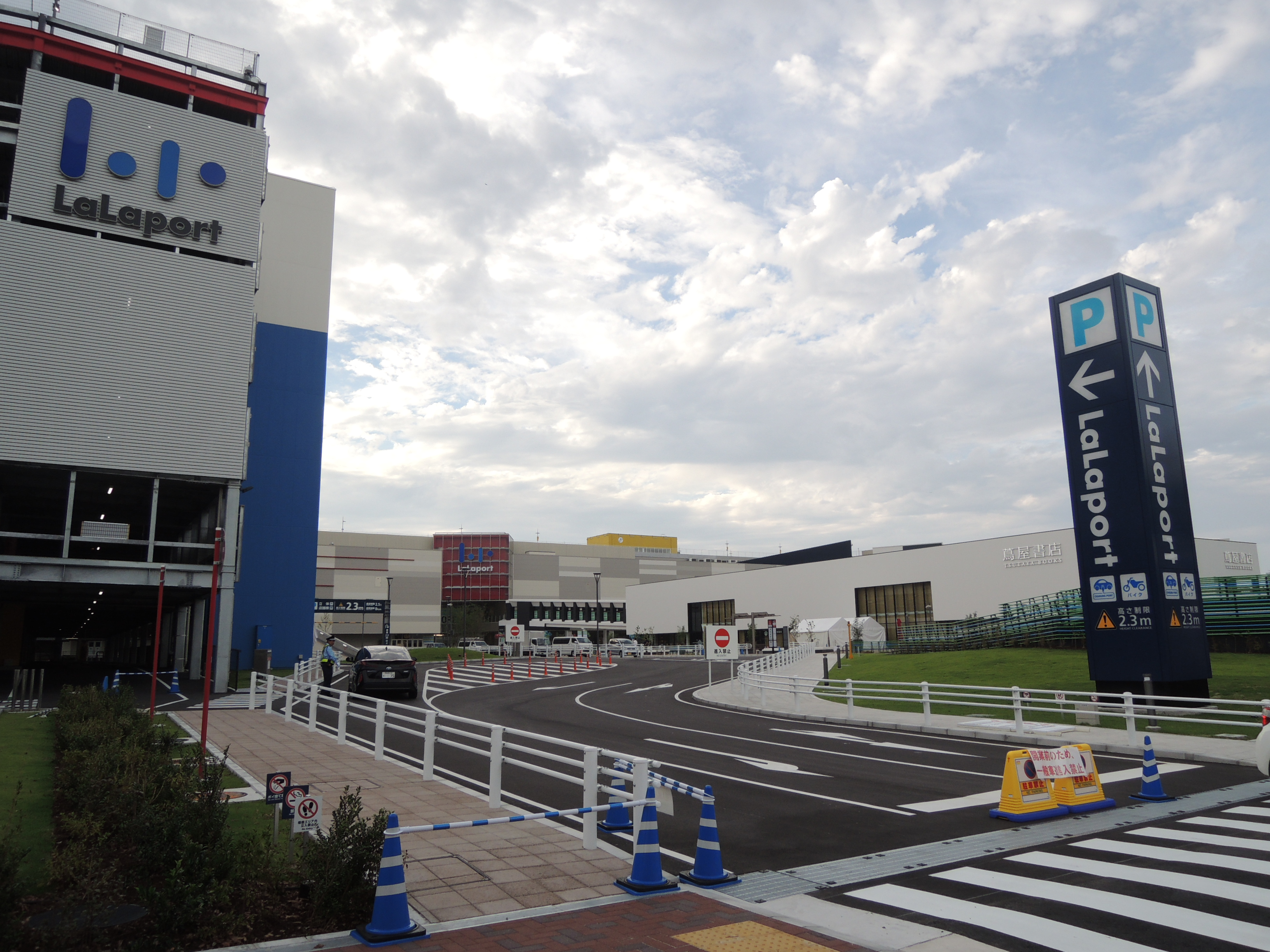
ららぽーと交通広場
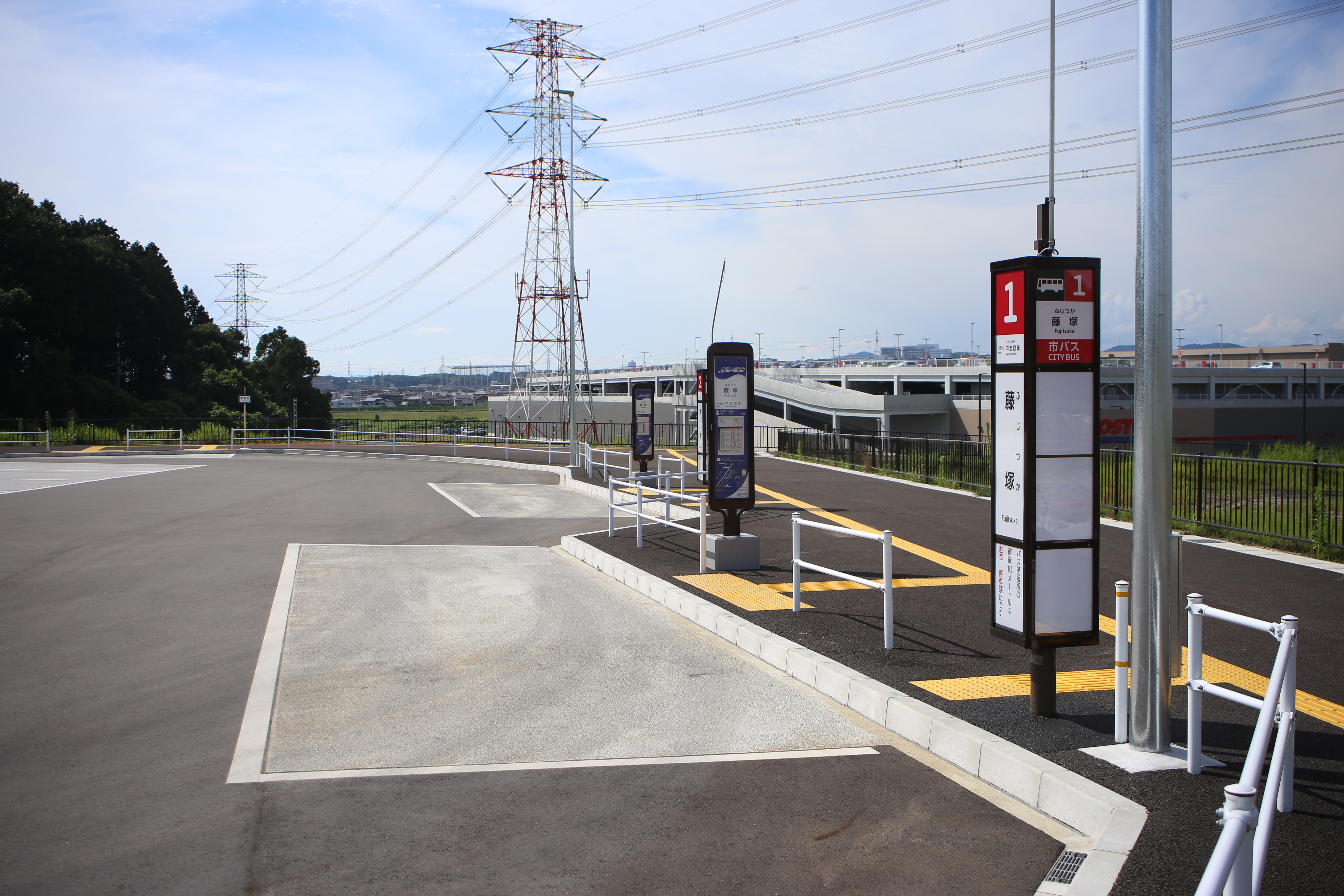
志段味交通広場

### ロータリー
- 藤田医科大学病院ロータリー：藤田医科大学病院（豊明市）・名鉄バス・ひまわりバス・東郷藤田医大バス
  - 交通広場とは言い難いが、名鉄バスなど他社のバスやタクシーも取り扱っているため、ここに併記する。
- 高蔵寺駅南口ロータリー：JR中央本線「高蔵寺駅」（春日井市）・ゆとりーとライン・名鉄バス・かすがいシティバス
  - 名鉄バスは駅北口のターミナルにも発着する。
- 旭労災病院ロータリー：旭労災病院（尾張旭市）・あさぴー号・無料送迎バス
  - 市バスは1路線（志段味巡回）のみ乗り入れている。

#### ロータリーのギャラリー

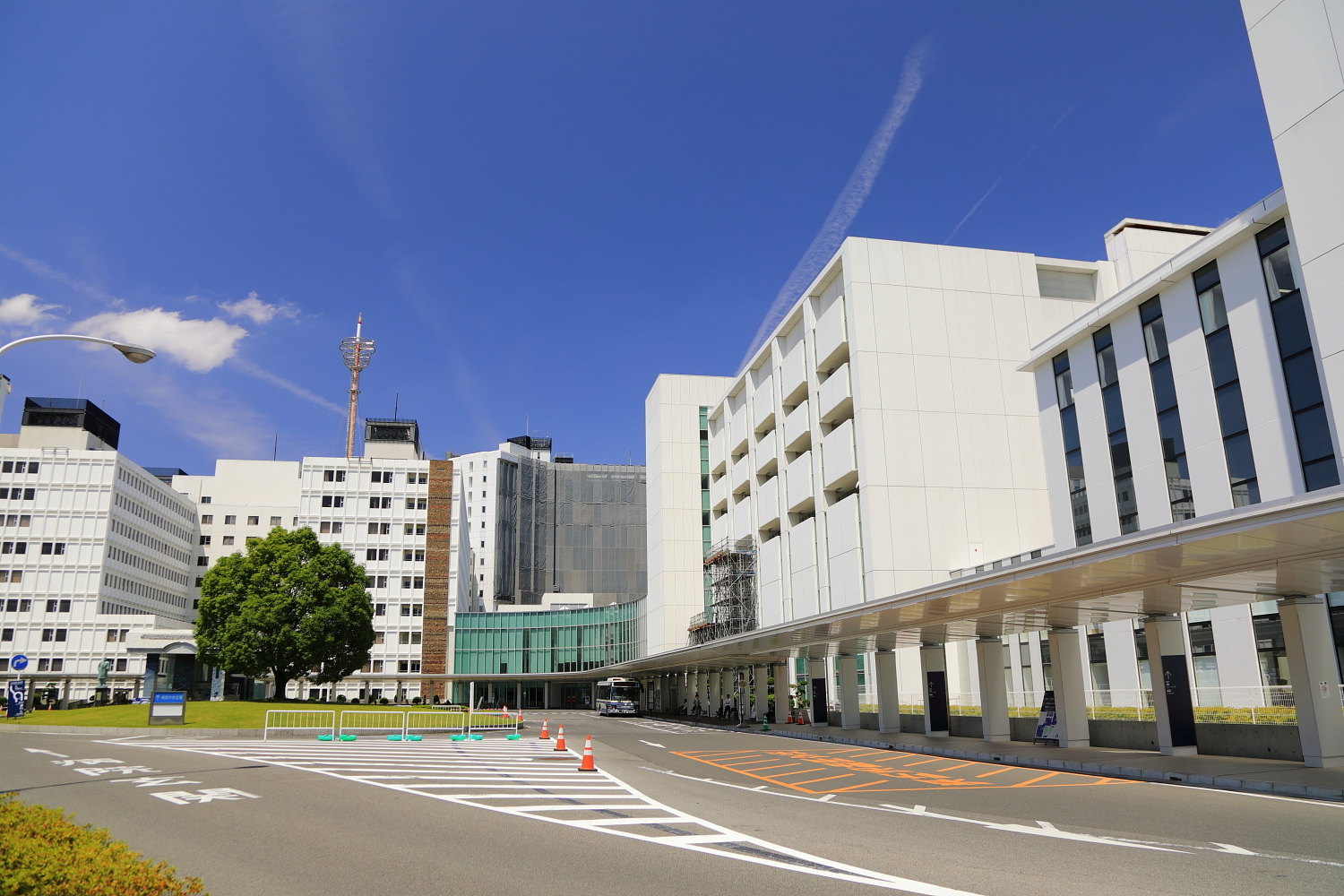
藤田医科大学病院ロータリー
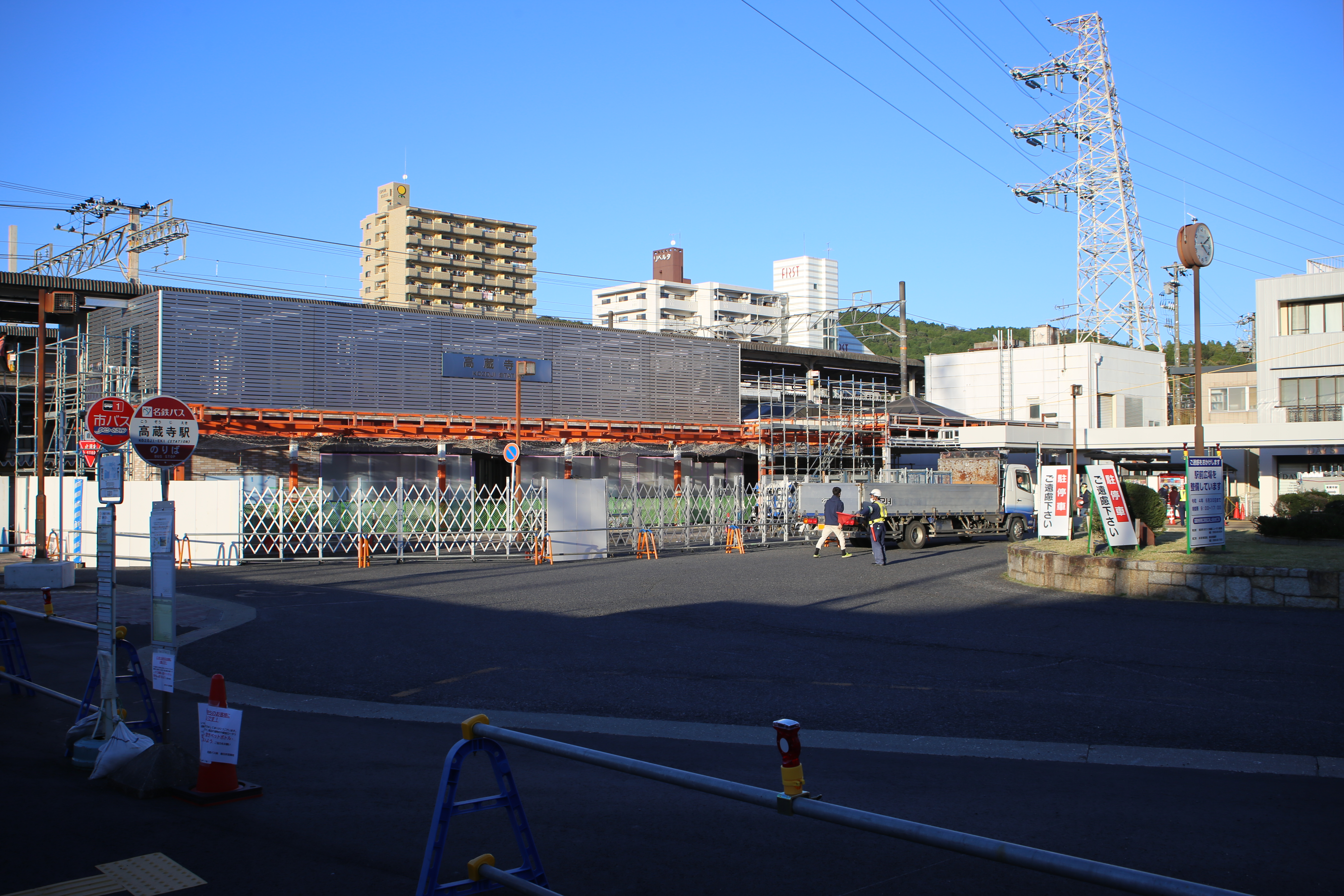
高蔵寺ロータリー
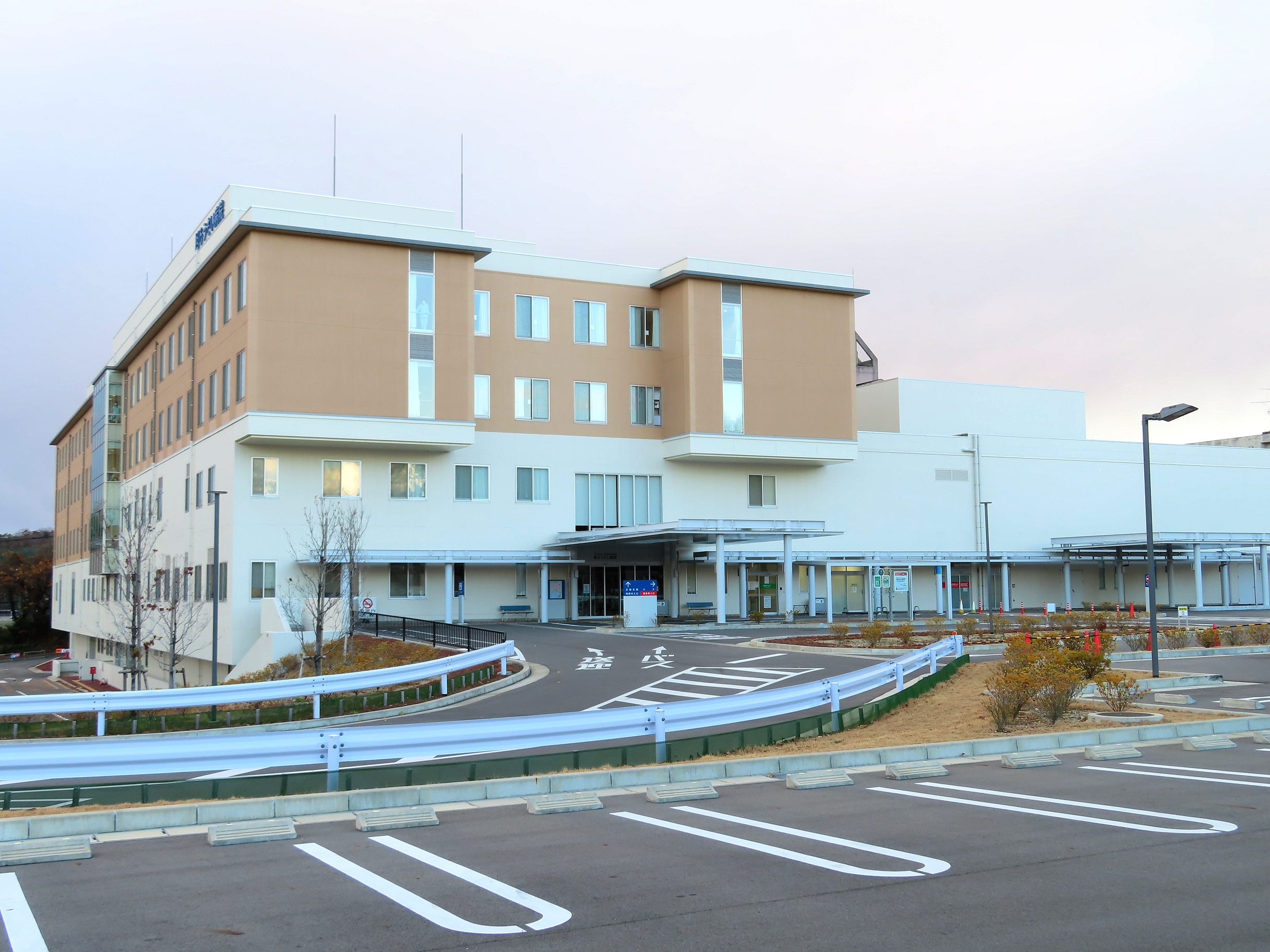
旭労災病院ロータリー

## 車両

### 納入メーカー
日本メーカー5社とも導入されている。導入数は2025年現在いすゞ自動車が最多で日野自動車、三菱ふそうトラック・バス、トヨタ自動車の順となる。かつて在籍していた日産ディーゼル車の場合、富士重工業のボディが標準だったが、同社のバス車体組立撤退後は西日本車体工業のボディが架装されている。また、いすゞのシャーシに富士重工業のボディという組み合わせも少数存在していたが、2011年度末までに全車廃車となった。三菱ふそう・エアロスターの車体は三菱自動車バス製造（現在の三菱ふそうバス製造）に一本化される前は三菱自動車工業名古屋製作所大江工場が架装を担当していたが、同工場にて車体が架装された車両は2009年度末までに全車廃車となった。
なお、かつては営業所ごとに納入するメーカーが決まっていたが、現在は入札制度で車両が投入されるため、全営業所とも複数メーカーの車両を保有している。
基幹バスの車両については、浄心・鳴尾・猪高・大森営業所に所属しており、浄心・猪高・大森所属車は基幹2系統に、鳴尾所属車は基幹1号系統で使用されている。また、特殊車両は、都心ループ専用車及びメーグル専用車は浄心営業所に、ガイドウェイバス専用車は大森営業所に所属している。

### 管理番号
当局では下記の方法によって車両に局番を付番している（40番台は欠番）。
- 例：NKH-1（この場合、日野自動車製の基幹バス専用ノンステップバスの1号車である。）
- 1桁目（ステップの有無）
  - N：ノンステップバス
  - なし：ツーステップバスまたはワンステップバス  （全廃となり現存しない）
- 2桁目（用途）
  - K：基幹バス専用車および研修車（研修車はK-1から始まる局番を持ち、1・3桁目は付されない）
  - L：リフトバス（全廃となり現存しない）
  - M：中型バス[注釈 8]及びなごや観光ルートバス「メーグル」専用車（「メーグル」専用車はM-01から始まる局番を持ち、1・3桁目は付されない）
  - S：小型バス（2021年3月に全廃となり現存しない）
  - T：都心ループ専用車
  - R：基幹バス専用車からの格下車（リフレッシュバスとも呼ばれる。ノンステップバスは存在しない。2008年12月全廃となり現存しない）
  - C：一般・貸切兼用車（2004年12月全廃となり現存しない。またメーカー記号は付されず、番号も使い捨てずに代替車両が引き継いでいた（C-1〜14、3代続いた）。現在も一般・貸切兼用車自体は存在するが、車番は一般車と同一体系である。）
  - なし：大型バス
- 3桁目（メーカー・納入販売店）
  - S：いすゞ自動車（ISUZU：いすゞ自動車中部）頭文字の「I」ではなく「S」となっているのは数字の1との混同を避けるため。
  - H：日野自動車（HINO：愛知日野自動車）
  - F：三菱ふそう・トラックバス（FUSO：三菱ふそう・トラックバス東海ふそう）
  - N：日産ディーゼル工業（NISSAN：UDトラックス中部支社）
- 4桁目以降（製造番号）
  - 納入した順に1から始まる番号が付番される（ナンバープレートの番号と一致しない）。

過去には車体構造を記号で表していた。
- 1桁目 ワ:ワンマン車　2:ワンマンツーマン兼用車　なし:ツーマン車
- 2桁目　納入メーカー
- 3桁目　U:アンダーフロアエンジン　R:リアエンジン　なし:フロントエンジン
- ハイフン後　納入順一連番号

### 名鉄バス委託営業所車両の独自装備
名鉄バスに管理委託されている大森営業所・野並営業所に所属するバスは、他の営業所の車両に装備されていない以下の装備がある。
- 電波時計（市販の目覚まし時計タイプ） - これは名鉄バスの装備品と同等のもの。

また、以下の装備は他営業所とは異なり、2007年4月1日の管理委託開始時から運用されている。
- デジタルタコグラフ[WEB 13]
  - 但し、2011年4月1日から全営業所のバスのうち506両にドライブレコーダーを運用する際、デジタルタコグラフの機能も装備されている[WEB 14]。

野並営業所は2012年4月1日から管理委託開始。

### 車両について
原則標準尺で導入されている。
令和6年3月（2024年）現在、全1021両が配属されている。（この数は、メーグル専用車両の5両を除いた数である）
平成23年（2011年）度末までに排ガス規制に適合しないKC代ディーゼル車は全廃。
かつては大型バスの場合車体前部に折り戸の入口、中央に引き戸の出口、さらに最後部に折り戸の出口という独特の3扉車がほとんどであった（基幹2号系統は例外で中央が4枚折り戸の入口）が、1999年式の車両より基幹2号系統と同じ2箇所の出入口に改められた。その後2001年式の車両よりすべてノンステップバス車に移行したため、現在3扉車を含めた大型ツーステップバス車は全車廃車。
CNG車は2005年度を最後に導入されていない。それは2006年度に導入されたADG-RA273MANより新長期規制に適合しているため、名古屋市では低公害車という位置づけをされていることが一因と考えられる。また、CNG車を除く全車がアイドリングストップ・スタートシステム（ISS）を搭載している。
2017年度をもって、CNG車はタンク寿命のために全廃になった。
2021年5月までに三菱ふそう製の中型車（7m中型車も含む）が全廃されたため、在籍している全車両がターボ車・縦置きエンジン車となった。同時に中型車はジェイ・バス製（いすゞ・エルガミオ、日野・レインボー）のみとなった。
2022年3月末までに旧日産ディーゼル製のフルフラットノンステップバスが全廃されたため、在籍している全車両が前中扉間のみのノンステップバスとなった。またエンジンが全てSOHCになった。
2022年12月に三菱UFJフィナンシャル・グループの5社から企業版ふるさと納税等を活用した寄付により、MUFGデザインのトヨタ・SORAを一台導入し、翌2023年4月1日から鳴尾営業所配属且つ基幹1系統限定で運行を開始した。
2023年8月より納入されている新車は、行先表示器が白色LEDに変更された。
令和5年度末までに、日産ディーゼル製の車両は全車除籍された。
市バスの営業所は全て名古屋市内にあるため、ナンバープレートは全車両名古屋ナンバーである。

#### 種類別（令和6年度現在）
- ノンステップバス：1019両

※ 燃料電池車、メーグル専用車両を含む。

#### 大きさ・トランスミッション別（令和6年度現在）
- 大型車：820両
  - AMT車：76両
  - MT車：343両
  - AT車：401両
- 中型車：199両
  - AMT車：68両
  - AT車：131両
  - 小型車は、30両全車が令和3年度に廃車された。

※ なおこの数は、燃料電池車とメーグル専用車両を含む。

#### 車両用途別（令和6年度現在）
なお、所有する全車ノンステップバス化を完了している。
- 一般車両：931両
  - 大型ノンステップバス：749両
  - 中型ノンステップバス：182両
  - 小型ノンステップバス：0両
- 基幹1系統車両：19両（大型ノンステップバス：19両）
- 基幹2系統車両：50両（大型ノンステップバス：50両）
- 都心ループ専用車両：13両（中型ノンステップバス：13両）
- メーグル専用車両 : 5両(大型ノンステップバス1両、(中型ノンステップバス :4両）

#### 動力別（令和6年度現在）
- ディーゼル車：1017両
- 燃料電池車 ：2両
  - 最後まで残っていたハイブリッド車のM-05は2023年1月24日に廃車となった。

※ なおこの数は、都心ループ専用の車両13両、燃料電池車2両、メーグルの専用車両4両を含む。

#### ディーゼル車排ガス規制適合車両数（令和6年度現在）
- 新長期規制適合車：307両
- ポスト新長期規制適合車：666両

※ 新長期規制以前のディーゼル車および、長期規制適合車は、全車引退済み。
※ なおこの数は、都心ループ専用の車両13両、メーグル専用の車両4両を含む。

#### 平成27年度燃費基準達成車両数（令和6年度現在）
- 新長期規制適合車：184両
  - 全車両MT車である
- ポスト新長期規制適合車：666両
  - AT車358両
  - MT車164両
  - AMT車144両

#### 納入メーカー別 (令和6年度)
- 大型車 820両
  - いすゞ自動車、344両
  - 日野自動車、144両
  - 三菱ふそう、330両
  - トヨタ自動車、2両
    - UDトラックス、30両は、令和5年度に廃車となった。
- 中型車 199両
  - いすゞ自動車、172両
  - 日野自動車、27両

※ なおこの数は、都心ループ専用の車両13両、メーグル専用の車両5両を含む。

### 車両置き換えについて
2005年頃からは毎年約百数十両という大量増備を行い、車両の取り替えのペースを上げている。2010年度までにノンステップバス比率を92%、アイドリングストップ車（CNG圧縮天然ガス車を除く）の比率を100%にする目標を掲げていたため、現在はアイドリングストップ車の比率が100%になった。この大幅取り換えには、排ガス規制の強化の対象となる8大都市圏に名古屋市が含まれるため、規制に適合しない車両の使用年限が12年に限られることも影響していた。なお、同バスで役目を終えた車両は全国の地方事業者（北海道中央バス・宮城交通・備北バス・西肥自動車・九州産交バス・しまバス・琉球バス交通・沖縄バス・那覇バスなど）に譲渡されている他、一部はミャンマーなど海外にも輸出されている。なお、2011年度（2012年3月末までに廃車）までに排ガス規制に適合しないすべての車両（KC代までのディーゼル車）の入れ替えが終了しており、排ガス規制に適合している2001年度（2002年3月末までに導入）以降のノンステップバスは車両使用年数を現在の12年から18年に延長し、車両購入費を抑えることで経営再建につなげることになっている。平成24年度以降の車両置き換えは、経年の大型低公害ツーステップ車の入れ替えに限り行われ、平成28年度末に所有する全ての車両のノンステップバス化が完了した。
現在は、排出ガス新短期規制適合の車両をポスト新長期規制適合車両へ置き換えを進めている。
令和4年度の置き換え対象車は、PJ-LV234N1の46両（NS-31〜NS-39、NS-50〜NS80、NKS-1〜NKS-7)となっており、8月10日に開札された結果、三菱ふそうが落札した。三菱ふそうの落札は14年ぶり、現行のエアロスターの導入は初である。同時に2015年3月以来8年ぶりに直列6気筒エンジンの車両が導入される見込みである。

### アイドリングストップ時の音楽
2000年以降に導入されたアイドリングストップ車には、アイドリングストップ時に車内にクラシックなどの音楽が流れる機能がついていたが、2012年4月をもって中止された。（但し、各路線で運転士が音楽スイッチをオンにしている時、極稀に流れることがある。）流れる音楽の種類は、車両の所属営業所によって異なっていた。楽曲は以下の通り。
- 大森・稲西営業所の車両
  - バッハ：平均律クラヴィーア曲集第1巻より・プレリュード第1番
  - 西村由紀江：風色の夢より・六月の風に抱かれて
- 上記以外の営業所の車両
  - モーツァルト：ピアノソナタ第16番・第1楽章
  - モーツァルト：ピアノソナタ第16番・第2楽章
  - ベートーヴェン：ピアノソナタ第5番・第2楽章
  - クーラウ：ソナチネop.20第1番・第1楽章

アイドリングストップ時にそれぞれの曲が順番に頭から流れる。2006年頃まではアイドリングストップがスタートと曲の流れも連動していた。つまり、常に頭から再生されるのではなく、途中切れ・途中スタートとなっていた。
大森・稲西営業所の車両で流れている曲は、かつては鳴尾営業所の車両でも流れていた時期があった。
このような試みは遠州鉄道が考案し、徐々に他のバス事業者にも波及しつつある。詳細は、遠鉄バス#アイドリングストップ中の音楽を参照。

## 乗降方式・料金
名古屋市営バスにおける乗車料金は以下のとおりとなる。
- 一乗車（均一制）
  - 普通料金　大人210円　小児100円[注釈 15]。
  - 割引料金　大人100円　小児 50円
- 深夜バス
  - 普通料金　大人420円　小児200円
  - 割引料金　大人200円　小児100円

小児料金は6歳以上12歳未満の小学生に適用する。1歳以上6歳未満の幼児は1人の大人、もしくは小児に同伴された4人まで無料。同伴の幼児5人目からや幼児1人での乗車は小児料金が必要であるが、1歳未満の乳児は無料となっている。
割引料金は障害者等に適用され、料金支払時に有効な障害者手帳等を乗務員に提示する必要がある。なお、介護者・付き添い人の割引は同行する最大3名までが適用である。
基本的に乗車時に料金を支払う「前乗り後ろ降り」の料金前払いシステムを採用しているが、基幹2号系統やゆとりーとラインでは「後ろ乗り前降り」の料金後払いシステムを採用している。乗車料金を超えるお金を入れるとお釣りが出る。
市営バスで使われている、運賃箱は、
2009年まで、小田原機器製RX-FA2形が使われていて、2010年からレシップ製LF-B形の運賃箱が使われてきた。2024年7月より導入された新紙幣への対応に伴い、これまでのレシップ製のものから、小田原機器製RX-FCM形に順次更新されている。市営バスで小田原機器製の運賃箱が導入されるのは１５年ぶりである。なお、同市のガイドウェイバス、ゆとりーとラインでは、開業当初より小田原機器製の運賃箱が使われ続けられている。
- 深夜バスを定期券や一日乗車券で利用する場合、深夜バス料金の半額を払う必要がある。なお、敬老パス・福祉特別乗車券での乗車の場合は追加料金は不要となっている。[WEB 15]。

- 市営バスのみ利用できるバス全線一日乗車券は大人620円・小児310円である。地下鉄も利用できるバス・地下鉄全線一日乗車券は大人870円・小児430円となる[WEB 15]。
- 土休日および毎月8日にはドニチエコきっぷが利用できる。大人620円・小児310円でバス・地下鉄全線一日乗車券となる
  - 2024年7月より順次、これまでの、市営バス車内での、1日乗車券とドニチエコきっぷの販売は、現金のみ販売だったのが、運賃箱の更新に伴い、マナカなどの交通系ICカードでも1日乗車券、ドニチエコきっぷの購入が可能となった。[WEB 15]。

### 特得60バス定期
満60歳から購入できる、市営バス全線(但し、共同運行区間の名鉄バスとゆとり〜とラインの大曽根〜小幡緑地間は対象外)に3か月10,370円で乗車できる格安定期乗車券。地下鉄の駅の駅長室と名古屋市交通局サービスセンターで購入できる。
2022年（令和4年）4月1日より、平日ダイヤで運行する日はバスを乗車する時間帯が10時〜16時（但し、基幹バス新出来町線は降車する時間帯が10時〜16時）のみ対象となる。この時間外に利用すると、普通旅客運賃の精算が必要となる。時刻表上では16時前に到着する便であっても、遅延によって16時を過ぎてしまった場合も例外とはならない。
基本的に通用開始後の払い戻しは受け付けていないが、先述の専用時間帯導入によって払い戻しを希望する旅客に対して、2022年（令和4年）3月15日から日割り計算による無手数料での払い戻しを行っている。

### ファミリーバス定期
市バスの通勤定期券等を購入した旅客と一緒に市バスを乗車する家族で、土・日曜日・休日（土・日・休日ダイヤ特別運行日含む）の現金乗車に限り、大人110円・小児50円（身体障害者等は大人50円・小児30円）で市バスに乗車可能である。但し利用できる家族とは同居している配偶者、父母、祖父母、子、孫、兄弟姉妹までとなり、ゆとりーとライン全線と他社運行のバスは利用不可である。また、地下鉄定期券や通学定期券なども対象外となっている。

### ユリカ（トランパス）
ユリカはかつて名古屋市交通局が発行していたプリペイドカードの名称である。バス・地下鉄共通で利用できるタイプ、平日10時から16時までと土・日曜日・休日のみ使用できるバス専用、地下鉄専用のタイプがある。それぞれに大人用と小児用（障害者などの特割運賃にも利用可能）がある。そのうち、大人用のバス・地下鉄共通タイプのみが「トランパス」として利用可能である。トランパス導入前に発行したカードには「他社線では使用できません」の表記があったものの、導入後はそのまま他社線でも利用可能になった。
トランパスは、名古屋市営バス・名古屋市営地下鉄・名古屋鉄道（対応路線のみ）・名鉄バス（長距離高速バス等を除く）・あおなみ線・愛知高速交通（リニモ）で共通利用できる。また、共通ユリカで市バスと市バス、市バスと地下鉄、市バスとあおなみ線、地下鉄とあおなみ線は、90分以内の乗り換えの場合、80円（小児は40円）引きである。
なお、2011年2月11日にIC乗車カードmanacaが導入されたことで、ユリカを含めたトランパス対応カードは2月10日に販売を終了し、2012年2月29日で利用終了となった。
- 販売価格 → 利用可能額
  - バス・地下鉄共通（大人用）（トランパス対応）
    - 500円 → 500円（贈答用のみ）
    - 1,000円 → 1,000円
    - 2,000円 → 2,200円
    - 3,000円 → 3,300円
    - 5,000円 → 5,600円

  - バス・地下鉄共通（こども・特割用）
    - 1,000円 → 1,100円

  - バス昼間割引専用（大人用）
    - 2,000円 → 2,800円

  - バス昼間割引専用（こども用）
    - 1,000円 → 1,400円

  - 地下鉄昼間割引専用（大人用）
    - 2,000円 → 2,400円

  - 地下鉄昼間割引専用（こども用）
    - 1,000円 → 1,200円

昼間割引は平日10時から16時まで利用可能（バスは乗車時（基幹2号は降車時）、地下鉄は改札入場時の時間を基準とする）。休日は終日利用可能である。
なお、営業所（分所）ごとのカード裏面の印字は、
- 浄心営業所：ハスシヨ
- 如意営業所：ハスニヨ
- 中川営業所：ハスナカ
- 稲西営業所：ハスイナ
- 鳴尾営業所：ハスナル
- 鳴尾営業所（高速1）：コウナル
- 緑営業所：ハスミト
- 野並営業所：ハスノナ
- 猪高営業所：ハスイタ
- 御器所分所：ハスコキ
- 大森営業所：ハスオオ

となっている（正確には半角文字で表される）。また、かつては基幹バスの初め2文字の表示は「ハス」ではなく「キカ」であった。

## 営業係数

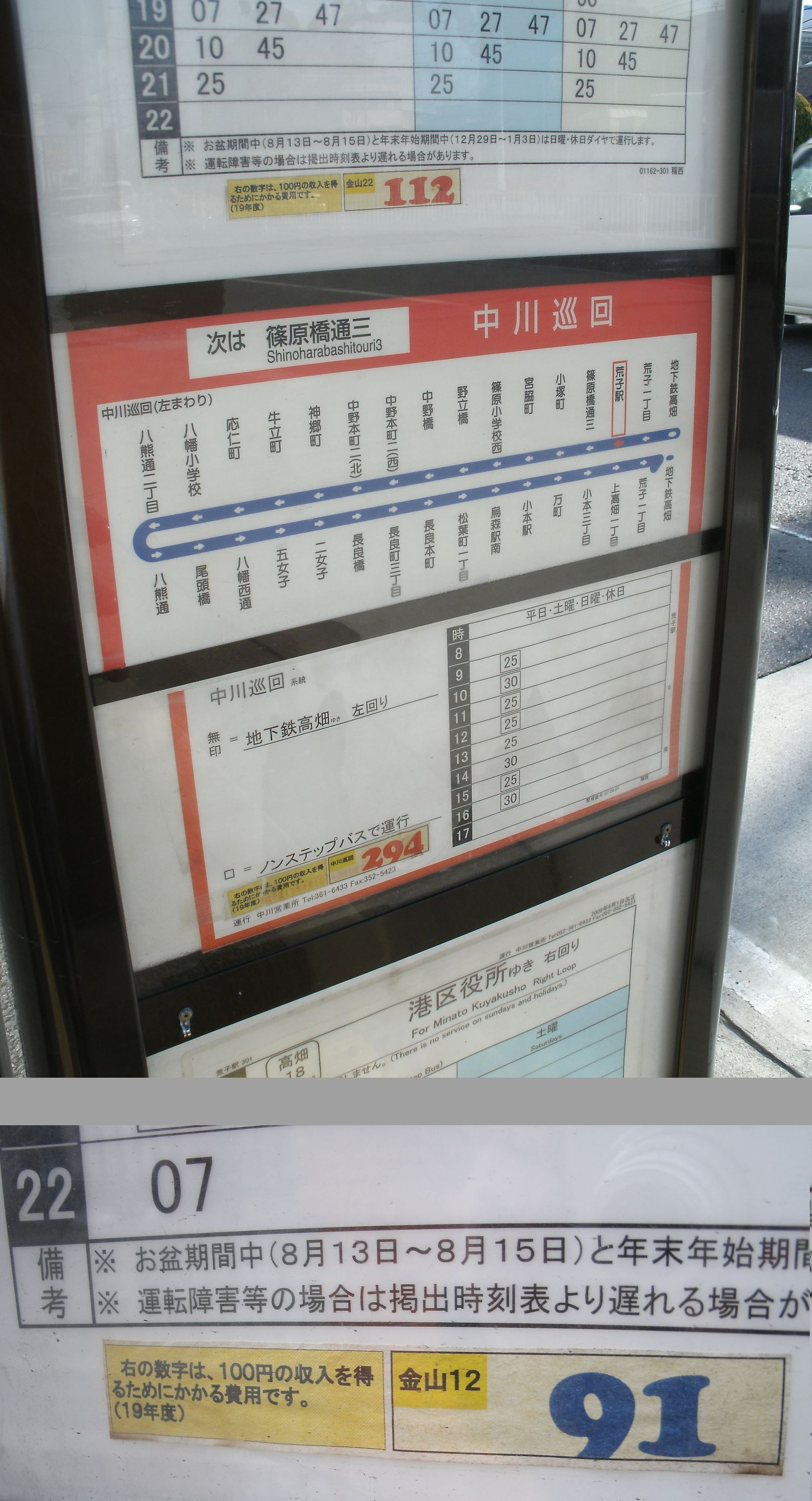
バス停に掲示された、系統ごとの営業係数。黒字系統は青い字で、赤字系統は赤い字で記されている
上：荒子駅 「112」が金山22号系統、「294」が中川巡回系統の営業係数
下：石川橋 金山12号系統は数少ない黒字路線の一つ

2018年（平成30年）度の市バス事業は17億円の黒字となったが、依然として厳しい状況が続いている。市バス全163系統のうち、営業係数が100未満の黒字系統は39系統、100以上の赤字系統は124系統であり、全体の約75%が赤字系統で、営業係数の平均は110である。
黒字系統は以下の39系統である（2018年度。最新の営業係数は名古屋市交通局のウェブサイトより閲覧可能）。
2020年度はコロナ禍の影響が大きく黒字系統は幹藤丘1号系統、平針11号系統、中村13号系統の3系統のみとなった。2021年度も影響が残っており、前年度の3系統に徳重11号系統、上社11号系統を加えた5系統のみが黒字となった。
| 系統名  | 起点       | 終点             | 営業係数 | 備考                |
| ------- | ---------- | ---------------- | -------- | ------------------- |
| 基幹1   | 栄         | 星崎             | 85       |                     |
| 基幹2   | 栄         | 引山             | 98       |                     |
| C-758   | 名古屋駅   | 名古屋駅         | 90       |                     |
| 名駅11  | 名古屋駅   | 名古屋駅         | 82       |                     |
| 名駅12  | 名古屋駅   | 如意車庫前       | 96       |                     |
| 名駅13  | 名古屋駅   | 上飯田           | 93       |                     |
| 名駅15  | 名古屋駅   | 黒川             | 98       |                     |
| 名駅24  | 名古屋駅   | 大治西条         | 84       |                     |
| 幹栄1   | 栄         | 如意住宅         | 98       |                     |
| 幹栄2   | 栄         | 新大正橋西       | 97       |                     |
| 栄21    | 栄         | 泉楽通四丁目     | 87       |                     |
| 栄24    | 栄         | 稲西車庫         | 91       |                     |
| 金山11  | 金山       | 池下             | 99       |                     |
| 金山12  | 金山       | 妙見町           | 90       |                     |
| 金山16  | 金山       | 瑞穂運動場東     | 97       |                     |
| 吹上11  | 御器所通   | 大曽根           | 91       |                     |
| 幹砂田1 | 池下       | 大森車庫         | 85       |                     |
| 黒川11  | 黒川       | 北部市場         | 96       |                     |
| 幹藤丘1 | 藤が丘     | 本地住宅         | 62       | 営業係数ベスト第1位 |
| 幹本郷1 | 本郷       | 猪高緑地         | 84       |                     |
| 上社11  | 上社       | 上社             | 78       | 営業係数ベスト第3位 |
| 幹一社1 | 一社       | 引山             | 98       |                     |
| 幹星丘1 | 星ヶ丘     | 梅森荘           | 85       |                     |
| 幹星丘2 | 星ヶ丘     | 地下鉄植田       | 86       |                     |
| 星丘11  | 星ヶ丘     | 地下鉄自由ヶ丘   | 94       |                     |
| 星丘12  | 星ヶ丘     | 地下鉄植田       | 89       |                     |
| 星丘13  | 星ヶ丘     | 杁中             | 99       |                     |
| 千種11  | 千種駅前   | 砂田橋           | 92       |                     |
| 幹中村1 | 中村公園   | 戸田荘           | 96       |                     |
| 中村13  | 稲西車庫   | 稲西車庫         | 77       | 営業係数ベスト第2位 |
| 幹神宮1 | 神宮東門   | 河合小橋         | 94       |                     |
| 幹新瑞1 | 新瑞橋     | 平針住宅         | 97       |                     |
| 新瑞12  | 新瑞橋     | 地下鉄徳重       | 82       |                     |
| 新瑞13  | 新瑞橋     | 新瑞橋           | 96       |                     |
| 原11    | 地下鉄原   | 地下鉄徳重       | 90       |                     |
| 原12    | 地下鉄原   | みどりが丘公園   | 88       |                     |
| 平針11  | 地下鉄平針 | 平針住宅         | 76       | 営業係数ベスト第4位 |
| 徳重11  | 地下鉄徳重 | 地下鉄平針       | 89       |                     |
| 徳重13  | 地下鉄原   | 藤田医科大学病院 | 93       |                     |

一方、営業係数が200以上の系統は以下の系統である（2018年度）。
| 系統名     | 起点                 | 終点         | 営業係数 | 備考                  |
| ---------- | -------------------- | ------------ | -------- | --------------------- |
| 深夜2      | 栄                   | 地下鉄高畑   | 213      |                       |
| 栄27       | 栄                   | 栄           | 202      |                       |
| 春田11     | 春田駅               | 南陽交通広場 | 319      | 営業係数ワースト第1位 |
| 鳴海11     | 南大高駅             | 南大高駅     | 218      |                       |
| 守山11     | 新守山駅             | 上飯田       | 267      |                       |
| 東巡回     | 大曽根               | 茶屋ケ坂     | 207      |                       |
| 中巡回     | 栄                   | 金山         | 307      | 営業係数ワースト第4位 |
| 瑞穂巡回   | 新瑞橋               | 新瑞橋       | 212      |                       |
| 熱田巡回   | 神宮東門             | 神宮東門     | 250      |                       |
| 中川巡回   | 地下鉄高畑           | 地下鉄高畑   | 209      |                       |
| 南陽巡回   | 戸田荘               | 河合小橋     | 311      | 営業係数ワースト第3位 |
| 守山巡回   | 新守山駅             | 上飯田       | 212      |                       |
| 志段味巡回 | 東谷山フルーツパーク | 小幡         | 312      | 営業係数ワースト第2位 |

地域巡回系統はすべて赤字であり、最も数値の低いものでも南巡回系統（神宮東門 - 神宮東門）の105である。
その他の系統についても名古屋市交通局のウェブサイトに記載されている。

## 不祥事

### 事故報告書問題
2011年8月24日、2010年度の物損事故のうち少なくとも23件について、虚偽の事故報告書を作成していたと毎日新聞が報じた。これを受け、愛知県警察は9月6日、道路交通法違反の疑いで家宅捜索する方針を明らかにした。

### パワハラ問題
1997年から2006年にかけて、市営バスの運転士の中で事故を起こす回数が多かったなどの運転士に対し、「リフレッシュ研修」の名目でパワーハラスメントなどのいわゆるリストラ教育を行っていたことが毎日新聞によってリークされた。研修は「運転士の技術向上」が名目とされていたが、実際は指導官が研修を受けた乗務員に対して執拗に自主退職を迫るなどしていたという。また、2007年には当時野並営業所所属の男性運転士がパワハラを受けたことを仄めかす遺書を残して焼身自殺している。

## 人命救助に関するエピソード
1990年9月25日21時45分頃、鳴尾営業所所属のバス運転手の男性（当時48歳・勤続28年目）が乗務中、南区の北頭交差点にある歩道橋から飛び降り自殺を図り、血を流して道路上に倒れている女性を発見した。乗客が乗車しているにもかかわらず、女性が他の車にひかれないように、バスを停車させた。近くには名古屋市南消防署があり、付近にいた人が通報したが、サイレンが聞こえないことから、救急車が全て出動していると判断。乗り合わせていた6名の乗客も全員が協力し女性をバスへと運び、本来の運行経路から外れた最寄りの救急病院まで搬送した。女性は命に別条は無かった。
無関係な通行人を乗せて、ルートから外れた病院まで搬送するという一連の行動は当時の運行規程違反であったが、名古屋市交通局は事態の重要性を鑑み、処分を行わなかった。運転手は、規定違反を承知の上で躊躇なく迅速な人命救助を行ったことが評価されてこの年のシチズン時計からシチズン・オブ・ザ・イヤーを受賞した。交通局には称賛や激励の電話が多数寄せられたほか、のちに怪我から回復した女性が謝意を述べに訪れたという。